# Géopolitique de l'Europe au XXIe siècle
La géopolitique de l'Europe au XXIe siècle consiste en la description et l'analyse des relations des États européens entre eux et avec le reste du monde, en considérant les facteurs politiques, géographiques, économiques, démographiques et culturels qui les influencent. Le terme de géostratégie est aussi employé dans un sens voisin de celui de géopolitique.
Durant les années qui suivent la fin de la guerre froide, les États européens sont davantage focalisés sur des considérations géoéconomiques que géopolitiques. La paix qui s'installe sur tout le continent semble appelée à durer. l'Union européenne s'élargit à de nombreux pays mais ne se préoccupe qu'à la marge de devenir une puissance au sens diplomatique et militaire. Elle continue de fait à faire reposer sa défense pour l'essentiel sur les États-Unis et l'OTAN. Jusqu'en 2014, aucune guerre entre États ne survient sur le territoire européen. La crise en Géorgie de 2008 est vite close et elle revêt davantage les caractéristiques d'une guerre civile internationalisée que celles d'une guerre interétatique. La donne change brutalement en 2014 lorsque la Russie annexe la Crimée, partie intégrante de l'Ukraine, et soutient les séparatistes russophones dans le Donbass. Depuis lors, la géopolitique occupe une place de plus en plus importante dans l'agenda des dirigeants européens. Ursula von der Leyen, à peine nommée présidente de la Commission européenne en 2019, affirme son ambition de « bâtir une Commission vraiment géopolitique ». L'invasion de l'Ukraine par la Russie en février 2022 rend définitivement inéluctable le retour de la géopolitique au premier plan en Europe.
L'Europe est la partie occidentale de la plaque eurasiatique. Aucune limite géographique naturelle ne la sépare de l'Asie. La notion d'Europe remonte à l'Antiquité. Elle recouvre un espace qui évolue au fil des siècles en fonction des grands évènements politiques mais aussi religieux et culturels qui la parcourent. Au milieu du XVIIIe siècle, Pierre Ier de Russie choisit de fixer sa limite orientale aux monts Oural. Depuis lors, elle demeure la convention la plus généralement admise. De Gaulle la popularise en se référant fréquemment à « l'Europe de l'Atlantique à l'Oural ». Quelle que soit la définition géographique de l'Europe retenue, la Russie se situe en Europe pour sa partie historique et la plus peuplée mais aussi en Asie pour la plus grande partie de son territoire depuis l'expansion de l'Empire russe au XVIIIe siècle. Cette particularité et son histoire impériale sont à l'origine d'une relation complexe entre la Russie et les autres puissances européennes que l'ère soviétique a entretenue voire accentuée. Héritière de l'Empire ottoman, dont le territoire a longtemps englobé le Caucase et les bords de la mer Noire, la Turquie occupe une position stratégique aux confins de l'Europe et de l'Asie, symbolisée par Istanbul — autrefois Byzance puis Constantinople — située de part et d’autre du détroit du Bosphore.
L'Europe politique est fragmentée en une cinquantaine de pays, dont le nombre et les frontières sont pour beaucoup le résultat des grands conflits du XXe siècle, la Première et la Seconde Guerre mondiale, puis la guerre froide qui s'achève par l'effondrement et l'éclatement de l'Union soviétique. L'Europe est aussi le continent qui pousse le plus loin le multilatéralisme et le seul qui développe, via l'Union européenne, une intégration avancée entre des pays qui représentent la majeure partie de sa population et de sa richesse.

## Une Europe multipolaire, héritière d'un passé glorieux
L'usage fait de l'Europe un continent mais elle est, d'un point de vue géographique, la partie occidentale de la plaque eurasiatique. Aucune limite géographique naturelle ne la sépare de l'Asie. Les limites terrestres de l'Europe ont donc toujours été imprécises à l'est car il n'existe pas de relief ou de mer venant clairement scinder l'Eurasie. Les frontières géographiques de l'Europe sont donc plus politiques que physiques.
L'Europe recouvre un espace géographique variable au fil des siècles en fonction des grands évènements historiques qui s'y déroulent. Plus qu'un continent, l'Europe est une idée, un concept présent dans l'histoire depuis l'Antiquité et qui évolue au gré des phénomènes politiques, idéologiques, religieux ou encore culturels qui la parcourent. L'Europe a dominé le monde du XVe au XIXe siècles. Les États-Unis sont ensuite devenus la première puissance mondiale, toutefois l'Europe produit, en 2020, le quart de la richesse mondiale. Les puissances historiques du « Vieux Continent » projettent toujours leur soft power et, parfois, leur hard power au-delà du territoire européen en Afrique, au Moyen-Orient et en Asie principalement. L'Europe est aussi le théâtre avec l'Union européenne de la construction, unique au monde, d'une fédération d'États-nations, devenue un acteur de la géopolitique européenne,.

### L'Europe, un concept évolutif
Pour les Anciens, le monde est une terre unique qu'ils divisent le plus souvent en trois parties, l'Europe, l'Asie et l'Afrique, qui s'étendent tout autour de la mer Méditerranée, dont les contours sont fluctuants et ne constituent pas des limites politiques. C'est ainsi que l'Empire romain s'étend sur ces trois parties. Durant le Moyen Âge, les limites de l'Europe se confondent avec celles de la Chrétienté. L'Empire carolingien de Charlemagne s'étend à tous les pays qui reconnaissent dans le pape de Rome le vicaire du Christ et le chef de l'Église. Cette brève unité politique laisse la place à une période féodale de morcellement durant laquelle le mot « Europe » est alors rarement utilisé. La Chrétienté latine, qui s'étend de l'Atlantique aux frontières de l'Empire byzantin, demeure cependant un puissant facteur d'homogénéité. Après le schisme de 1054, la représentation de l'Europe est centrée sur l'espace catholique et latin, excluant le monde orthodoxe, d'autant  que l'Empire byzantin est peu à peu submergé par l'Empire ottoman, jusqu'à disparaître avec la chute de Constantinople en 1453. Il faut attendre la division de la Chrétienté avec la Réforme protestante du XVIe siècle pour que, très progressivement, la notion d’Europe commence à sortir de son cadre strictement géographique pour acquérir une dimension plus vaste : l’Europe devient ce qui unit les Européens, maintenant que la chrétienté est divisée. À la suite des traités de Westphalie de 1648, qui mettent un terme à plus d’un siècle de guerres de religions, les élites européennes comprennent que malgré les déchirements religieux les chrétiens possèdent des valeurs et des aspirations communes, qui font progressivement émerger la notion d’Europe.
Au  XVIe et XVIIe siècles, les dynasties régnantes à Moscou bâtissent un vaste empire où le christianisme orthodoxe se répand. La Russie se pose comme l'État successeur de l'Empire byzantin. Les échanges économiques et culturels croissent entre la Russie et les autres royaumes d'Europe. Au milieu du XVIIe siècle, l'omniprésence de l'Église est battue en brèche par les États européens souverains qui imposent une conception laïcisée des relations internationales. Louis XIV se réfère à l'Europe, et non à la Chrétienté, lorsqu'il accepte le testament du roi d'Espagne Charles II en 1700. Les relations entre les royaumes de Grande-Bretagne, de France, de Prusse et les empires d'Autriche et de Russie peuvent être qualifiées de premier âge de la géopolitique européenne.
Après l’Europe des humanistes du XVIe siècle symbolisé par Érasme, et la République des lettres du XVIIe siècle, le siècle des Lumières gagne toute l'Europe au XVIIIe siècle, avec ses écrivains, ses philosophes et tous ceux qui militent pour l’émancipation des hommes et des sociétés. L'Encyclopédie situe l'Europe du « cap de Saint-Vincent en Portugal et dans l’Algarve, sur la côte de l’Océan atlantique, jusqu’à l’embouchure de l’Obi dans l’Océan septentrional ». Elle adopte ainsi une définition géographique et non religieuse tout en soulignant que l'Europe est « la plus considérable de toutes [les parties du monde] par son commerce, par sa navigation, par sa fertilité, par les Lumières et l’industrie de ses peuples, par la connoissance des Arts, des Sciences, des Métiers, et ce qui est le plus important, par le Christianisme ». Au milieu du XVIIIe siècle, Pierre Ier choisit d'intégrer la Russie dans l'Europe dont il fixe sa limite orientale aux monts Oural. Depuis lors, elle demeure la convention la plus généralement admise. De Gaulle la popularise en se référant fréquemment à « l'Europe de l'Atlantique à l'Oural ». Sur cette base, dans les frontières actuelles de la Russie, la superficie de la Russie européenne est de 4 millions km2, soit un peu moins du quart de sa superficie totale, et sa population de près de 110 millions d'habitants, soit les trois-quarts de celle de la Russie.
Le XIXe siècle voit triompher le concept d'État-nation. Le processus d'unification de l'Italie et de l'Allemagne arrive à son terme, respectivement en 1870 et 1871. Dans le prolongement des Lumières, l'idée d'Europe est restreinte à la culture des élites et à la certitude de l'universalisme des grands principes moraux et politiques adoptés par la plupart des États européens. L'universalisme des civilisations française et anglaise favorise la démarche coloniale mais ne gomme pas les spécificités propres aux différentes nations. À la fin du XIXe siècle et durant la première moitié du XXe siècle, la priorité des dirigeants est d'organiser le concert européen, gérer le progrès scientifique et industriel ainsi que le développement des sociétés, dans un contexte où de nouvelles idéologies apparaissent, les crises et les guerres se succèdent. Le nationalisme l'emporte, ne laissant que peu d'espace au développement d'une pensée européenne supranationale. L'expression « États-Unis d'Europe » de Victor Hugo symbolise le double caractère d'unité et de diversité de l'Europe.
Les deux guerres mondiales de la première moitié du XXe siècle favorisent le renouveau de l'idée européenne, fondée sur un socle largement partagé de racines culturelles et de valeurs issues du christianisme, ainsi que sur la compréhension des interdépendances qui lient les nations européennes. Toutefois, cette conscience identitaire européenne cohabite voire vient en conflit avec d'autres consciences, nationale, régionale ou religieuse, souvent davantage ancrées. L'idée européenne après-guerre est moins portée par l'identité que par des projets très concrets dans le domaine économique initialement, étendu plus nettement depuis l'instauration de l'Union européenne au domaine politique et sécuritaire. L'objectif recherché est avant tout de rendre impossible le retour de la guerre entre les puissances européennes et de créer un espace de prospérité.

### Des frontières déterminées par la géographie et l'histoire
Quoique la géographie ne soit pas le seul déterminant en matière de géopolitique, elle joue cependant un rôle important dans la fixation des frontières entre les États européens et dans les rapports entre eux et le reste du monde. Les montagnes ou les fleuves sont des frontières naturelles entre de nombreux pays d'Europe. Certaines, comme la ligne Oder-Neisse qui sépare l'Allemagne de la Pologne depuis la fin de la Seconde guerre mondiale sont devenues symboliques de la paix retrouvée en Europe. Les pays d'Europe de l'Est sont par nature essentiellement continentaux ; la Russie, qui est le plus grand pays du monde, tire de cette situation un avantage stratégique induit par les possibilités de repli dans la profondeur dont elle a su tirer parti lors de la campagne de Russie contre Napoléon puis durant la Seconde guerre mondiale. L'accès aux débouchés maritimes constitue en revanche une préoccupation constante pour les pays qui en sont privés. Staline a cherché à plusieurs reprises à s'assurer le contrôle du Bosphore et de ports à l'extrême-Ouest de l'Union soviétique pour sécuriser l'accès à la Méditerranée depuis la Mer noire. Les autres pays d'Europe possèdent pour la plupart d'entre eux de vastes accès maritimes qui les ont encouragés depuis des siècles à se projeter au-delà des mers et ont largement contribué à leur essor économique.
| Europe de l'Ouest (9 États)                                                        | Europe de l'Est (10 États)                                                               | Europe du Nord (10 États)                                                             | Europe du Sud (15 États) | Confins Europe-Asie                        | Confins Europe-Asie                                          |
| Europe de l'Ouest (9 États)                                                        | Europe de l'Est (10 États)                                                               | Europe du Nord (10 États)                                                             | Europe du Sud (15 États) | Asie occidentale (5 États)                 | Asie centrale (5 États)                                      |
| ---------------------------------------------------------------------------------- | ---------------------------------------------------------------------------------------- | ------------------------------------------------------------------------------------- | --- | ------------------------------------------ | ------------------------------------------------------------ |
| Allemagne Autriche Belgique France Liechtenstein Luxembourg Monaco Pays-Bas Suisse | Biélorussie Bulgarie Hongrie Pologne Moldavie Roumanie Russie Slovaquie Tchéquie Ukraine | Danemark Estonie Finlande Islande Irlande Lettonie Lituanie Norvège Suède Royaume-Uni | Albanie Andorre Bosnie-Herzégovine Croatie Espagne Grèce Italie Macédoine du Nord Malte Monténégro Portugal Saint-Marin Serbie Slovénie (Vatican) | Arménie Azerbaïdjan Chypre Géorgie Turquie | Kazakhstan Kirghizistan Ouzbékistan Tadjikistan Turkménistan |
| 49 États d'Europe considérés dans le présent article                               |                                                                                          |                                                                                       | |                                            |                                                              |

Les frontières européennes sont le plus souvent récentes et résultent pour une majorité de décisions internationales prises lors du règlement des grands conflits du XXe siècle ou de la fin de la guerre froide, en particulier dans la partie Est du continent où des pays comme les États baltes ont alternativement été annexés et recréés, d'autres comme ceux de l'ex-Yougoslavie, sont nés dans la guerre civile à la toute fin du XXe siècle, et enfin où beaucoup d'autres ont connu des rectifications importantes de leurs frontières à la fin de la Seconde Guerre mondiale. Vingt-sept pour cent des frontières résultent d'événements qui se sont produits en Europe depuis 1991. Sa fin et l'effondrement de l'Union soviétique se traduisent au début du XXIe siècle par le retour en force des questions frontalières le plus souvent liées aux minorités ethniques ou religieuses dans de nombreux États-nations récents à l'Est, et par la montée des régionalismes dans les États-nations plus anciens à l'Ouest.
L'ONU situe en Europe 43 de ses États membres, 44 en incluant le Saint-Siège qui est un État non-membre mais qui dispose d'une mission permanente d'observation à l'ONU. Le Kosovo n'est pas un État membre et ne figure pas dans les listes publiées par l'ONU. Les pays du Caucase y compris la Turquie sont classés en Asie occidentale ainsi que Chypre, que l'UNCTAD classe toutefois en Europe.
Au XXIe siècle, la France et quelques autres États européens possèdent encore des territoires dans l'océan Indien et l'océan Pacifique qui constituent des points d'appui stratégiques importants pour projeter leur puissance dans les zones de conflits hors d'Europe et pour protéger leurs communications maritimes, vitales pour leurs économies, dès lors qu'elles ne possèdent sur leurs territoires qu'une faible partie des ressources énergétiques et des matières premières qu'elles consomment.

### Un «Vieux Continent» en déclin relatif
Souvent annoncé, le déclin américain au profit de l'Asie ne résulterait que d'une évolution lente : à la fin du premier quart du XXIe siècle, les États-Unis restent la première puissance mondiale en termes politiques, économiques et militaires. En revanche, le déclin relatif de l'Europe depuis la fin du XXe siècle est une réalité qui devrait s'accentuer selon les projections démographiques et économiques réalisées par l'ONU, le FMI et la Banque mondiale ainsi que par la Commission européenne.

#### Déclin européen, lent mais continu, auXXIesiècle
| Région / Pays     | Région / Pays     | Population | Population | PIB    | PIB     | PIB PPA, | PIB PPA, | PIB/hab. |
| Région / Pays     | Région / Pays     | M. Hab.    | %          | 1012 $ | %       | 1012 $   | %        | $ PPA    |
| ----------------- | ----------------- | ---------- | ---------- | ------ | ------- | -------- | -------- | -------- |
| Europe (49 États) | Europe (49 États) | 849        | 10,4 %     | 27     | 25,4 %  | 44       | 24,0 %   | 53 319   |
|                   | Union européenne  | 450        | 5,5 %      | 18     | 17,4 %  | 27       | 14,7 %   | 61 126   |
| Amérique du Nord  | Amérique du Nord  | 345        | 4,2 %      | 31     | 29,8 %  | 33       | 18,1 %   | 66 384   |
| Asie              | Asie              | 1 419      | 17,4 %     | 33     | 31,2 %  | 76       | 41,0 %   | 17 443   |
| Monde             | Monde             | 8 162      | 100,0 %    | 105    | 100,0 % | 184      | 100,0 %  | 23 034   |

L'Europe ne domine plus le monde. En 2024, l'Europe abrite 10,4 % de la population mondiale, contre 13 % en 2000. Elle produit encore 25,4 % de la richesse mondiale (PIB), une part en baisse, comme celle de l'Amérique du Nord, tandis que celle de la zone Asie-Pacifique (APAC) est en forte hausse. Sur la base du PIB calculé à parité de pouvoir d'achat (PIB PPA), l'écart est encore plus net avec les grandes puissances émergentes en Asie et dans le reste du monde au détriment de l'Occident. Toutefois, le PIB PPA par habitant des pays occidentaux demeure très supérieur à celui de l'Asie et du reste du monde.
Malgré ce relatif déclassement, l'Europe concentre encore, au milieu des années 2020, quatre des dix plus grandes puissances économiques et militaires du monde, l'Allemagne, la France, le Royaume-Uni et la Russie, et huit des vingt premières sur la base du PIB PPA, les quatre précitées auxquelles s'ajoutent la Turquie, l'Italie, l'Espagne et la Pologne,,.

#### Un contexte démographique défavorable
| Population        | Population        | 2000  | %     | 2030  | %     | 2050  | %    |
| ----------------- | ----------------- | ----- | ----- | ----- | ----- | ----- | ---- |
| Europe (49 États) | Europe (49 États) | 808   | 13,1% | 844   | 9,9%  | 811   | 8,4% |
|                   | UE 27             | 429   | 7,0%  | 445   | 5,2%  | 421   | 4,4% |
|                   | Royaume-Uni       | 59    | 1%    | 71    | 0,8%  | 75    | 0,8% |
|                   | Russie            | 147   | 2,4%  | 142   | 1,7%  | 136   | 1,4% |
|                   | Turquie           | 64    | 1,0%  | 89    | 1,0%  | 91    | 0,9% |
| Monde             | Monde             | 6 144 | 100%  | 8 569 | 100%  | 9 664 | 100% |
|                   | États-Unis        | 282   | 4,6%  | 356   | 4,2%  | 381   | 3,9% |
|                   | Chine             | 1 263 | 20,5% | 1 398 | 16,3% | 1 260 | 13%  |

Selon les projections démographiques de l'ONU actualisées en 2024, la population de l'Europe a atteint cette même année son pic tandis que tous les autres continents devraient continuer de voir leur population croître durant encore plusieurs décennies. Cette prévision s'applique aussi à l'UE-27 avec un pic de 450 millions d'habitants en 2024, soit 5,5 % de la population mondiale. À l'horizon 2050, l'Europe ne devrait plus compter que 8,4 % de la population mondiale, et l'UE-27 autour de 4,4 %.
Dans la quasi-totalité des pays européens, le taux de fécondité est inférieur au seuil minimum de 2,1 nécessaire pour assurer le renouvellement naturel de la population. Ce taux n'est que de 1,64 en 2024 en France, pourtant le plus haut des cinq pays d'Europe les plus peuplés. Sauf en Turquie, le solde migratoire a joué dans ces pays un rôle déterminant dans l'évolution de la population. En Allemagne, l'accueil d'un grand nombre de migrants, syriens ou ukrainiens notamment, a permis d'enrayer le déclin démographique constaté depuis le début du XXIe siècle. À l'horizon 2050, la population en âge de travailler diminuerait en Europe de 49 millions de personnes dans la tranche des 20-64 ans, dont 11 millions pour la seule Allemagne. Les populations actives française et britannique continueraient de croître, mais baisseraient aussi en Espagne et en Italie.
| Pays               | 2023  | Variation | Variation |
| Pays               | M.    | M.        | %         |
| ------------------ | ----- | --------- | --------- |
| Ukraine            | 37,0  | -15,0     | -29%      |
| Russie             | 143,8 | -4,5      | -3 %      |
| Roumanie           | 19,1  | -4,0      | -17 %     |
| Bulgarie           | 6,4   | -2,2      | -26 %     |
| Pologne            | 36,7  | -1,6      | -4 %      |
| Bosnie-Herzégovine | 3,2   | -1,3      | -29 %     |

La disparition du rideau de fer né de la guerre froide et les bouleversements politiques, économiques et sociaux qui s'ensuivirent ont eu des conséquences importantes sur la démographie : ainsi, les pays d'Europe connaissent depuis la fin de la guerre froide des évolutions très contrastées qui alimentent les tensions intra-européennes, à l'échelle de l'Europe entière ou de l'Union européenne. La population a cru de 19 % entre 1991 et 2023 dans les pays à l'ouest du rideau de fer, alors que celle des autres pays a dans le même temps chuté de 10 %. Dans les pays au Nord-Ouest de l'Europe, parmi lesquels le Royaume-Uni et la France, la population a fortement progressé sous le double effet d'un solde naturel et d'un solde migratoire positifs. Dans un deuxième groupe de pays comprenant principalement l'Allemagne, l'Italie et les pays du Sud, le solde naturel devenu négatif a été compensé par un solde migratoire positif. Le troisième groupe comprend la plupart des pays d'Europe de l'Est qui voient leur population décroître sous le double effet négatif d'une natalité en berne et d'une forte émigration. Ce mouvement de dépopulation à l'Est est d'ores et déjà accentué par la guerre russo-ukrainienne dont les conséquences démographiques à moyen terme ne peuvent encore être évaluées fin 2024.
En 2023, la Russie compte 143,8 millions d'habitants, en diminution de 4,5 millions depuis 1991. Les principaux facteurs en sont un indice de fécondité bas, une espérance de vie parmi les plus faibles en Europe et une faible attractivité migratoire. Entre 2011 et 2017, la population a recommencé à croître légèrement, mais cette tendance s'est de nouveau inversée conduisant le gouvernement russe à prendre de nouvelles mesures,,,. La Turquie constitue un cas à part en Europe : entre 1991 et 2023, sa population est passée de 45 millions à 85 millions d'habitants, dépassant ainsi celle de l'Allemagne qui comptait déjà 80 millions d'habitants en 1991 et n'en compte que quatre de plus en 2023.
À l'horizon 2050, la Russie perdrait 12 millions d'habitants depuis la dislocation de l'URSS, et plus de vingt millions dans la tranche des 20-64 ans. Dans le même temps, la population des États-Unis s'accroîtrait de près de 70 millions d'habitants, celle de la Chine reculerait en conséquence de la politique de natalité de l'enfant unique poursuivie pendant des décennies, et la population indienne continuerait de croître à un rythme rapide ainsi que celle de l'Afrique et de l'Amérique latine,,,.
| Europe               | Nbre. de pays | Nbre. de pays | Principaux pays (2022)              |
| Niveau IDH           | 2000          | 2022          | Principaux pays (2022)              |
| -------------------- | ------------- | ------------- | ----------------------------------- |
| Très élevé (> 0,900) | 2             | 20            | Allemagne, France, Italie, Roy.-Uni |
| Très élevé (> 0,800) | 20            | 19            | Russie, Pologne, Roumanie, Turquie  |
| Élevé (> 0,700)      | 14            | 8             | Ukraine, Bulgarie,                  |
| Moyen (>0,550)       | 10            | 0             |                                     |
| Bas                  | 0             | 0             |                                     |

L'indice de développement humain, indice composite publié par le PNUD qui prend en compte l'espérance de vie, le niveau d'éducation et le niveau de vie évolue favorablement depuis le début du XXIe siècle. En 2000, la plupart des pays occidentaux ont un IDH très élevé (valeur > 0,800) : sur les 31 pays dans le monde entrant dans cette catégorie, 22 sont européens. Mais les pays d'Europe de l'Est ayant appartenu au bloc soviétique durant la guerre froide ont un IDH élevé (valeur > 0,700) et même pour dix d'entre eux seulement un IDH moyen (valeur > 0,550). En 2022, cette situation a sensiblement évolué. Plus aucun pays d'Europe n'a un IDH moyen et seuls l'Albanie, l'Arménie, l'Azerbaïdjan, la Bosnie-Herzégovine, la Bulgarie, la Géorgie, la Macédoine du Nord la Serbie et l'Ukraine, ont un IDH élevé, tous les autres pays ayant un IDH très élevé. Entre Europe et Asie, la Turquie est passée de la catégorie IDH moyen à celle d'IDH très élevé. Cependant un écart subsiste entre les pays d'Europe de l'Ouest et du Nord qui occupent les premières places du classement européen et figurent en très bonne position dans le classement mondial, et les pays d'Europe du Sud et de l'Est.

#### Une économie européenne sous pression des États-Unis et des pays émergents
| Région / Pays     | Région / Pays     | PIB (Milliards $ PPA) | PIB (Milliards $ PPA) | PIB (Milliards $ PPA) | PIB (Milliards $ PPA) |
| Région / Pays     | Région / Pays     | 2000                  | %                     | 2029                  | %                     |
| ----------------- | ----------------- | --------------------- | --------------------- | --------------------- | --------------------- |
| Europe (49 États) | Europe (49 États) | 15 778                | 32%                   | 54 937                | 22%                   |
|                   | UE 27             | 10 866                | 22%                   | 33 256                | 13%                   |
|                   | Royaume-Uni       | 1 655                 | 3,3%                  | 5 037                 | 2,0%                  |
|                   | Russie            | 1557                  | 3,1%                  | 8044                  | 3,2%                  |
|                   | Turquie           | 710                   | 1,4%                  | 4472                  | 1,8%                  |
| Monde             | Monde             | 49 999                | 100%                  | 248 716               | 100%                  |
|                   | États-Unis        | 10 251                | 20%                   | 35 458                | 14%                   |
|                   | Chine             | 3 275                 | 6,5%                  | 48 836                | 20%                   |
|                   | Inde              | 2 000                 | 4,0%                  | 24 015                | 10%                   |
|                   | Japon             | 3 351                 | 6,7%                  | 7 474                 | 3,0%                  |

Les projections économiques établies par le FMI et par PwC montrent que le recul de la part de l'UE et du Royaume-Uni dans le PIB mondial devrait se poursuivre. Le rapport publié en 2024 par Mario Draghi sur la compétitivité de l'UE analyse les causes de son lent décrochage par rapport aux États-Unis et à la Chine,.
L'UE a progressivement mis en place un marché unique qui représente 17 % du PIB mondial en 2023, un part en baisse, comparable à celle de la Chine, nettement inférieure à celle des États-Unis (26 %). Le PIB PPA par habitant de l'UE est deux fois et demi plus élevé qu'en Chine. L'UE a bénéficié de l'abaissement des barrières douanières. Elle se place au premier rang mondial en matière de commerce de biens extra-UE, devant la Chine et les États-Unis,. L'UE a préservé son modèle social protecteur. Le taux d’inégalité des revenus y est de 10 points de pourcentage inférieur à ceux observés aux États-Unis et en Chine.
Le recul européen comparativement aux États-Unis et à la Chine, depuis le début du XXIe siècle, s'explique pour l'essentiel par un moindre accroissement de la productivité. En conséquence de la guerre en Ukraine, l'économie européenne est fortement pénalisée par le prix élevé de l'énergie : les entreprises de l'UE font face à des prix de l'électricité 2 à 3 fois supérieurs à ceux des États-Unis et à des prix du gaz naturel 4 à 5 fois plus élevés,. La décarbonation de l'énergie est à cet égard une opportunité mais aussi un challenge pour l'UE. Les États-Unis et l'Asie investissent davantage dans la recherche et les nouvelles technologies que l'Europe,. Enfin, l'interdépendance stratégique dans laquelle la stratégie de globalisation économique l'a délibérément placée rend l'UE vulnérable à la détérioration de son environnement géopolitique. 
La démographie est l'un des principaux moteurs de la croissance économique à long terme. L'analyse statistique des données relatives aux pays occidentaux montre une forte corrélation entre le dynamisme démographique et l'accroissement de la productivité, indicateur clef de performance économique. La diminution de la population active et l'accroissement des populations âgées inactives sont des facteurs d'affaiblissement économique de l'Europe par érosion de son propre marché intérieur et par manque de main d'œuvre pour relever les défis technologiques d'avenir.

### Une Europe fragmentée mais engagée dans un ambitieux projet d'intégration
L'Europe politique est fragmentée en une cinquantaine de pays. Mais l'Europe est aussi le seul continent qui développe, via l'Union européenne, une intégration avancée entre des pays qui représentent 53 % de sa population et 68 % de sa richesse en 2023. Amorcée en 1951 par la création de la CECA, l'intégration européenne s'est depuis lors étendue à de nombreux secteurs économiques. À partir de 1992 avec la fondation de l'UE, le projet d'intégration a pris une dimension politique et monétaire plus marquée. La création de l'Euro et la fondation de la Banque centrale européenne font de l'UE un acteur important de la finance mondiale. Son poids géopolitique est attesté par sa participation à de nombreuses organisations internationales, sans toutefois qu'elle soit membre à part entière de l'ONU ou du FMI. Après l'échec de la Communauté européenne de défense (CED) et de la Communauté politique européenne en 1954, la construction européenne s'est concentrée sur les politiques économiques et de développement régional.
Jusque dans les années 2010, les avancées de l'intégration européenne au sein de l'UE ont davantage répondu à des considérations géoéconomiques qu'à une stratégie  de puissance géopolitique. L'UE s'est construite en prenant un modèle normatif et une approche négociée multilatérale des relations internationales. Elle a privilégié le soft power et n'a pas fait sienne une politique de puissance. Dans de nombreux domaines technologiques, les États-Unis et certaines grandes puissances émergentes, au premier rang desquelles la Chine et l'Inde, ont davantage investi que les États européens, dont les politiques multilatéralistes n'ont pas permis de compenser complètement les limites de leurs moyens individuels.
Affiché par Ursula von der Leyen lors de sa nomination à la tête de la Commission européenne en 2019, le virage géopolitique de l'UE s'est considérablement accéléré depuis le début de l'invasion russe en Ukraine en février 2022. Celle-ci a catalysé des décisions fortes inconnues jusqu'alors en matière de sanctions contre la Russie, de soutien militaire à l'Ukraine et de révision de la politique énergétique,. Toutefois, l'unanimité requise pour la plupart des décisions de nature géopolitique demeure un frein à ce que l'UE s'affirme complètement comme une puissance à part entière.

## Contexte global et facteurs clés de la géopolitique européenne
Les royaumes et empires européens ont dominé le monde des siècles durant, du sacre de Charlemagne à la Première Guerre mondiale. La géopolitique européenne demeure largement conditionnée par cette longue et glorieuse histoire. C'est particulièrement vrai de la relation complexe de la Russie et de la Turquie avec les autres puissances européennes où s'entremêlent les facteurs politiques, culturels et religieux. Ce l'est aussi des liens établis durant le XXe siècle entre les États-Unis et leurs alliés européens pour former le « monde occidental », qui demeure un facteur prédominant de la géopolitique mondiale au XXIe siècle, quoique de plus en plus ouvertement contesté par les puissances émergentes. À ces deux ressorts fondamentaux hérités de l'histoire, s'ajoutent au XXIe siècle trois phénomènes majeurs : l'ambition partagée par de nombreux pays de construire une Europe unie autour de valeurs démocratiques et libérales communes, l'absence d'architecture de sécurité européenne et le retour des États d'Europe du Centre-Est sur l'échiquier géopolitique.

### Enjeux hérités de la géographie et de l'histoire de l'Europe
Héritières d'empires pluriséculaires, la Russie et la Turquie ont historiquement toujours entretenu une relation complexe avec les autres puissances européennes, dont leurs identités nationales sont proches à certains égards mais aussi très différentes.
Depuis l'ouverture vers l'Ouest voulue par Pierre le Grand au XVIIIe siècle, la place de la Russie en Europe a, selon G.-H. Soutou, toujours fait débat entre « slavophiles » porteurs d'une spécificité russe irréductible et « occidentalistes » partisans de l'intégration de la Russie à l'Europe. Avec l'expansion de l'Empire, la Russie se situe en Europe pour sa partie historique et la plus peuplée mais aussi en Asie jusqu'au Pacifique pour la plus grande partie de son territoire. Cette situation est à l'origine du mouvement eurasien qui naît dans les années 1920 et revient en force au XXIe siècle pour les partisans du refus de l'alignement sur l'Occident et d'une alliance forte avec la Chine. L'URSS parvient à conserver quasi-intactes les frontières de l'Empire et la guerre froide la pose en grande puissance rivale des États-Unis. La chute des régimes communistes en Europe et la dislocation de l'URSS mettent fin à la fracture de l'Europe en deux blocs et redonne une place aux États d'Europe du Centre-Est dans la géopolitique européenne. Même réduite aux limites de la RSFS de Russie, la Russie demeure le pays le plus peuplé d'Europe, le plus vaste du monde et dispose d'immenses ressources naturelles. En tant qu'État continuateur de l'URSS, elle est membre permanent du Conseil de sécurité et dispose du plus grand arsenal nucléaire au monde. Ces atouts lui permettent de s'affirmer comme un acteur majeur de la géopolitique mondiale.
Héritière de l'Empire ottoman, dont le territoire a longtemps englobé le Caucase et les bords de la mer Noire, la Turquie occupe une position stratégique aux confins de l'Europe et de l'Asie, symbolisée par Istanbul — autrefois Byzance puis Constantinople — située de part et d’autre du détroit du Bosphore. Aux XVIe et XVIIe siècles, l'Empire ottoman s'étend sur une large partie de l'Europe orientale et exerce une influence prépondérante en Méditerranée. En 1839, le sultan Abdülmecid lance une ère de réformes, le Tanzimat, afin de moderniser le vaste Empire sur le modèle européen. La Turquie moderne voit le jour à partir de 1923 sous l'impulsion de Mustafa Kemal, dit Atatürk (le Père des Turcs). Le pays met en place une république laïque, abandonne l'écriture arabe au profit de l'alphabet latin et octroie le droit de vote aux femmes en 1934. Lorsqu'émerge la guerre froide, la Turquie se rapproche des pays occidentaux et rejoint l'OTAN en 1952. Elle demande à être associée à la CEE dès 1959, puis elle obtient le statut de pays candidat à l'UE en 1999. Mais les rapports ambigus entre la Turquie et l'UE font alterner phases de progrès et coups d'arrêt au processus de négociation des conditions de son adhésion à l'UE,.

### Contestation de la suprématie du monde occidental
Lorsque la guerre froide s'installe, les États-Unis adoptent une politique d'endiguement du communisme dont le volet de géostratégie militaire est largement inspiré par des théoriciens « classiques » de la géopolitique. Mackinder soutient que l'opposition géopolitique entre puissances continentales et puissances maritimes est une constante. Sa thèse est que le « Heartland » qu'il situe en Russie occidentale est le pivot géographique de l'histoire, foyer des conflits résultant des tentatives des puissances continentales de dominer les débouchés littoraux, le « Rimland », qui s'étend des côtes européennes au Moyen-Orient, à l'Inde et à l'Extrême-Orient. Son contemporain, Spykman, reprend la théorie du Heartland, mais considère que le « Rimland » offre un potentiel économique et démographique et donc de pouvoir plus important que le « Heartland » de par ses caractéristiques géographiques également plus propices au développement. Après la Seconde Guerre mondiale, les États-Unis tissent un réseau d'alliances militaires qui vise à dominer les océans et à empêcher l'URSS de prendre le contrôle des régions périphériques — au premier rang desquelles l'Europe —qui lui permettrait un accès à leurs ressources et à leurs espaces maritimes libres de glace toute l'année.
| Pays        | PIB | PIB PPA | Budget Défense |
| ----------- | --- | ------- | -------------- |
| Allemagne   | 3   | 6       | 7              |
| Royaume-Uni | 6   | 10      | 6              |
| France      | 7   | 9       | 9              |
| Italie      | 8   | 11      | 12             |
| Russie      | 11  | 4       | 3              |
| Espagne     | 15  | 15      | 17             |
| Pays-Bas    | 17  | 27      | 20             |
| Turquie     | 18  | 12      | 22             |
| Suisse      | 20  | 36      | 36             |
| Pologne     | 21  | 19      | 14             |
| Ukraine     | 57  | 45      | 8              |

Cette stratégie visant à assurer la primauté américaine en Eurasie n'est fondamentalement pas remise en cause par la fin de la guerre froide,. En réponse au choc causé par les attentats du 11 septembre 2001, les États-Unis pratiquent une politique interventionniste et déploient leur puissance militaire en Afghanistan et au Moyen-Orient, le plus souvent avec le concours de leurs alliés européens. Dans le même temps, les États-Unis et les États d'Europe de l'Ouest agrègent les pays d'Europe du Nord et du Centre-Est dans le monde occidental, via l'élargissement de l'OTAN et de l'UE. À partir du milieu des années 2000, la Russie, la Chine et d'autres puissances émergentes s'opposent de plus en plus ouvertement à l'hégémonie et à l'unilatéralisme des Occidentaux. Des organisations alternatives de celles créées par les Occidentaux aux lendemains de la Seconde Guerre mondiale voient le jour, parmi lesquelles les BRICS et l'Organisation de coopération de Shanghai (OCS). Un partenariat stratégique se forme entre la Russie et la Chine. La Russie retrouve peu à peu à partir de la fin des années 2000 un rôle significatif dans la géopolitique mondiale. Elle adopte une politique de puissance qui n'exclut plus le recours à la guerre en Europe, après des décennies sans guerre interétatique. Les sanctions et désordres économiques résultant de la rupture entre Moscou et les capitales occidentales affectent durement l'Union européenne dont la dépendance à l'égard des États-Unis pour sa sécurité et le déclin relatif limitent les marges de manœuvre et qui se retrouve ainsi au cœur de la remise en cause de la suprématie du monde occidental avec moins d'atouts que les États-Unis pour y répondre.
La notion de Sud global est devenue courante dans le vocabulaire géopolitique, bien qu'elle soit inexacte sur le plan géographique et qu'elle agrège des pays bien différents,. Toutefois, cette notion symbolise le rejet de plus en plus massif de l'ordre démocratique libéral occidental accusé d'hégémonie, de néocolonialisme et d'hypocrisie. Durant les vingt années qui suivirent la fin de la guerre froide, le monde occidental s'est étendu vers les pays de l'Est où des régimes démocratiques et des économies libérales succèdent au système soviétique. Dans le même temps, les Occidentaux se sont montrés incapables de guider le Moyen-Orient vers la paix, ont du faire face à l'islamisme politique et se sont trouvés confrontés à la volonté d'émancipation des puissances émergentes.
De manière constante depuis 1945, la stratégie géopolitique des États européens occidentaux repose sur la foi dans le multilatéralisme et dans la promotion du modèle démocratique libéral. L'élargissement de l'UE vers l'Est semble durablement valider ce choix. Mais la possibilité que la Russie, l'Ukraine et la Biélorussie puissent s'inscrire dans cette stratégie disparaît des agendas géopolitiques à partir du début des années 2000. Comme au temps de la guerre froide et de la CSCE, le développement des échanges commerciaux et de coopérations de toutes natures paraît être une alternative crédible à une intégration ou à une alliance en bonne et due forme. L'Allemagne en particulier, en continuité avec l'Ostpolitik des années 1970, construit délibérément sa dépendance énergétique au gaz naturel et pétrole russes en échange de débouchés pour son industrie.
L'orientation antioccidentale de la Russie, que Vladimir Poutine affiche ouvertement depuis son discours de Munich en 2007,, le conduit progressivement à déclencher le 24 février 2022 « l'opération militaire spéciale » en Ukraine, à la suite de crises successives et de malentendus entre les parties prenantes. Cette opération, grâce à la résistance des Ukrainiens et au soutien que l'OTAN leur apporte, devient très vite une guerre russo-ukrainienne de grande ampleur qui marque une rupture sans précédent depuis 1945 entre les Occidentaux et la Russie et constitue sur le territoire même européen un changement radical du contexte géopolitique en cette fin de premier quart du XXIe siècle.

### L'ambition d'une Europe unie autour de valeurs démocratiques et libérales communes
| Pays                                                                                               | Pays                | 2006 | 2015 | 2023 |
| -------------------------------------------------------------------------------------------------- | ------------------- | ---- | ---- | ---- |
| Europe                                                                                             | Europe              | 7,46 | 7,23 | 7,13 |
| | Europe de l'«Ouest» | 8,60 | 8,42 | 8,37 |
| | Europe de l'«Est»   | 6,41 | 6,14 | 6,00 |
| UE                                                                                                 | UE                  | 8,17 | 7,96 | 7,90 |
| | Allemagne           | 8,82 | 8,64 | 8,80 |
| | France              | 8,07 | 7,92 | 8,07 |
| | Hongrie             | 7,53 | 6,84 | 6,72 |
| | Pologne             | 7,30 | 7,09 | 7,18 |
| | Roumanie            | 7,06 | 6,68 | 6,45 |
| Royaume-Uni                                                                                        | Royaume-Uni         | 8,08 | 8,31 | 8,28 |
| Russie                                                                                             | Russie              | 5,02 | 3,31 | 2,22 |
| Turquie                                                                                            | Turquie             | 5,70 | 5,12 | 4,33 |
| Monde                                                                                              | Monde               | 5,51 | 5,55 | 5,69 |
| - IND > 8 Démocratie - IND > 6 Démocratie imparfaite - IND > 4 Régime hybride - IND < 4 Autocratie |                     |      |      |      |

L'objectif d'une Europe unie autour de valeurs démocratiques et libérales communes est largement présent dans les discours des dirigeants occidentaux depuis la fin de la guerre froide. Le prosélytisme en faveur de la démocratie est largement motivé par l'idée que les États démocratiques ne se font pas la guerre entre eux. Ce postulat se vérifie plutôt bien, toutefois d'autres raisons expliquent aussi que le continent européen soit resté en paix, comme le niveau de vie élevé ou les garanties de sécurité des États-Unis. L'objectif de l'extension de la démocratie à toute l'Europe, mesuré par l'indice de démocratie publié par The Economist, s'est éloigné en raison de son recul marqué en Russie et en Turquie.
Dans les pays d'Europe situés à l'ouest du rideau de fer durant la guerre froide, la démocratie demeure solide et les pays de cette zone continuent d'occuper sept des dix premières places du classement mondial. Toutefois, parmi les composantes de l'IND, la culture politique, le fonctionnement des institutions, le processus et le pluralisme électoraux et les libertés individuelles enregistrent des scores qui diminuent faiblement mais constamment. Ce déclin persistant de la qualité de la démocratie reflète le soutien populaire croissant à la lutte contre le « système ». Entre décembre 2017 et novembre 2018, des partis anti-système sont entrés au gouvernement en Italie et en Autriche, en raison de la persistance de l’incapacité des partis traditionnels à répondre aux préoccupations et à l’insécurité de larges pans de la population.
Dans les pays d'Europe situés à l'est du rideau de fer durant la guerre froide, la démocratie a remplacé la dictature sauf en Azerbaïdjan, Biélorussie et Russie. Cependant la vie démocratique est partout assez loin d'avoir atteint le niveau moyen constaté à l'Ouest. Ce constat s'applique même aux pays membres de l'UE : en 2023, la valeur de l'indice est de 8,42 pour les pays de l'« Ouest » contre 7,15 pour ceux de l'« Est ».

### Absence d'une architecture de sécurité européenne globale
L'OTAN est créée en 1949 pour assurer la sécurité de l'Europe occidentale durant la guerre froide. En contrepoint, la diplomatie soviétique œuvre constamment à la mise sur pied d’une organisation de sécurité régionale paneuropéenne, sans les États-Unis. La tenue de la Conférence sur la sécurité et la coopération en Europe (CSCE) en 1975 pour laquelle l'URSS milite depuis les années 1950 est finalement rendue possible après que Brejnev accepte la participation des États‑Unis et du Canada. La fin de la guerre froide met la CSCE, dont tous les États d’Europe sont membres, en bonne position pour jouer un rôle clé dans l’établissement d’une nouvelle architecture de sécurité en Europe. Entre 1992 et 1995, les négociations aboutissent à la transformation de la Conférence en une organisation permanente, l’Organisation pour la sécurité et la coopération en Europe (OSCE), qui serait garante de la sécurité en Europe.
Mais les discussions s’enlisent dès lors que la Russie demande à pouvoir agir unilatéralement dans les pays de l’ex-URSS si ses intérêts sont menacés. Les déclarations d’Eltsine et d’autres dirigeants russes en 1994 selon lesquelles la protection des Russes vivant dans l’ex-URSS peut justifier une intervention militaire alarment particulièrement les pays baltes et l’Ukraine. La Russie propose en 2009 lors de la Conférence annuelle d’examen des questions de sécurité à l’OSCE, la conclusion d’un « Traité sur la sécurité en Europe », comme Molotov l’a déjà fait en 1954. Cette initiative qui vise à diviser les Occidentaux n'aboutit pas,. L’OSCE joue un rôle limité aux sujets sur lesquels la Russie et les principales puissances occidentales trouvent un accord. Ainsi, l'OSCE est chargée de surveiller les accords de Minsk relatifs au Donbass en Ukraine orientale, de 2014 à 2022,. L'OSCE demeure cependant le seul cadre multilatéral susceptible de réunir toutes les parties concernées par les questions de sécurité en Europe, voire de faciliter le règlement du conflit russo-ukrainien.
Lorsque la guerre froide prend fin, les Occidentaux décident de pérenniser l'OTAN. Depuis 1999, l'OTAN s'est progressivement étendue aux États d'Europe du Centre-Est à l'exception de la Biélorussie et de l'Ukraine. La Russie n’accepte pas que l’OTAN soit devenue au fil de ses élargissements l'organisation de sécurité dominante en Europe, sans qu'elle n'y dispose d'un droit de regard sur ses décisions. La décision de principe, prise lors du sommet de l'OTAN en 2008, que l'Ukraine et la Géorgie deviendraient membres de l'OTAN amorce la rupture entre la Russie et les Occidentaux. Depuis avril 2014, en conséquence de l'annexion de la Crimée, toute coopération pratique entre l’OTAN et la Russie est suspendue. Toutefois, le Conseil OTAN-Russie (COR), créé en 2002, continue de se réunir jusqu'en janvier 2022.
L'UE devient aussi, progressivement et modestement jusque dans les années 2020, un acteur de la sécurité européenne. Le traité de Maastricht (1992) pose les bases d'une politique étrangère et de sécurité commune (PESC), qui est sensiblement renforcée par le traité de Lisbonne (2007) avec l'instauration de la politique de sécurité et de défense commune (PSDC). La PSDC possède les caractéristiques classiques d'une alliance de défense à travers une clause d'assistance entre les États membres de l'UE. Dans l'esprit des États membres de l'UE, l'OTAN demeure le pilier de leur sécurité collective. Cependant la PSDC constitue un cadre leur permettant de s'affirmer sur le plan géopolitique s'ils en ont la volonté. Ursula von der Leyen, à peine nommée présidente de la Commission européenne en 2019, affirme son ambition de « bâtir une Commission vraiment géopolitique ». La détérioration des relations entre la Russie et l'UE suit depuis le début de la crise ukrainienne un chemin parallèle à celle entre la Russie et l'OTAN. Les craintes suscitées par la Russie et l'élection de Donald Trump en 2024 stimulent le développement de l'UE comme « espace puissance » davantage en capacité d'assurer sa sécurité.

### Retour des États d'Europe du Centre-Est sur l'échiquier géopolitique
Durant la guerre froide, les États satellites de l'URSS pèsent peu sur la scène internationale. Leur fiabilité politique limitée et leurs difficultés économiques pénalisent l'URSS, mais ils jouent leur rôle de glacis sécuritaire sur sa frontière européenne. Lorsque le système soviétique s'écroule entre 1989 et 1991, ils se tournent sans hésiter vers l'Ouest, ayant été victimes de la puissance russe depuis des décennies et même depuis des siècles pour la Pologne. Leur entrée et celle des pays baltes dans l'UE, entre 2003 et 2005 au terme d'un long processus, témoigne de leur retard économique et de la persévérance dont ils ont fait preuve pour vaincre les réticences de ses membres.
Désormais membres de l'UE, mais aussi de l'OTAN, les pays d'Europe de l'Est affirment à partir du milieu des années 2010 leurs spécificités, notamment en matière de politique d'immigration de l'UE ou de relations avec la Russie. Ces pays demeurent méfiants voire hostiles à l'égard de la Russie et n'adhèrent pas à la politique de négociation avec Moscou menée par Berlin et Paris, en particulier concernant l'Ukraine. La Stratégie de Sécurité nationale de la République de Pologne de 2020 considère que « la menace la plus préoccupante est la politique néo-impériale des autorités de la Russie, menée également au moyen de la force militaire ». La question de la menace russe fait l'objet d'un fort consensus national sur lequel le gouvernement polonais s'appuie pour conduire un programme de réarmement massif depuis l'annexion de la Crimée en 2014. Par ailleurs, la Pologne et la Roumanie accueillent sur leur sol une base du système de défense antimissile de l'OTAN, dénoncé par la Russie comme une menace à la stabilité stratégique.
Jusqu'au déclenchement de l'invasion de l'Ukraine en 2022, les principales puissances occidentales ont donné la priorité aux relations avec Moscou. Depuis lors, les pays baltes et les anciens pays satellites jouent un rôle moteur dans le soutien de l'UE à l'Ukraine et dans la remilitarisation du flanc Est de l'OTAN. À l'exception de la Hongrie plus conciliante avec Moscou, ces pays considèrent que la sécurité en Europe ne peut pas se construire en coopération avec la Russie, alors que l'Allemagne et la France demeurent convaincus de la nécessité de rechercher des accords avec Moscou.

## Les guerres multiformes des Européens
En sus de ces facteurs structurants de la géopolitique européenne, le continent est engagé depuis la fin de la guerre froide dans des conflits. À l'exception du terrorisme islamiste, ceux-ci se sont déroulés hors des frontières européennes et n'ont pas altéré l'impression que la population européenne a de vivre en paix. À partir de 2014-2015, le conflit russo-ukrainien d'une ampleur encore limitée ne modifie pas radicalement ce vécu. L'agression de l'Ukraine à grande échelle depuis 2022 change radicalement la donne géopolitique et marque la fin de l'état de paix en Europe.
Les résultats du sondage réalisé annuellement par la Conférence de Munich sur la sécurité (MSC) montrent l'évolution de la perception des risques par la population des principaux pays européens. En 2020, les risques liés à la planète sont perçus comme largement plus grands que ceux liés à la sécurité. En revanche, en 2024, la Russie et les cyberattaques figurent aux deux premiers rangs devant les risques liés au changement climatique, aux migrations de masse et au terrorisme islamiste. La perception du risque d'emploi d'armes nucléaires a également significativement progressé entre 2020 et 2024.
Le retour de la guerre en Europe suscite un regain de réflexions sur la politique de sécurité nationale qui sont formalisées et rendues publiques (au oins partiellement) par la plupart des États européens comme la France (Revue nationale stratégique 2025), le Royaume-Uni (Strategic Defence Review 2025 (en)) ou l'Allemagne (Nationale Sicherheitsstrategie (Deutschland) (de). Ces documents définissent leur vision géopolitique. C'est aussi le cas au Kremlin qui a publié la Doctrine de politique étrangère de la Russie (2023) et les Fondements de la politique d'État de la Fédération de Russie en matière de dissuasion nucléaire (2024).

### Diversification des leviers de puissance et des menaces
La notion de puissance a longtemps été assimilée à la seule puissance militaire. La Seconde Guerre mondiale a mis en évidence que la géographie et le puissance économique en sont aussi des facteurs déterminants : les États-Unis comme l'URSS ont tiré parti d'une population nombreuse et d'un immense territoire en totalité ou en partie sanctuarisé, où la production d'armes a pu se développer à l'abri. Au XXIe siècle, les facteurs géographiques et économiques ont pris encore davantage d'importance, en raison du progrès technologique et de la globalisation. La  puissance d'un État est devenue davantage liée à sa capacité d'innovation technologique, à l'étendue de sa base industrielle et de défense, à son degré de dépendance aux énergies et aux ressources rares, qui ensemble conditionnent sa résilience face à des bouleversements imprévus comme la pandémie de Covid-19 ou à des agressions de puissances rivales. Enfin, les capacités d'un État en matière de soft power, via ses réseaux d'alliance, son rayonnement culturel ou sa maîtrise des médias numériques de masse, constituent d'importants leviers de puissance.
Par ailleurs, des acteurs non-étatiques, essentiellement les mouvements djihadistes et les narcotrafiquants, sont à l'origine de nouvelles menaces qui mobilisent les États européens. Les premiers sont à l'origine des conflits les plus importants dans lesquels les Européens ont été partie prenante durant le premier quart de ce siècle. Les seconds sont devenus des menaces réelles pour les démocraties occidentales tant leur puissance financière leur donnent des moyens d'action considérables.

### L'Europe entre guerre et paix face à de nouvelles formes de conflictualité
Cette multiplication des facteurs à prendre en compte complexifie et conditionne de plus en plus les relations internationales interétatiques. Elle conduit naturellement à une plus grande diversité des types de conflits et des zones géographiques dans lesquels les Européens sont impliqués et à rendre moins nette la frontière entre la paix et la guerre. Aux concepts classiques de guerre interétatique et de guerre civile,, sont venus s'ajouter ceux de guerre hybride, de guerre contre le terrorisme et de guerre de l'énergie.
La notion de guerre hybride est introduite en 2005 dans le vocabulaire militaire. Les actions de déstabilisation d'un État ennemi sans recourir à la puissance militaire stricto sensu existent depuis toujours, mais le développement des infrastructures essentielles et des réseaux multiplie le nombre de cibles potentielles tandis que les progrès technologiques renforcent sans cesse la gamme des menaces hybrides. Évoquant les dommages subis par des câbles sous-marins et les attaques hybrides contre son pays, le Premier ministre suédois déclare que « la Suède n'est pas en guerre mais il n'y a pas de paix non plus » sans désigner explicitement la Russie.
En réponse aux attaques du 11 septembre 2001 par Al-Qaïda, l'administration Bush déclare la guerre au terrorisme mondial et lance des opérations militaires en Afghanistan, initialement avec l'accord de la Russie, elle-même exposée au terrorisme islamiste. Une  « guerre de vingt ans » débute, qui s'achève par l'effondrement du sanctuaire sirop-irakien érigé en califat par Daech et le retour des talibans au pouvoir en Afghanistan. Durant ces années, les forces armées de la France et du  Royaume-Uni ont été principalement engagées dans des opérations extérieures (OPEX) en Afghanistan, au Moyen-Orient et en Afrique, liés à la lutte contre le djihadisme. La Russie est intervenue principalement en Syrie en soutien au régime de Bachar el-Assad. S'il n'est plus adapté de parler de guerre après l'échec des organisations islamistes à constituer des califats territoriaux, le terrorisme islamiste demeure une menace à laquelle l'Europe devra faire face dans la durée.
L'énergie est devenue une arme géopolitique de premier plan. Initialement axée sur le pétrole, elle s'est étendue au gaz et aux matériaux critiques (cuivre, nickel, lithium, ...) pour la transition énergétique. Elle est un enjeu majeur de souveraineté nationale. À cet égard, la plupart des États européens sont en situation de dépendance, parfois quasi-totale. À l'opposé, le secteur de l'énergie en Russie tient une place prépondérante dans l'économie du pays. La Norvège et dans une moindre mesure le Royaume-Uni disposent aussi d'importantes ressources énergétiques.

### La guerre russo-ukrainienne: des caractéristiques uniques porteuses de risques nucléaires élevés
Après la guerre froide, durant plus de trente ans, aucun conflit interétatique n'a éclaté en Europe. La guerre déclenchée par la Russie contre l'Ukraine en février 2022 change radicalement le contexte géopolitique européen. Pour la première fois, une guerre de haute intensité oppose une puissance nucléaire à une puissance non nucléaire qui est elle-même soutenue par des puissances nucléaires. Il replace la dissuasion nucléaire au premier plan des rapports stratégiques entre les grandes puissances, comme ce fut déjà le cas durant la guerre froide,.
C'est la première fois qu'un État se sert de sa possession d'armes nucléaires pour réaliser des conquêtes territoriales en sanctuarisant son propre territoire grâce à ces armes. L'emploi d'armes nucléaires tactiques par la Russie en Ukraine est devenu un scénario plausible que les Occidentaux s'efforcent d'éviter mais qu'ils se doivent d'anticiper. L'escalade des moyens utilisés sur le champ de bataille par les Russes et les Ukrainiens, grâce aux moyens que les Occidentaux leur fournissent, comporte nécessairement des risques de franchissement du seuil nucléaire. Toutefois, l'offensive de l'armée ukrainienne dans l'oblast de Koursk durant l'été 2024 ne provoque pas de riposte nucléaire par la Russie. D'une ampleur limitée, l'avancée ukrainienne n'est pas considérée comme une menace existentielle par les Russes. Ce constat conforte l'idée que l'arme nucléaire demeure une arme de dernier recours dont l'emploi de peut être envisagé qu'en cas de menace sur les intérêts vitaux de la nation.
Symétriquement, les pays membres de l'OTAN apportent leur soutien militaire à l'Ukraine en se sachant protégés par leur arsenal nucléaire. Ils agissent toutefois avec prudence, par palier successif dans le nombre et les capacités des armements fournis, de manière à éviter d'amplifier le risque que Moscou décide de recourir à l'arme nucléaire tactique. En réponse aux menaces récurrentes de Poutine pour dissuader les Occidentaux d'aider l'Ukraine, l'administration Biden choisit une politique de petits pas, se refusant à accorder aux Ukrainiens la totalité des armements qu'ils réclament et ne franchissant que progressivement les lignes rouges successivement mises en avant par les Russes.
Le lancement, en novembre 2024, du nouveau modèle Orechnik de missile de portée intermédiaire (IRBM) par la Russie sur la ville de Dnipro en Ukraine envoie un message clair aux Occidentaux sur sa détermination à gagner cette guerre et sur les risques que les pays européens engagés aux côtés de l'Ukraine encourraient s'ils franchissaient une ligne rouge fixée par le Kremlin. Ce lancement concrétise la fin à l'ère ouverte en 1987 par la signature du traité sur les forces nucléaires à portée intermédiaire (FNI) qui a entrainé leur disparition sur le continent européen. Le traité FNI a été dénoncé par les États-Unis et la Russie en 2019. Les déploiements annoncés de l'Orechnik en Russie et en Biélorussie et de plusieurs types de missiles de portée intermédiaire, en Allemagne notamment, par les États-Unis marquent définitivement la réintroduction des missiles d’une portée allant de 500 à 5 500 km sur tout le continent européen. Ces missiles possèdent des capacités de frappe conventionnelle ou nucléaire dans la profondeur et contribuent par leur dualité à rendre moins net le seuil d'emploi du nucléaire.

### Remilitarisation de l'Europe
| Dépenses 2000 | Dépenses 2000 | Pays        | Dépenses 2023 | Dépenses 2023 | Variation 2023/2000 |
| Rang          | Mrds $        | Pays        | Rang          | Mrds $        | Variation 2023/2000 |
| ------------- | ------------- | ----------- | ------------- | ------------- | ------------------- |
| 5             | 44            | Allemagne   | 8             | 61            | 39 %                |
| 3             | 45            | France      | 9             | 57            | 26 %                |
| 7             | 34            | Italie      | 12            | 33            | -5 %                |
| 26            | 6             | Pologne     | 16            | 27            | 368 %               |
| 2             | 53            | Royaume-Uni | 6             | 69            | 31 %                |
| 10            | 27            | Russie      | 3             | 126           | 361 %               |
| 20            | 10            | Turquie     | 22            | 15            | 48 %                |
| 51            | 2             | Ukraine     | 7             | 62            | 2 900 %             |
| 1             | 544           | États-Unis  | 1             | 880           | 62 %                |
| 4             | 45            | Chine       | 2             | 309           | 594 %               |

En 2016, les budgets de défense des cinq États européens membres de l'OTAN qui consacrent le plus de moyens à leur défense, retrouvent un niveau globalement comparable à celui de l'année 2000, après avoir connu une baisse dans les années de la crise financière de 2008. La hausse constatée depuis 2015 doit se poursuivre afin de respecter l'engagement pris par les membres de l'OTAN de consacrer 2 % de leur PIB à la défense.
Dans le même temps, la Russie a multiplié par 3,4 le montant de son effort de défense, entreprenant un vaste effort de modernisation de ses forces armées. La Russie passe ainsi du dixième au troisième rang dans le monde en la matière. Cependant, ses dépenses de l'ordre de 69 milliards $ demeurent très inférieures aux 175 milliards $ que les cinq principales puissances militaires européennes de l'OTAN dépensent pour leur défense. Les États-Unis demeurent de très loin la première puissance militaire mondiale.
Sur le plan stratégique, la Russie dénonce le déploiement en Europe du bouclier antimissile de l'OTAN et modernise en retour ses forces stratégiques nucléaires. La France en 2017 et le Royaume-Uni en 2016 ont également décidé de renouveler leurs forces de dissuasion nucléaire,.
Sur le plan tactique, les activités militaires de l'OTAN et de la Russie se multiplient depuis 2014. Le plan d'action « réactivité » de l'OTAN adopté en 2014 et les mesures complémentaires de « présence avancée » adoptées en 2016 au sommet de Varsovie se traduisent par une présence militaire accrue des forces de l'OTAN en Pologne, en Roumanie et dans les pays baltes. Des manœuvres militaires, d'une ampleur inconnue depuis la guerre froide, sont menées par l'Otan (par exemple « Saber Strike » en juin 2018) et la Russie (par exemple « Zapad » en octobre 2017),.
Dans son rapport annuel 2018, la Conférence de Munich sur la sécurité (MSC) souligne que « l'érosion rampante des traités de contrôle des armements (INF et CFE) et le déploiement de capacités militaires supplémentaires pourraient conduire à une nouvelle détérioration de la situation sécuritaire en Europe ».

## Coopérations et intégration européennes
L'Europe est la région du monde qui compte le plus grand nombre d'organisations internationales de coopération et qui atteint le niveau d'intégration le plus élevé à travers l'Union européenne. De par ses caractéristiques institutionnelles et juridiques, l'UE est la structure multilatérale qui se rapproche le plus d'un État fédéral que toute autre,. Ces organisations ont souvent été créées durant la guerre froide, soit du côté occidental comme c'est le cas de l'OTAN, de la CEE, ou de l'OCDE, soit dans l'optique des politiques de détente et de coopération entre l'Ouest et l'Est comme c'est le cas de la CSCE devenue l'OSCE. De son côté, la Russie a fondé de nouvelles organisations, parmi lesquelles l'Union économique eurasiatique (UEE ou UEEA) et l'Organisation de coopération de Shanghai (OCS), pour recréer sa zone d'influence qui s'est réduite comme peau de chagrin par l'effondrement du système soviétique et pour contrer l'expansion du système occidental à laquelle elle n'est pas pleinement associée.

### Expansion vers l'Est des organisations occidentales
| Organisation        | Nombre membres | Nombre membres | Pays de l'UE | Russie | Turquie |
| Organisation        | 1989           | 2024           | Pays de l'UE | Russie | Turquie |
| ------------------- | -------------- | -------------- | ------------ | ------ | ------- |
| UE 27               | 12             | 27             | ✔️           | ❌     | ❌      |
| OTAN                | 16             | 32             | 23 sur 27    | ❌     | ✔️      |
| OCDE                | 24             | 36             | ✔️           | ❌     | ✔️      |
| OSCE                | 32             | 57             | ✔️           | ✔️     | ✔️      |
| Conseil de l'Europe | 23             | 46             | ✔️           | ❌     | ✔️      |

Depuis la fin de la guerre froide, la plupart des organisations paneuropéennes créées durant la guerre froide accueillent de nombreux nouveaux membres afin de favoriser la sécurité, la stabilité politique et le développement économique du continent européen. Deux de ces organisations, le Conseil de l'Europe et l'OSCE, rassemblent la quasi-totalité des États d'Europe. Cet universalisme leur permet d'être des lieux d'échanges entre tous les pays mais limite aussi par construction leurs possibilités d'action dès lors qu'elles fonctionnent sur un principe d'unanimité.
L'intégration de la Russie dans le système institutionnel européen et occidental demeure partielle : outre le fait qu'elle n'est volontairement pas engagée dans un processus d'adhésion à l'UE, elle n'est membre ni de l'OTAN, ni de l'OCDE. Elle a toutefois établi avec ces deux institutions un « partenariat » qui permet de nombreux échanges mais sans qu'elle bénéficie d'un droit de vote sur les décisions. Ces instances de dialogue et de coopération entre le monde occidental et la Russie continuent de fonctionner malgré l'aggravation des tensions enregistrées depuis 2014.

#### Organisations relatives aux domaines politiques et économiques
Fondé en 1949 par 10 pays, le Conseil de l'Europe est la plus ancienne organisation intergouvernementale européenne à but politique. Il agit principalement pour la sauvegarde des droits de l'homme et pour les valeurs démocratiques, à travers notamment la Cour européenne des droits de l'homme. La Turquie en devient membre dès 1950 ; cette adhésion précoce vise alors, comme celle à l'OTAN en 1952, à ancrer la Turquie dans le camp occidental. sans réellement prendre en considération sa politique des droits de l'homme. Entre 1990 et 1996, tous les pays d'Europe de l'Est et du Nord de l'ancien bloc soviétique, à l'exception de la Biélorussie, en deviennent membres. Le Conseil de l'Europe est aussi l'organisation qui s'élargit le plus à l'Est aux marges de l'Europe, puisqu'elle accueille entre 1999 et 2001 les trois pays du Caucase : l'Azerbaïdjan, l'Arménie et la Géorgie. La Russie, dont l'adhésion est freinée par la guerre de Tchétchénie, finit par être admise au Conseil de l'Europe en 1996, bien qu'elle soit loin de respecter tous les critères en matière de respect des droits de l'homme. Durant la décennie 1990, la volonté politique des dirigeants occidentaux d'associer la Russie est la plus forte,. Le Conseil de l'Europe comptait 47 membres début 2022, la Biélorussie n'en faisant pas partie en raison de son régime dictatorial et le Vatican jouissant d'un statut d'observateur. Par une décision du comité des Ministres du 16 mars 2022, la Russie cesse d’en être un État membre.
La coopération entre l’OCDE et la Russie démarre en 1992. En 1996, la Russie demande à en devenir membre. En 2007, l'OCDE approuve une « feuille de route » pour l'adhésion de la Russie. Par décision de son Conseil de gouvernance en mars 2014, l'OCDE reporte sine die les activités liées au processus d'adhésion de la fédération de Russie, et dans le même temps décide de renforcer davantage la coopération existante entre l'OCDE et l'Ukraine,. Dans le même temps, les négociations menées en parallèle depuis 1994 pour l'adhésion de la Russie à l'Organisation mondiale du commerce (OMC) aboutissent en 2012.
Le sommet annuel des « principales puissances économiques démocratiques »,, le G7, devient en 1998 le G8 avec l'entrée de la Russie,. Mais, la Russie en est  exclue depuis 2014 à la suite des évènements de Crimée et d'Ukraine.

#### Organisations relatives à la sécurité en Europe
L’origine de l’OSCE, créée en 1994, remonte à la détente durant la guerre froide au début des années 1970, lorsque la Conférence sur la sécurité et la coopération en Europe (CSCE) est constituée pour servir d’instance multilatérale de dialogue et de négociation entre les blocs de l’Est et de l’Ouest. L'action de l'OSCE qui vise à assurer la paix et la sécurité en Europe, s'appuie notamment sur les principes de l’Acte final d’ Helsinki (1975) et de la Charte de Paris pour une nouvelle Europe. L'OSCE s'élargit entre 1991 et 1993 à tous les nouveaux États issus de la dislocation de l'URSS. Tous les États d'Europe en sont membres, ainsi que les cinq États d'Asie centrale, la Mongolie, le Canada et les États-Unis. En matière de sécurité, l'OSCE intervient dans les domaines de la maîtrise des armements, de la prévention et du règlement des conflits, de lutte contre le terrorisme. Pour ce faire, l’OSCE met en œuvre des opérations de terrain en Europe du Sud-Est, en Europe orientale, dans le Caucase du Sud et en Asie centrale.
Dès sa mise en route en 1994, l'élargissement de l'OTAN est un sujet de désaccord entre l'Occident et la Russie qui ne veut pas être un pays européen parmi les autres mais demeurer sur un pied d'égalité stratégique avec les États-Unis, comme durant les années 1970 quand Brejnev et Nixon présidaient aux destinées du monde. Mais tous les pays de l'ancien bloc de l'Est et de l'ex-URSS considèrent que seule l'OTAN peut leur apporter les garanties de sécurité dont ils estiment avoir besoin faute de certitude sur l'évolution à long terme de la Russie,. Les élargissements de 1999 et de 2004 mettent fin à tout espoir pour la Russie de retrouver son rang de partenaire stratégique privilégié dans l'architecture européenne de sécurité existante. La Russie fait alors le choix à partir de 2007 d'adopter une posture géopolitique offensive. Établi en 2002, le Conseil OTAN-Russie continue d'exister bien que l'OTAN ait suspendu toute coopération pratique avec la Russie depuis 2014. Des réunions périodiques au niveau des ambassadeurs ou des chefs d'état-major permettent cependant de garder ouverts les canaux de communication civils et militaires jusqu'à l'invasion de l'Ukraine en 2022,. Toute relation entre l'OTAN et la Russie est depuis lors interrompue.

#### Élargissement vers l'Est de l'Union européenne
La disparition de l'Union soviétique le 26 décembre 1991 et la naissance de l'Union européenne par le traité de Maastricht du 7 février 1992  fondent un cadre géopolitique radicalement nouveau en Europe au début des années 1990. L'Union européenne dont un des piliers fondateurs est l'adoption d'une « politique étrangère et de sécurité commune », la PESC, met sur pied dans l'urgence une politique à l'égard de la Russie et des États de l'Est avec lesquels les Communautés européennes n'avaient que peu de relations institutionnelles. La stratégie générale adoptée par l'UE vise à accompagner l’adoption par les États post-soviétiques d’un ensemble de normes fondé sur la démocratie, les droits de l’homme et l’économie de marché. En pratique, l'UE conçoit de nouveaux types d'accords, les « accords de partenariat et de coopération » (APC) dans lesquels les volets commerciaux et économiques sont complétés par un volet politique par lequel les États signataires souscrivent à certains engagements politiques en matière de droits de l’homme, d'application des principes relatifs à l'État de droit et à la démocratie.
La négociation de l'APC entre la Russie et l'Union européenne débute en 1992. Les deux parties peinent à s'entendre sur le volet politique relatif aux valeurs démocratiques, un compromis est finalement trouvé en juin 1994. Le déclenchement en décembre 1994 de la première guerre menée par les Russes dans leur province sécessionniste de Tchétchénie entraîne la suspension du processus de ratification de l'accord. L'accord de partenariat et de coopération entre la Russie et l'Union européenne entre finalement en vigueur le 1er décembre 1997,.
L'UE conclut ensuite un APC en 1998 avec l'Ukraine et la Moldavie, et en 1999 avec six États du Caucase et d'Asie centrale nés de la disparition de l'URSS.

### Nouvelles coopérations eurasiatiques sous l'impulsion de la Russie
| Région / Pays                          | CEI  | OTSC | UEE(A) | OCS  |
| -------------------------------------- | ---- | ---- | ------ | ---- |
| Europe de l’Est                        |      |      |        |      |
| Biélorussie                            | 1991 | 1992 | 2015   | 2024 |
| Moldavie                               | 2023 |      |        |      |
| Russie                                 | 1991 | 1992 | 2015   | 2001 |
| Ukraine                                | 2018 |      |        |      |
| Asie occidentale (Caucase)             |      |      |        |      |
| Arménie                                | 1991 | 1992 | 2015   |      |
| Azerbaïdjan                            | 1991 | 1999 |        |      |
| Géorgie                                | 2008 | 1999 |        |      |
| Asie centrale                          |      |      |        |      |
| Kazakhstan                             | 1991 | 1992 | 2015   | 2001 |
| Kirghizistan                           | 1991 | 1992 | 2015   | 2001 |
| Ouzbékistan                            | 1991 | 2012 |        | 2001 |
| Tadjikistan                            | 1991 | 1992 |        | 2001 |
| Turkménistan                           |      |      |        |      |
| Asie de l’Est et du Sud / Moyen Orient |      |      |        |      |
| Chine                                  |      |      |        | 2001 |
| Inde                                   |      |      |        | 2017 |
| Iran                                   |      |      |        | 2023 |
| Pakistan                               |      |      |        | 2017 |

La Russie ne peut résister dans les années 1990 à l'élargissement vers l'Est des institutions dominées par les Occidentaux. Elle tente de le contrebalancer par des initiatives dans la zone eurasiatique en direction d'anciennes républiques soviétiques et de pays d'Asie. Les principales organisations créées dans cette optique et toujours en activité en 2018, sont la Communauté des États indépendants (CEI), l'Organisation du traité de sécurité collective (OTSC), l'Union économique eurasiatique (UEE ou UEEA) et l'Organisation de coopération de Shanghai (OCS). Moscou s'appuie sur ces nombreuses structures multilatérales pour régénérer sur le plan international son influence et son rayonnement, sensiblement amoindris depuis l’éclatement de l’URSS.
Concomitamment avec la dissolution de l'Union soviétique, la Russie, l'Ukraine et la Biélorussie créent la CEI en décembre 1991 par le traité de Minsk. Huit autres anciennes républiques soviétiques du Caucase et d'Asie centrale rejoignent la CEI lors du sommet d'Alma-Ata (actuelle Almaty). Quelques mois plus tard, en mai 1992, neuf de ces onze États signent un traité de sécurité collective, donnant naissance à l'OTSC, seules la Moldavie et surtout l'Ukraine faisant exception. La Géorgie se retire de la CEI en 2008 à la suite du bref conflit armé qui l'oppose à la Russie pour le contrôle de sa province séparatiste d'Ossétie du Sud. L'Ukraine en fait autant en 2018 en raison des interventions russes en Crimée et dans le Donbass. La Moldavie s'en retire en 2023 dans le contexte de la guerre russo-ukrainienne, confirmant ainsi son orientation politique vers l'UE, auprès de laquelle elle a introduit une demande d'adhésion en mars 2022.
Dans le domaine de la coopération économique et du libre-échange, l'Union économique eurasiatique (UEE ou UEEA) remplace en 2015  la Communauté économique eurasiatique (CEEA). Conçue par V. Poutine comme un moyen de faire barrage aux contrats d'association proposés par l'UE, l'UEEA compte cinq membres à sa fondation en 2015, la Russie, la Biélorussie, l'Arménie, le Kazakhstan et le Kirghizistan. L'Ukraine choisit finalement de ne pas y adhérer et de signer un accord d'association avec l'UE, décision qui constitue le point de départ de la crise ukrainienne. L'Arménie, géographiquement aux marges de l'Europe dans le Caucase et dépendante de la Russie, s'en rapproche dans les années 2013 à 2015 et devient membre de l'UEEA. Cependant, elle négocie en 2016 et 2017 un nouvel accord de partenariat global et renforcé avec l'UE, entré en vigueur en 2021. L'Inde et le Pakistan négocient des accords de libre-échange avec l'UEEA en 2017 et 2018.
En Europe de l'Est, la zone d'influence russe s'est fortement réduit. La Biélorussie est le seul État allié indéfectible de la Russie. Membre de la CEI, de l'OTSC et de l'UEEA , elle est aussi liée à la Russie par de forts accords bilatéraux. Sa frontière ouest avec la Pologne, la Lituanie et la Lettonie est stratégique pour la Russie qui stationne des troupes sur le sol biélorusse. La rupture entre la Russie et l'Ukraine fait de la Biélorussie le dernier état « tampon » face au territoire des États membres de l'OTAN. Le président biélorusse Alexandre Loukachenko, au pouvoir depuis 1994, fait face après sa réélection contestée du 9 août 2020 à d'importantes manifestations qui obligent Moscou à lui renouveler un soutien sans faille et conduisent l'UE à prendre des sanctions.
En marge des organisations animées par les grandes puissances régionales, quatre États de l'ex-Union soviétique, la Géorgie, l'Ukraine, l'Azerbaïdjan et la Moldavie, forment l'Organisation pour la démocratie et le développement, dite GUAM, d'orientation plutôt pro-occidentale.

#### Du «Forum de Shanghai» à l'Organisation de coopération de Shanghai
Pour contrecarrer sa perte d'influence en Europe, et ne pas laisser le champ libre à la Chine en plein développement, la Russie initie une nouvelle alliance de sécurité collective avec la Chine et ses alliés traditionnels d'Asie centrale. Une première étape est franchie en avril 1996 avec la constitution du « Forum de Shanghai » par la Chine, la Russie, le Kazakhstan, le Kirghizstan et le Tadjikistan et la signature des « accords visant à renforcer la confiance dans le domaine militaire dans la région de la frontière ». L'année suivante, les cinq signent un « accord sur la réduction conjointe des forces militaires dans les régions frontalières ». Il s'agit en premier lieu pour Moscou et Pékin de mettre fin aux tensions sur leur longue frontière qui existaient depuis 1964, et en second lieu de stabiliser la région d'Asie centrale considérée comme un enjeu commun de sécurité au regard notamment de la montée des phénomènes terroristes et extrémistes dans la région.

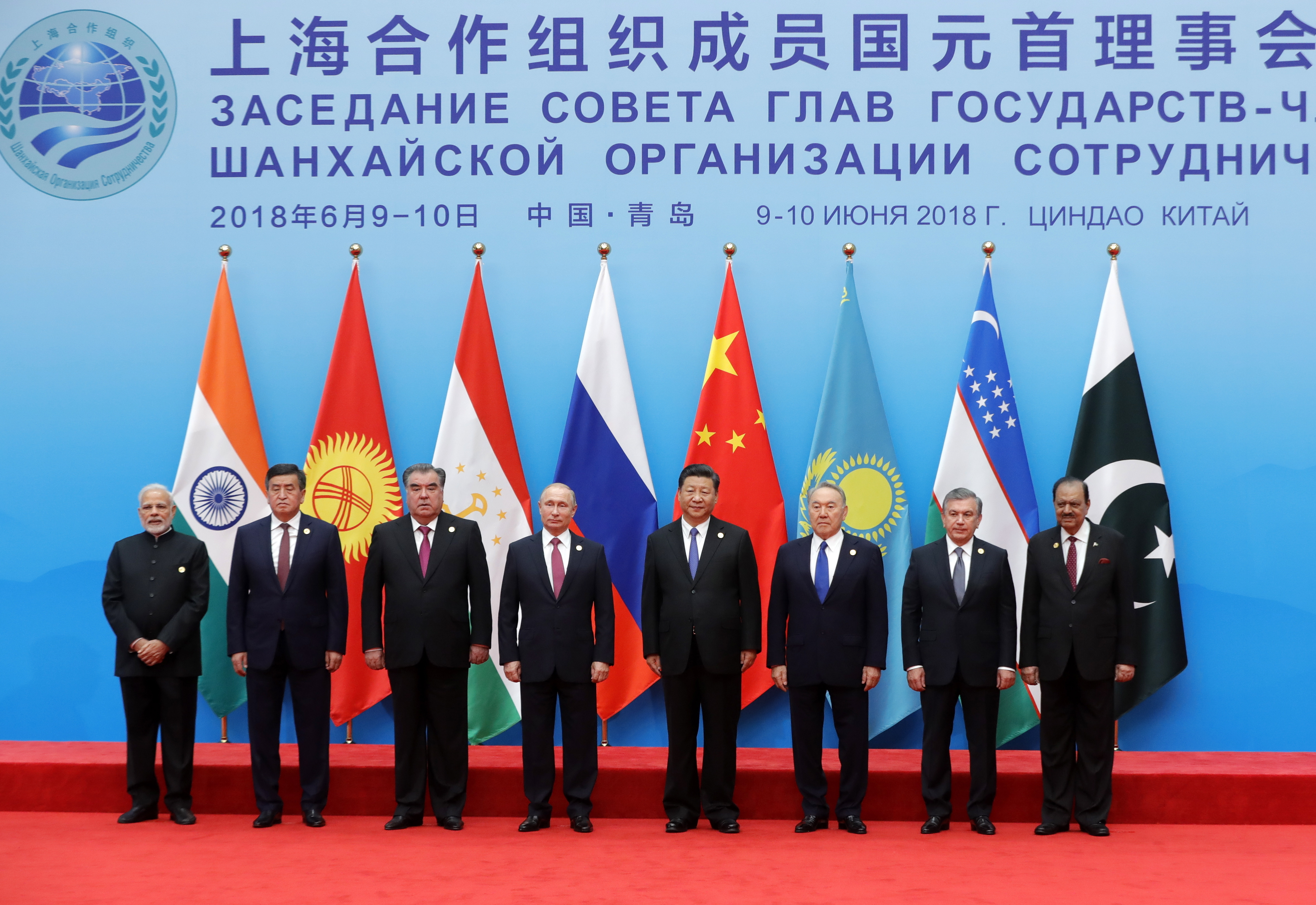
Photo des dirigeants participant au sommet de l'OCS en 2018.

En 2001, les cinq sont rejoints par l'Ouzbékistan et transforment le forum en une organisation structurée de coopération dans de nombreux domaines dont la priorité demeure la sécurité collective, et la lutte contre le terrorisme, les séparatismes et les extrémismes,. L'Inde et le Pakistan rejoignent l'OCS en 2017.
L’OCS a été créée pour des raisons sécuritaires et économiques strictement régionales et non comme un outil d'opposition à la présence des États-Unis en Asie. Cependant, l’OCS est utilisée, de manière croissante, tant par Moscou que par Pékin, comme un vecteur pour limiter « l’expansionnisme politique » américain, sur la scène internationale. Elle sert largement les intérêts de Moscou en ce qu'elle pérennise son influence en Asie centrale et lui permet de ne pas laisser Pékin développer seule une politique de leadership régional. Ce dernier facteur explique l'insistance des Russes à ce que l'Inde et le Pakistan rejoignent l'OCS, ce qui advient finalement en 2017. Les adhésions de l’Inde et du Pakistan en 2021 puis de l’Iran en 2023 accentuent l'évolution de l'OCS vers une organisation multilatérale à vocation globale qui aborde les grands problèmes mondiaux dans un sens antioccidental. Lors du sommet de l'OCS en 2024, la Biélorussie, soutien inconditionnel de la Russie, en devient le dixième membre.

## Quatre principaux pôles de puissance européens
| Europe 49                                                                                          | Europe 49                                                                                          | Population                                                                                         | Population                                                                                         | PIB                                                                                                | PIB | IND | IPC | IDH |
| Pays ou entité                                                                                     | Pays ou entité                                                                                     | (106) (2023)                                                                                       | %                                                                                                  | (109 $) (2023)                                                                                     | % | IND | IPC | IDH |
| -------------------------------------------------------------------------------------------------- | -------------------------------------------------------------------------------------------------- | -------------------------------------------------------------------------------------------------- | -------------------------------------------------------------------------------------------------- | -------------------------------------------------------------------------------------------------- | --- | --- | --- | --- |
| Union européenne                                                                                   | Union européenne                                                                                   | 449                                                                                                | 53 %                                                                                               | 18 349                                                                                             | 68 % | 7,90 | 64 | 0,903 |
| | Allemagne                                                                                          | 84                                                                                                 | 10 %                                                                                               | 4 456                                                                                              | 17 % | 8,80 | 78 | 0,950 |
| | France                                                                                             | 68                                                                                                 | 8 %                                                                                                | 3 031                                                                                              | 11 % | 8,07 | 71 | 0,910 |
| | Italie                                                                                             | 59                                                                                                 | 7 %                                                                                                | 2 255                                                                                              | 8 % | 7,69 | 56 | 0,906 |
| Royaume-Uni                                                                                        | Royaume-Uni                                                                                        | 68                                                                                                 | 8 %                                                                                                | 3 340                                                                                              | 12 % | 8,28 | 71 | 0,940 |
| Russie                                                                                             | Russie                                                                                             | 144                                                                                                | 17 %                                                                                               | 2 021                                                                                              | 8 % | 2,22 | 26 | 0,821 |
| Turquie                                                                                            | Turquie                                                                                            | 85                                                                                                 | 10 %                                                                                               | 1 108                                                                                              | 4 % | 4,33 | 34 | 0,855 |
| Autres pays d'Europe                                                                               | Autres pays d'Europe                                                                               | 97                                                                                                 | 11 %                                                                                               | 1 974                                                                                              | 7 % | 6,69 | 48 | 0,837 |
| Total Europe 49                                                                                    | Total Europe 49                                                                                    | 844                                                                                                | 100 %                                                                                              | 26 792                                                                                             | 100 % | 7,35 | 57 | 0,877 |
| - IND > 8 Démocratie - IND > 6 Démocratie imparfaite - IND > 4 Régime hybride - IND < 4 Autocratie | - IND > 8 Démocratie - IND > 6 Démocratie imparfaite - IND > 4 Régime hybride - IND < 4 Autocratie | - IND > 8 Démocratie - IND > 6 Démocratie imparfaite - IND > 4 Régime hybride - IND < 4 Autocratie | - IND > 8 Démocratie - IND > 6 Démocratie imparfaite - IND > 4 Régime hybride - IND < 4 Autocratie | - IND > 8 Démocratie - IND > 6 Démocratie imparfaite - IND > 4 Régime hybride - IND < 4 Autocratie | - IDH > 0,9 Niveau supérieur - IDH > 0,8 Très haut niveau - IDH > 0,7 Haut niveau - IDH > 0,55 Niveau moyen - IDH < 0,55 Niveau bas | - IDH > 0,9 Niveau supérieur - IDH > 0,8 Très haut niveau - IDH > 0,7 Haut niveau - IDH > 0,55 Niveau moyen - IDH < 0,55 Niveau bas | - IDH > 0,9 Niveau supérieur - IDH > 0,8 Très haut niveau - IDH > 0,7 Haut niveau - IDH > 0,55 Niveau moyen - IDH < 0,55 Niveau bas | - IDH > 0,9 Niveau supérieur - IDH > 0,8 Très haut niveau - IDH > 0,7 Haut niveau - IDH > 0,55 Niveau moyen - IDH < 0,55 Niveau bas |

L'Union européenne et ses grandes démocraties occidentales qui en sont le moteur, le Royaume-Uni sorti de l'UE en 2020, la Russie et la Turquie sont les quatre pôles de puissance en l'Europe : ils en détiennent l'essentiel de la population et de la richesse économique, ils exercent de par ces atouts et aussi de par leur histoire une grande influence politique auprès des autres pays d'Europe ou des régions proche-orientales ou asiatiques à proximité, enfin ils possèdent la quasi-totalité des moyens militaires d'Europe.

### Union européenne
Ce premier pôle est, d'un point de vue démographique et économique, de loin au premier rang en Europe. Il s'articule autour d'un noyau d'États parmi les plus riches d'Europe : l'Allemagne, la France, l'Italie, qui jouent un rôle déterminant dans la construction de l'UE et la définition de ses orientations géopolitiques. Ces trois États totalisent près de la moitié de la population (47 % en 2023) et plus de la moitié du PIB (52 %) des 27 États membres de l'UE. Leur poids dans le monde est aussi le résultat de leur alliance historique avec les États-Unis et le Royaume-Uni avec lesquels ils forment le monde occidental, dont l'unité s'est presque toujours vérifiée dans les situations de crise géopolitique depuis la fin de la Seconde Guerre mondiale.
Dans un discours prononcé en 2014, la chancelière A. Merkel affirme que « l'intégration européenne – qui nous a apporté la paix, la liberté et la prospérité depuis plus d'un demi-siècle maintenant – semble presque être un miracle » qui ne doit pas être considéré comme définitivement acquis, ainsi que le montre la situation dans les Balkans occidentaux ou en Ukraine. Au-delà de la paix retrouvée en Europe, la chancelière met à l'actif de l'intégration européenne la libre circulation dans une Europe sans frontières, le respect des principes de l'État de droit, l'union économique et monétaire et la préservation du modèle social européen. Ces acquis reconnus sont à mettre en balance avec les difficultés rencontrées par une Union élargie à 27 membres pour approfondir son intégration en dépit de la grande hétérogénéité des pays et des populations la composant, et pour parler d'une seule voix sur la scène internationale.

#### Menaces sur le projet géopolitique porté par l'UE
L'UE est secouée par le Brexit effectif depuis le 31 janvier 2020 et au printemps 2020 par la pandémie de Covid-19 qui entraîne le rétablissement spontané, du jour au lendemain, des frontières internes dans l’espace Schengen. Mais l'UE a négocié avec succès la sortie du Royaume-Uni qui n'en tire pas de bénéfices patents, un résultat plutôt favorable à la cohésion des Vingt-sept. En partie grâce au retour du moteur franco-allemand et aussi en réaction à un contexte international où la pandémie exacerbe encore la brutalité politique des principales puissances mondiales, l'UE prend des initiatives qui la consolident. Elle finance la mise au point et la distribution de vaccins contre la COVID‑19. Les campagnes de vaccination débutent fin décembre 2020. En juin 2022, soit dix-huit mois plus tard, neuf adultes sur dix de la population de l'UE auront été vaccinés contre la COVID-19. En juillet 2020, les dirigeants de l'UE s'accordent sur un plan de relance dont le volet Next Génération EU est financé par un emprunt communautaire, une première dans l'histoire de l'UE. Selon l'Eurobaromètre de l'automne 2024, la confiance dans l'UE atteint 51 %, le plus haut niveau enregistré depuis 2007.
Pourtant, malgré ces réussites et la confiance retrouvée, certains facteurs politiques, démographiques et économiques exposent le projet géopolitique porté par l'UE à des menaces existentielles.  Les divergences entre une grande majorité des États membres de l'UE et ceux d'Europe de l'Est, rejoints par l'Italie en juin 2018, qui sont en rupture avec les lignes directrices suivies par l'UE depuis sa création, se traduisent de manière aigüe non seulement sur la politique d'immigration mais aussi sur l'avenir même de l'union économique et monétaire, de la libre circulation au sein de l'UE et in fine sur la capacité de l'UE à rester un acteur de la géopolitique européenne. Le Livre blanc sur l'avenir de l'Europe publié par la Commission européenne en 2017 témoigne de ces incertitudes en présentant cinq scénarios.
Des divergences politiques fortes opposent ceux des États membres de l'UE qui prônent la poursuite de l'intégration et une économie ouverte à ceux — Hongrie, Pologne ou Roumanie — où les élections ont porté au pouvoir des gouvernements d'inspiration plus nationaliste et moins démocratique.
Les écarts économiques entre l'Est et l'Ouest au sein de l'UE demeurent importants et provoquent un mouvement migratoire de l'Est vers l'Ouest qui affaiblit la cohésion de l'Union. L'explosion démographique en Afrique et l'instabilité chronique du Proche-Orient génèrent une pression migratoire constante, à l'origine de poussées nationalistes et populistes, sources de désunion politique et de fragilisation de l'UE. La persistance annoncée de ce contexte devrait continuer de générer une pression migratoire très forte sur l'Union européenne et constituer ainsi un défi majeur à sa cohésion et à sa capacité d'en tirer un parti positif pour son économie et sa place dans le monde.

#### Limites institutionnelles de l'UE comme acteur de la géopolitique européenne
L'Union européenne, quoique l'organisation politico-économique la plus intégrée dans le monde, joue un rôle en matière de politique étrangère et de sécurité plus limité que son poids et ses institutions pourraient le permettre. Pourtant ce domaine est un des trois piliers de l'architecture institutionnelle initiale définis à la création de l'UE en 1992 par le traité de Maastricht, traité fondateur de l'Union. Le Titre V (articles 21 à 46) du traité sur l'Union européenne (TUE) intitulé « Dispositions générales relatives à l'action extérieure de l'Union et dispositions spécifiques concernant la politique étrangère et de sécurité » (PESC / PSDC) dote l'Union d'ambitions, de règles et d'institutions propres à ces domaines. Cependant, les États membres ne sont pas allés jusqu'à placer la PESC et la PSDC sous le régime de la méthode communautaire,. Désireux de conserver dans ce domaine leur pleine souveraineté, ils ont réservé au Conseil européen statuant à l'unanimité les principaux pouvoirs de décision, et donné au Haut Représentant et aux organes administratifs placés sous son autorité, un rôle de proposition et de mise en œuvre des décisions. Par ces dispositions l'Union renonce par construction à mener une politique de puissance dans le jeu géopolitique européen et mondial.
Pour assurer leur sécurité, la plupart des États membres de l'UE continuent de compter avant tout sur l'OTAN, dont vingt-trois sont également membres. Son élargissement vers l'Est engagé dans les années 1990 et poursuivi avec l'adhésion de dix nouveaux pays entre 2004 et 2017, ainsi qu'en 2009 le retour de la France dans le commandement intégré de l'OTAN le démontrent. Le TUE stipule explicitement que « la politique de l’Union [...] n’affecte pas le caractère spécifique de la politique de sécurité et de défense de certains États membres, elle respecte les obligations découlant du traité de l'Atlantique nord pour certains États membres qui considèrent que leur défense commune est réalisée dans le cadre de l’Organisation du traité de l’Atlantique nord (OTAN) et elle est compatible avec la politique commune de sécurité et de défense arrêtée dans ce cadre ». L'attractivité de l'OTAN se nourrit aussi des faiblesses de la PSDC, dont la mise en œuvre pratique ne progresse que pas à pas, faute d'un consensus sur une plus grande autonomie stratégique européenne.

#### Stratégie de politique extérieure et de sécurité de l'UE
L'UE entend promouvoir la paix par la primauté du droit, du multilatéralisme et le développement des échanges. L'UE a mis en place sa Politique européenne de voisinage dans l'objectif de créer des relations de proximité avec les États européens non membres de l'Union et de contribuer à la stabilité du continent. Dans ce cadre général, de nombreux programmes de coopération et de partenariat sont signés avec des pays d'Europe et hors d'Europe,,. Parmi eux, le Partenariat oriental lancé en 2009 concerne six pays d'Europe du Sud-Est et du Caucase avec lesquels de multiples accords pratiques de coopération ont été signés, assortis d'aides financières.
Fondée pour assurer la paix en Europe, l'Union trouve davantage à s'employer dans la diplomatie que dans l'action militaire. Dans les situations de crise, elle privilégie la coopération et la recherche de solutions négociées avant d'envisager de recourir à des sanctions ou à des mesures coercitives. L'UE est présente dans de nombreuses organisations internationales, permanentes — comme le G7 depuis 1977 — ou temporaires — comme l'enceinte de négociation de l'Accord de Vienne sur le nucléaire iranien de 2015 —.
Dans le contexte de la crise ukrainienne, de la guerre en Syrie, des attentats de l'État islamique et de la crise migratoire, l'Union européenne élabore en 2015-2016 une nouvelle stratégie globale qui définit les priorités et les principes d'action en commun des États de l'Union. Concernant l'ordre de sécurité européen, ce document affirme que « la gestion des relations avec la Russie constitue un défi stratégique majeur. [...]. Une évolution substantielle des relations entre l'UE et la Russie présuppose le plein respect du droit international et des principes qui sous-tendent l'ordre de sécurité européen, notamment l'Acte final d'Helsinki [de 1975] et la Charte de Paris [de 1990]. Nous ne reconnaîtrons pas l'annexion illégale de la Crimée par la Russie [en 2014] ni n'accepterons la déstabilisation de l'est de l'Ukraine ». Corrélativement, les États européens renforcent la PSDC par des initiatives visant à faciliter les coopérations dans le développement d'équipements militaires ( Coopération structurée permanente, Fonds européen de défense).
La France continue d'affirmer sa vocation mondiale et son indépendance stratégique au nom desquelles elle s'engage régulièrement dans des opérations militaires hors du cadre de l'UE, soit de sa propre initiative comme c'est le cas de l'opération Serval au Mali en 2013, soit dans des coalitions ad hoc, comme c'est le cas de l'opération Chammal au sein de la coalition contre l'État islamiste. Sous le poids de l'héritage du passé, l'Allemagne assume au contraire son pacifisme et ne fait intervenir son armée que dans des opérations de maintien de la paix. Le budget de la Bundeswehr est en proportion du PIB le plus faible des grandes nations européennes, et elle ne peut participer à des opérations militaires hors du territoire allemand que sous réserve d’un vote préalable du Parlement fédéral, d’une résolution des Nations unies autorisant le recours à la force et d’un ancrage des troupes allemandes dans une opération multinationale, sous les auspices de l’ONU, de l’OTAN ou de l’UE.

#### Choc de l'invasion de l'Ukraine et centralité retrouvée des questions de défense
Passées au second plan depuis la fin de la guerre froide, les questions relatives à la défense européenne sont redevenues centrales. En mars 2022, les Vingt-sept adoptent une Boussole stratégique en matière de sécurité et de défense qui doit orienter l’action extérieure de l’UE pour les dix prochaines années pour faire face aux menaces qui pèsent sur l'UE,. Depuis lors, les Européens accomplissent d'énormes progrès en matière de défense, catalysés par la guerre en Ukraine. Des volumes considérables d'armes, de munitions et d'aides diverses sont fournis à l'Ukraine. L'augmentation des dépenses militaires est accélérée. Ainsi, les budgets militaires bondissent, entre 2019 et 2024, en Allemagne (de 1,35 % à 2,12 % du PIB) et en Pologne (de 1,99 % à 4,12 %). Au niveau communautaire, des financements ont été mis en place depuis 2021 pour encourager les acquisitions conjointes par les pays de l'UE et renforcer l'industrie de défense européenne,. Cependant des désaccords persistent sur la place que doit prendre l'industrie européenne dans les acquisitions d'armements et sur la traduction concrète de l'idée d'autonomie stratégique,.

#### Interdépendances économiques
| 2012                                                                | 2012   | Pays        | 2023   |        |
| Import                                                              | Export | Pays        | Import | Export |
| ------------------------------------------------------------------- | ------ | ----------- | ------ | ------ |
| 15%                                                                 | 7%     | Chine       | 21%    | 9%     |
| 10%                                                                 | 14%    | États-Unis  | 14%    | 20%    |
| 11%                                                                 | 15%    | Royaume-Uni | 7%     | 13%    |
| 12%                                                                 | 7%     | Russie      | 2%     | 2%     |
| 5%                                                                  | 7%     | Suisse      | 5%     | 7%     |
| 2%                                                                  | 7%     | Turquie     | 4%     | 4%     |
| Note 1 : les trois premiers pays chaque année apparaissent en vert. |        |             |        |        |

La mondialisation a créé de fortes interdépendances commerciales entre les principales puissances européennes et mondiales. Les Vingt-Sept réalisent près de 40 % de leur commerce extérieur avec des pays non membres de l'UE. Ces flux commerciaux sont appelés commerce extra-UE. En 2023, les quatre premiers pays partenaires de l'UE, tant pour les importations que pour les exportations de biens, sont la Chine, les États-Unis, le Royaume-Uni et la Suisse. Les États-Unis sont en 2023 le premier client des produits exportés par l'UE devant le Royaume-Uni. Le déclin relatif du commerce avec le Royaume-Uni résulte essentiellement du Brexit. Depuis 2012, l'évolution la plus spectaculaire du commerce extra-UE est la chute des importations et des exportations avec la Russie en conséquence des sanctions prises par l'UE en raison de la guerre en Ukraine. La Chine est devenue membre de l'Organisation mondiale du commerce (OMC) fin 2001. Depuis lors, sa part dans les importations comme dans les exportations de l'UE n'a cessé de croître.

#### Dépendance énergétique de l'UE: de la Russie aux États-Unis
| Pays (en valeur, part en %) | Pétrole | Pétrole | Pétrole | Gaz  | Gaz  | Gaz  |
| Pays (en valeur, part en %) | 2001    | 2019    | 2023    | 2001 | 2019 | 2023 |
| --- | ------- | ------- | ------- | ---- | ---- | ---- |
| Algérie |         |         |         | 15%  | 18%  | 17%  |
| Arabie saoudite | 9%      | 8%      | 9%      |      |      |      |
| États-Unis | 0%      | 6%      | 14%     |      | 5%   | 24%  |
| Kazakhstan | 2%      | 6%      | 8%      |      |      |      |
| Irak | 3%      | 6%      | 5%      |      |      |      |
| Libye | 9%      | 5%      | 6%      |      |      |      |
| Norvège | 12%     | 6%      | 11%     | 13%  | 13%  | 12%  |
| Qatar |         |         |         |      | 8%   | 7%   |
| Royaume-Uni | 9%      | 7%      | 6%      | 2%   | 4%   | 11%  |
| Russie | 24%     | 29%     | 4%      | 28%  | 34%  | 14%  |
| Note 1 : les valeurs < 2% ne figurent pas dans le tableau. Note 2 : les trois premiers pays chaque année apparaissent en vert. |         |         |         |      |      |      |

Le taux de dépendance de l'UE aux importations d'énergie est de 62,5 % en 2022, contre 56,3 % en 2002. Malgré le développement des énergies renouvelables, l'UE demeure plus vulnérable que jamais aux aléas d'approvisionnement en pétrole et en gaz. Les changements les plus importants de sources d'approvisionnement résultent le plus souvent d'évènements géopolitiques sur lesquels elle a peu d'influence. Ainsi, l'Iran, la Syrie et le Venezuela qui fournissaient à eux trois en 2001 près de 10 % du pétrole importé par l'UE ont, vingt ans plus tard, disparu de ses sources d'approvisionnement.
Du début du XXIe siècle à l'invasion de l'Ukraine, la Russie a été le premier fournisseur de pétrole et de gaz de l'UE. Depuis lors, sa part dans les importations de produits énergétiques de l’UE a notablement diminué. Au troisième trimestre 2022, la Russie représentait en valeur 14,5 % des importations extra-UE de ces produits. Au troisième trimestre 2023, elle n'en représente plus que 6,5 %. Cette moyenne recouvre une situation contrastée entre le pétrole et le gaz. En conséquence des mesures d'embargo sur le pétrole prises en 2022 et 2023, les importations de pétrole russe ont chuté très rapidement. Durant le troisième trimestre 2024, elles ne représentent plus que 2 % des importations extra-UE de pétrole. En revanche, les Européens ne peuvent se passer du gaz russe aussi rapidement, au point que durant les onze premiers mois de 2024, l'UE importe plus de GNL de Russie que durant la même période en 2022 et 2023.
Cette place prééminente de la Russie jusqu'en 2022 illustre le choix des membres de l'UE, au premier rang desquels l'Allemagne, de privilégier la géoéconomie sur la géopolitique. Durant les premières années de la présidence de Poutine et durant celles de Medvedev, de 2008 à 2012, qui multiplie les gestes d'ouverture avec l'Occident, l'Allemagne pousse au dialogue avec la Russie. Berlin considère que l'imbrication économique avec Moscou et la modernisation économique du pays mèneront à la démocratisation de la société russe et au renforcement de l'État de droit. Cette vision s'inscrit dans le droit fil de l'Ostpolitik des années 1970. L'Allemagne escompte ainsi asseoir sa primauté dans les relations avec la Russie au bénéfice de son industrie. Angela Merkel, chancelière depuis 2005, maintient cette ligne politique durant les années 2010 alors même que le régime russe se durcit nettement avec le retour de Poutine à la présidence. Les gazoducs Nord Stream 1 et 2 qui relient directement la Russie à l'Allemagne, en contournant la Pologne et l'Ukraine, concrétisent cette stratégie allemande. Toutefois, après la reconnaissance de l’indépendance des deux républiques séparatistes du Donbass par la Russie, l'Allemagne suspend, le 22 février 2022, la procédure de certification du gazoduc controversé Nord Stream 2 et renonce donc à sa mise en service.

#### Relations de l'UE avec la Chine
Les relations entre la CEE et la Chine ont été officiellement établies en 1975. Depuis lors, les échanges économiques n'ont cessé de se développer. L'UE formalise en 2019 sa stratégie vis-à-vis de la Chine dans un document qui affirme qu'elle est à la fois « un partenaire en matière de coopération, un concurrent économique et un rival systémique ». En 2022, le document Une boussole stratégique en matière de sécurité et de défense réaffirme cette posture vis-à-vis de Pékin. Depuis lors, le soutien apporté à la Russie par la Chine et plus généralement sa volonté affichée de remodeler l'ordre mondial en déconstruisant l'ordre occidental la font de plus en plus apparaître comme un rival systémique aux yeux des dirigeants européens. Ceux-ci se prononcent toutefois clairement en faveur de la poursuite du dialogue avec Pékin afin d'éviter une guerre commerciale. Josep Borrell, le haut représentant de l'Union pour les affaires étrangères et la politique de sécurité (HRAEPS) indique en 2024 que « nous ne voulons pas découpler nos économies ni cesser de coopérer avec les Chinois sur la gouvernance mondiale, la dette des pays à faibles revenus et le changement climatique  ». Dans un discours consacré à la Chine prononcé en mars 2023, Ursula von der Leyen affirme la nécessité de limiter les risques résultant d'une dépendance excessive en ce qui concerne les technologies de pointe et l'approvisionnement en matières premières (terres rares, magnésium, lithium, ...).

### Royaume-Uni

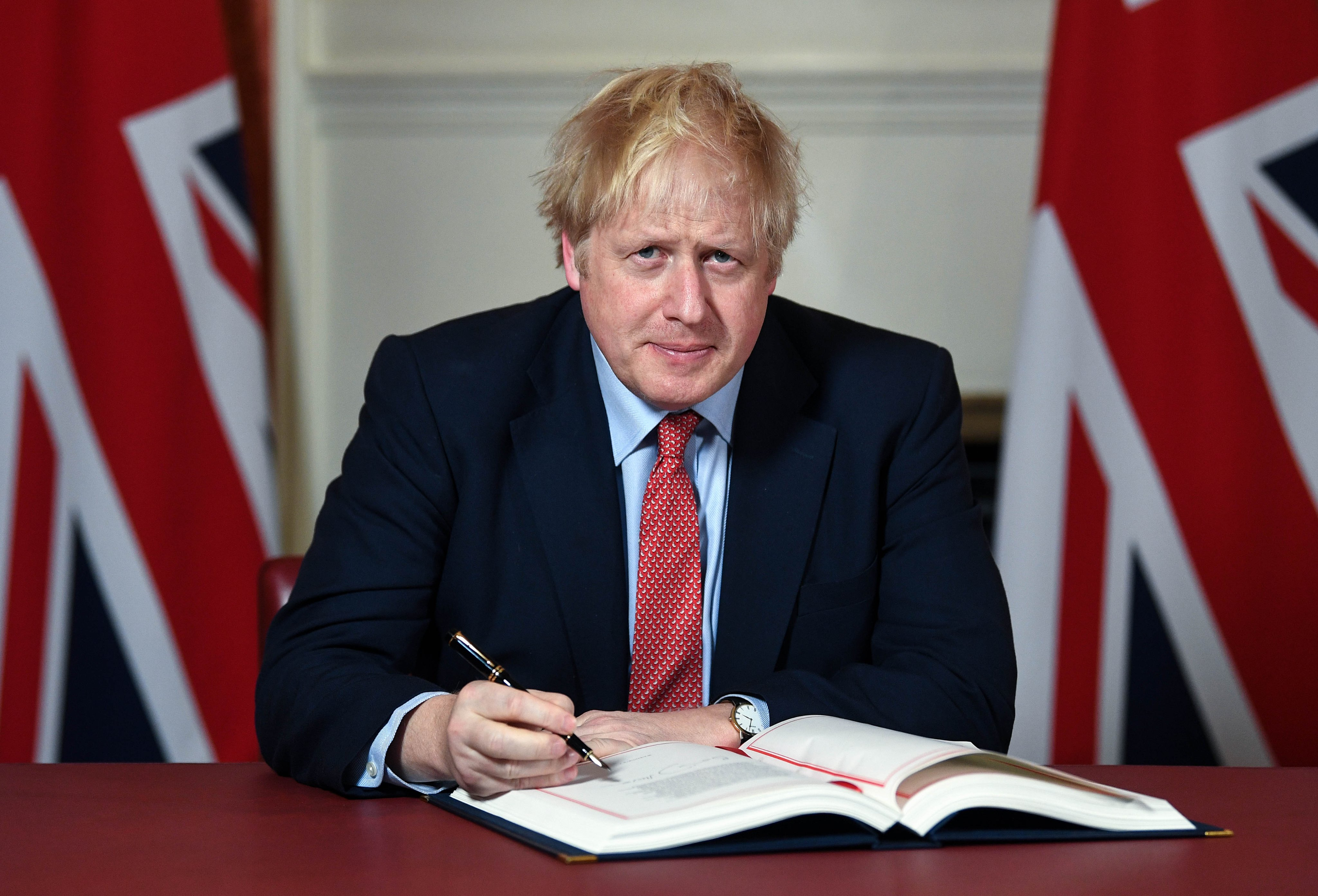
Le Premier ministre du Royaume-Uni Boris Johnson, signant l'accord de retrait le 24 janvier 2020.

À la suite du référendum sur l'appartenance du Royaume-Uni à l'Union européenne de 2016, par lequel 51,89 % des électeurs se sont prononcés pour un retrait, la sortie du Royaume-Uni de l'Union est effective le 31 janvier 2020. Cinq ans plus tard, le bilan est pour le moins mitigé. La croissance (1,1 % par an entre 2016 et 2023) est inférieure à celle de la zone euro (1,3 %) et de la période 2001-2016 (1,7 %). Les exportations de marchandises vers l'UE ont fortement diminué et cette baisse n'a été que très partiellement compensée par les accords commerciaux conclus dans l'Indo-Pacifique. En revanche, Londres est demeurée une place financière de première importance et plus généralement les exportations de services ont largement progressé. La sortie de l'UE a aussi fortement compliqué la venue au Royaume-Uni de travailleurs européens, ce qui aggrave les pénuries de main-d’œuvre qualifiée. En revanche, l'immigration en provenance du reste du monde a fortement progressé, alors que ce sujet avait été central lors du référendum,.
En mars 2021, le gouvernement britannique publie le document « Global Britain », la Grande-Bretagne dans le monde à l’ère de la concurrence, qui définit sa stratégie de sécurité, de défense, de développement et de politique étrangère. L'accent y est mis sur les ambitions globales du pays en direction notamment de la zone indo-pacifique qui devient « progressivement le centre géopolitique du monde ». À l'appui de cette ambition, le Royaume-Uni entend devenir une super-puissance scientifique et technologique. Ce document s'inscrit en revanche davantage dans la continuité avec les précédentes revues stratégiques en ce qui concerne l'identification des principales menaces — la Russie et le terrorisme —  et l'affirmation de l'importance de l'OTAN, à laquelle le Royaume-Uni entend demeurer le principal contributeur européen, et de la relation privilégiée avec les États-Unis. Londres continue de se considérer comme garant de la sécurité européenne,.
Londres donne la priorité à sa relation avec les États-Unis dont il veut être le plus fidèle allié. L'accord de coopération militaire AUKUS avec les États-Unis et l'Australie, conclu en septembre 2021, en est la traduction la plus spectaculaire. Dans le contexte post-Brexit, Londres se tourne vers Washington et prend ses distances avec l'Europe. Ainsi, l'accord AUKUS se fait aux dépens de la France qui perd le contrat de construction de sous-marins pour la Royal Australian Navy, et qui surtout se voit privée d'une occasion de renforcer sa position stratégique dans le Pacifique. L'accord AUKUS se concrétise en 2023 par un plan très ambitieux de construction de sous-marins nucléaires d'attaque (SNA) destinés à contrer les ambitions militaires de la Chine.
L'autonomie stratégique, assise sur la dissuasion nucléaire, et la présence active dans l'Indo-Pacifique et au Moyen-Orient sont des axes géopolitiques que le Royaume-Uni partage largement avec la France. Comme pour celle-ci cependant, la volonté du Royaume-Uni d'être une « puissance globale » est confrontée aux limites capacitaires induites par une situation économique et financière médiocre.
En 2023, Londres procède à une actualisation de la stratégie publiée en 2021, dans le contexte de la guerre en Ukraine et de la politique toujours plus volontariste de Pékin en mer de Chine méridionale et vis-à-vis de Taïwan. Le gouvernement britannique y réaffirme que la priorité absolue du Royaume-Uni est la sécurité de la région euro-atlantique. Celle-ci doit être renforcée par une redynamisation des relations européennes et par une nouvelle augmentation des dépenses de défense. Les incertitudes sur le devenir de la « relation spéciale » avec les États-Unis, renforcées par le retour de Donald Trump, incitent le gouvernement travailliste de Keir Starmer en place depuis juillet 2024 à renouer des liens plus étroits avec ses partenaires européens traditionnels et à s'impliquer avec eux dans le conflit ukrainien,.

### Fédération de Russie

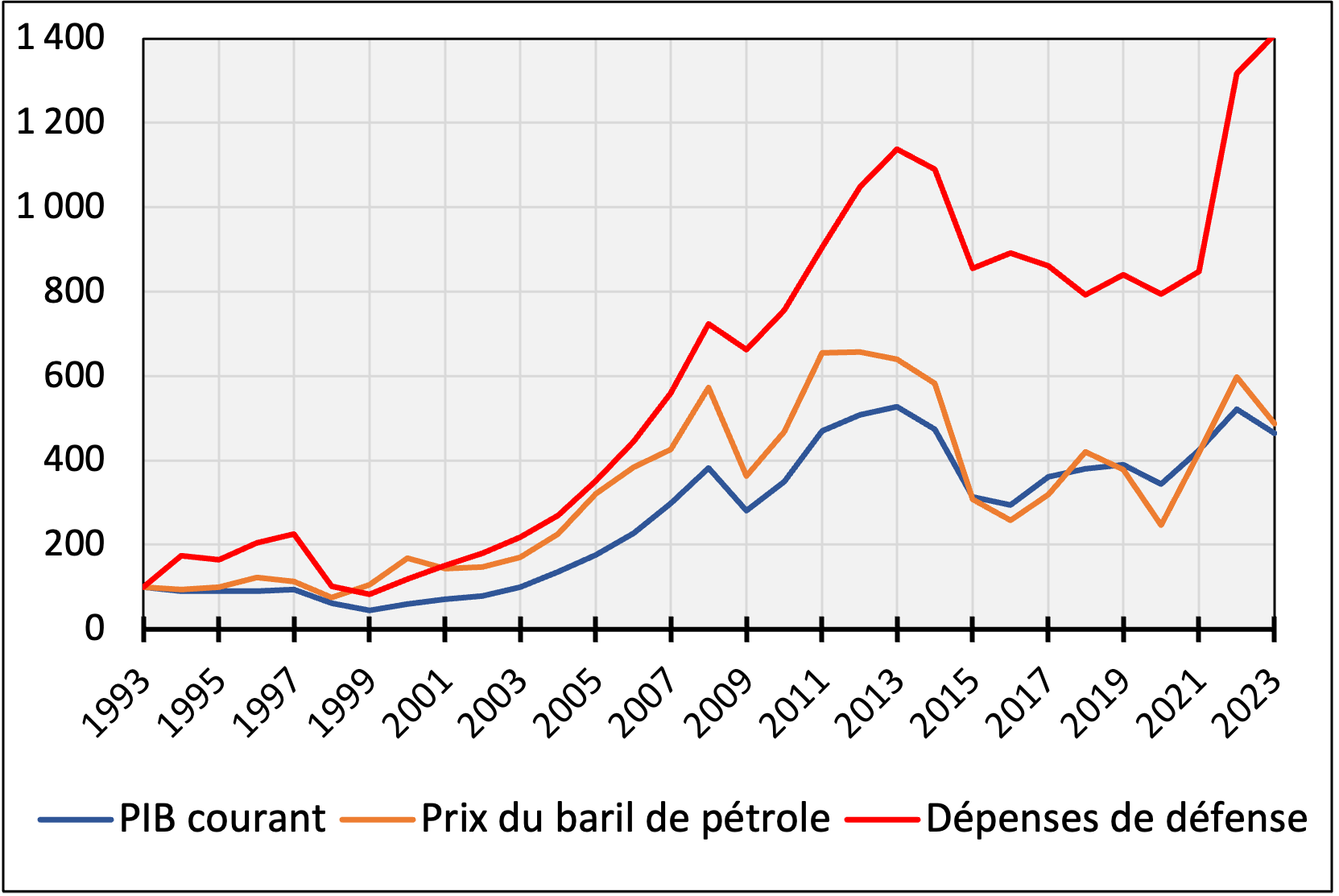
Évolution comparée du PIB, des dépenses de défense de la Russie et du prix du baril de pétrole brut sur le marché mondial (base 100 en 1993),,.

La Russie constitue un troisième pôle de puissance. Sortie très affaiblie de la dislocation de l'Union soviétique à la fin de la guerre froide, elle redevient depuis le début des années 2010 un acteur important de la scène internationale en Europe et au Moyen-Orient. Sur le critère du nombre de têtes nucléaires possédées, la Russie demeure la première puissance nucléaire mondiale et bénéficie toujours de la parité stratégique avec les États-Unis, atteinte durant les années 1970. Plus grand pays du monde, la Russie possède de gigantesques ressources naturelles que lui achètent les autres pays d'Europe. L'évolution du PIB de la Russie est très fortement corrélée à celle du cours du pétrole dont la forte augmentation depuis le début du XXIe siècle lui permet de financer son réinvestissement dans le domaine militaire.
Puissance européenne et asiatique, elle est l'héritière de l'Empire russe et aspire à jouer un rôle mondial en dépit des faiblesses de sa démographie et de son économie. Du point de vue de Moscou, les Occidentaux ont profité du démantèlement de l'Union soviétique, non pour établir une situation d'égalité, mais pour étendre la domination occidentale aux frontières de la Russie, considérée toujours comme un ennemi potentiel. La Russie promeut depuis le début des années 2010 la constitution d'un front anti-occidental d'une part en développant un partenariat stratégique avec la Chine et d'autres puissances de moindre importance comme la Corée du Nord et l'Iran, et d'autre part en s'impliquant dans l'élargissement et l'approfondissement d'organisations multilatérales réunissant des puissances émergentes et dont les Occidentaux sont absents, notamment le groupe des BRICS et l'OCS. La Russie et la Chine posent les BRICS en concurrent du G7. L'élargissement du groupe, désormais appelé BRICS+, à cinq nouveaux membres décidé en 2023 s'inscrit bien dans leur volonté de contester la domination occidentale sur l'ordre international. Poutine profite du sommet de Kazan en octobre 2024 pour mettre en scène son non-isolement sur la scène internationale. Toutefois, les BRICS+ forment un ensemble hétérogène, peu structuré, au sein duquel cohabitent des logiques de coopération, de compétition et de concurrence.

#### Stratégie de la Russie
Si la Russie se montre régulièrement critique de l'ordre international tel que les Occidentaux veulent l'imposer depuis le milieu des années 1990, son retour sur la scène internationale date véritablement de la deuxième moitié des années 2000 durant lesquelles elle accentue son opposition à l'OTAN, par exemple lors du discours de V. Poutine en 2007 à la Conférence de Munich sur la sécurité, et reprend l'initiative en intervenant militairement en Géorgie en 2008.
Moscou voit pour l'avenir un paysage international multipolaire complexe caractérisé par de profondes transformations, une forte compétition, des risques d'affrontement armé et la confrontation de systèmes de valeurs différents. Dans ce contexte, les Russes considèrent que le risque d'une guerre à grande échelle, voire nucléaire, entre les principales puissances reste faible, mais que celui de leur implication dans les conflits régionaux et d'une escalade des crises augmente. La Russie multiplie par plus de trois son budget militaire entre 2000 et 2017, pour le porter à un niveau supérieur à celui de la France ou du Royaume-Uni. L'effort porte en particulier sur la modernisation des équipements dont beaucoup sont maintenant au niveau de ceux des pays de l'OTAN. En complément de la puissance militaire, l'usage des instruments de la « puissance douce » (soft power) pour atteindre ses objectifs de politique étrangère devient partie intégrante de la politique internationale du Kremlin,.
Concernant la « région euro-atlantique », le point de vue de Moscou est que l'expansion géopolitique de l'OTAN et de l'UE ainsi que l'absence de volonté de mettre en pratique les déclarations politiques de leurs dirigeants sur la formation d'un système européen commun de sécurité et de coopération, ont suscité une crise sérieuse dans les relations entre la Russie et les États occidentaux. La Russie critique régulièrement le rôle de l'UE qu'elle voit trop inféodée à Washington. À la recherche d'une alternative, elle met en avant l'OSCE en tant que forum privilégié d'une véritable multipolarité en Europe.
La guerre en Ukraine parachève l'orientation eurasienne de la géopolitique de la Russie qui se traduit par la recherche systématique du renforcement de ses liens avec la Chine en premier lieu mais aussi avec les autres puissances du Sud global. Dans le même temps, les tensions croissantes entre les États-Unis et la Chine aident à la formation, conformément au schéma de Mackinder, d'un Heartland eurasiatique autocratique opposé à un Rimland libéral,.

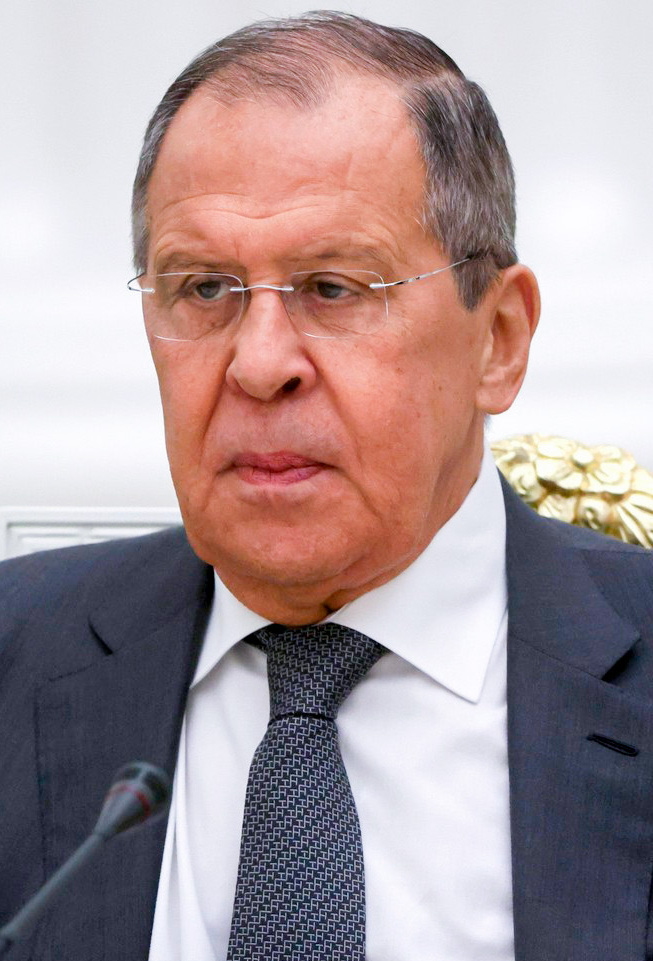
Sergueï Lavrov, ministre des Affaires étrangères de la Russie (en 2022).

La Doctrine de politique étrangère de la Fédération de Russie de 2023, document officiel validé par Poutine, trace les grandes orientations géopolitiques du pays. Cette doctrine est d'inspiration anti-occidentale plus marquée que le texte précédent de 2016. Concernant l'Europe, le texte affirme que « la plupart des États d'Europe mènent une politique agressive envers la Russie visant à créer des menaces à la sécurité et la souveraineté de la Fédération de Russie ». Les dirigeants russes s'appuient sur le passé impérial de leur pays pour mobiliser les sentiments nationalistes de la population et asseoir leur pouvoir. V. Poutine recueille un large soutien de son opinion publique en faisant vivre un sentiment d'encerclement et d'hostilité de ses voisins européens et des États-Unis hérité de la guerre froide et en prenant le contrôle de la Crimée au nom de la défense des populations russophones.
Publié, également en 2023, sous la direction de Sergueï Karaganov, le rapport La politique de la Russie à l’égard de la Majorité mondiale est selon l'analyse qu'en fait Le Grand Continent, le « document de politique étrangère russe le plus complet et le plus important depuis la doctrine Primakov ». Plutôt que d'employer le concept contesté de Sud global, le rapport promeut la notion de Majorité mondiale, un terme sans connotation géographique et qui met en avant le caractère numériquement minoritaire des pays constituant l'Occident. Le rapport Karaganov considère que la Russie peut jouer un rôle majeur dans le conflit opposant l'Occident, qui cherche à préserver son hégémonie, à la Majorité mondiale qui désire accéder une souveraineté pleine et entière. Dans ce cadre, la guerre en Ukraine est considérée comme « une guerre globale entre l'Occident et la Russie pour redessiner l'ordre mondial ». Pour atteindre son objectif de « désoccidentalisation » du monde, Moscou compte s'appuyer sur « les BRICS [qui] peuvent être considérés comme l’avant-garde de la Majorité mondiale et en partie [sur] l’OCS ».

#### Relations entre la Russie et l'UE
Les relations institutionnelles entre la Russie et l'UE sont fondées sur l'Accord de partenariat et de coopération (APC) de 1997. Ces relations sont complexes car elles combinent des facteurs positifs, comme l'interdépendance économique et l'absence de rivalité stratégique, et négatifs, comme la bienveillance de l'UE à l'égard des États-Unis et la compétition pour les quelques pays européens qui ne sont à ce jour ni dans l'UE ni sous la domination russe dont l'Ukraine est l'exemple le plus marquant,,.
L’UE adopte en juin 1999 une stratégie commune à l'égard de la Russie dont les objectifs principaux sont la « consolidation de la démocratie, de l'État de droit et des institutions publiques en Russie [et] l'intégration de la Russie dans un espace économique et social européen commun ». Lors du sommet UE - Russie d'octobre 1999 à Helsinki, Vladimir Poutine présente la stratégie de la Russie sur le développement de ses relations avec l’UE au cours de la période 2000-2010. Le point de départ en est une vision de la place de la Russie en Europe, « puissance mondiale s'étendant sur deux continents, [qui veut] garder sa liberté afin de définir et de mener sa propre politique intérieure et extérieure [et préserver] les avantages que lui confère le fait d'être un État eurasiatique et le pays le plus important de la CEI »,. Cette vision d'une Russie totalement maîtresse de son destin et centrale en Eurasie est peu compatible avec l'approche de l'UE. Il en découle logiquement que la Russie ne se fixe pas pour objectif d'adhérer à l'Union européenne mais souhaite développer toutes les coopérations possibles.
En mai 2003, l’Union européenne et la Russie se sont fixé pour objectif de réaliser à terme quatre « espaces communs », respectivement en matière économique, de sécurité et de justice, de coopération dans le domaine de la sécurité extérieure et enfin de recherche, d’éducation et de culture. Les progrès concrets sont restés limités. Les négociations lancées en 2008 sur un nouvel accord de partenariat stratégique n'ont pas abouti. Quoiqu'obsolète, l'APC de 1997 reste en vigueur faute de pouvoir converger sur une vision stratégique partagée de l'avenir de l'Europe. La politique russe vis-à-vis de l'UE est marquée par le refus de laisser l'UE influencer les affaires politiques et économiques internes de la Russie. Les deux axes majeurs de la politique russe - forger des liens plus profonds avec ses voisins pour éviter l'isolement tout en conservant une souveraineté totale - ont compliqué l'interaction de la Russie avec l'UE. En 2008, des négociations sont ouvertes en vue d’un nouvel accord UE-Russie qui devait comporter des engagements contraignants du point de vue juridique dans des domaines tels que le dialogue politique, la justice, la liberté et la sécurité. En 2010, un « partenariat pour la modernisation » est initié. Mais en 2014, l’intervention de la Russie en Crimée entraîne la suspension de l’ensemble de ces pourparlers.

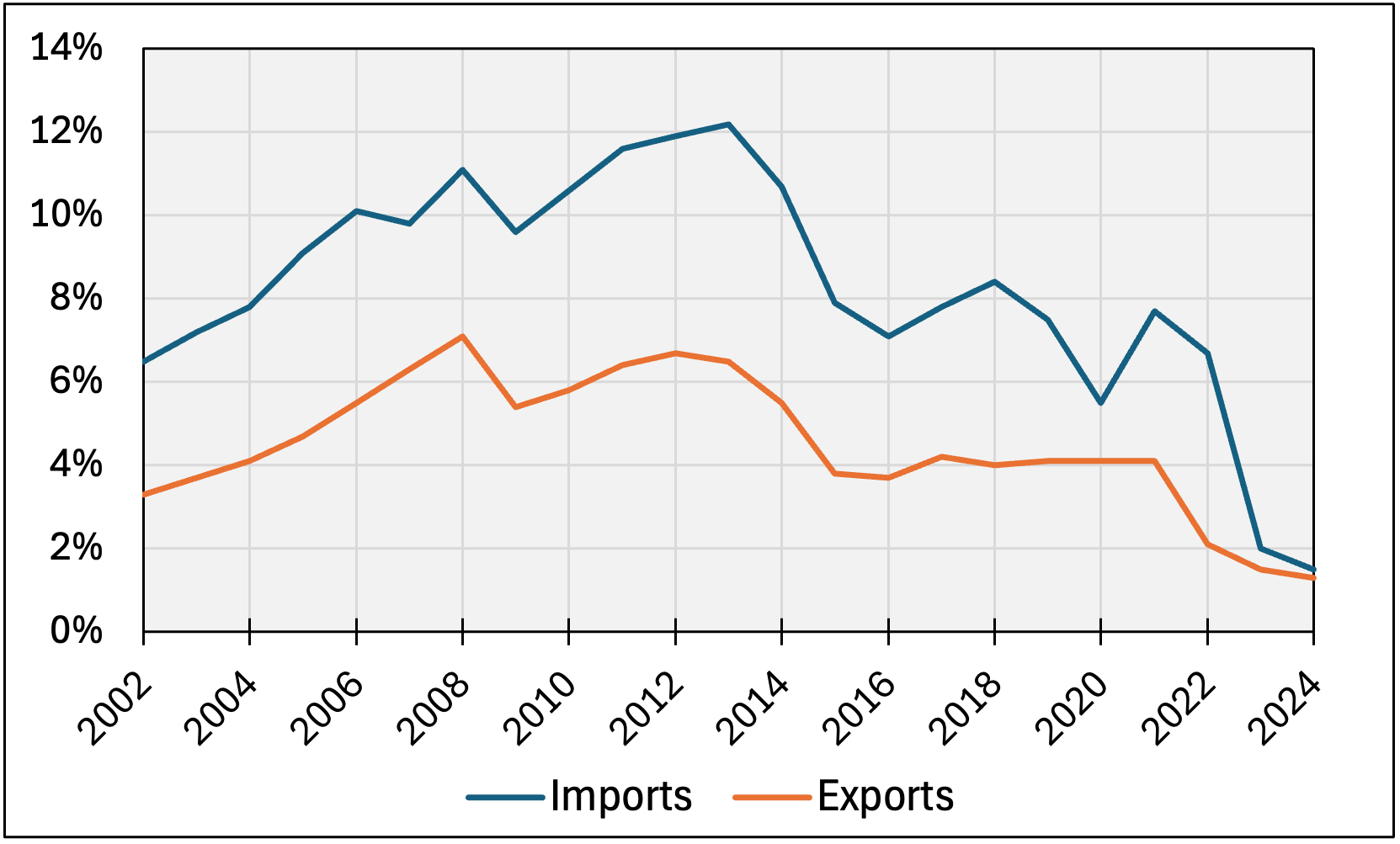
Commerce entre l'UE et la Russie (en % du total du commerce extra-UE)

Les vicissitudes de ces négociations institutionnelles n'empêchent pas le développement continu du commerce depuis le début du XXIe siècle, au point qu'en 2012 la Russie représente 9 % des échanges de biens extra-UE. La Russie est alors le quatrième partenaire commercial de l'UE. La dégradation des relations politiques entre la Russie et les Occidentaux finit par peser sur ces échanges qui tombent à 6 % du commerce extra-UE en 2019. La Russie demeure cependant le principal fournisseur en pétrole brut, gaz et combustibles solides de l'UE. La guerre en Ukraine change radicalement la situation. En 2023, la Russie ne représente plus que 2 % du commerce extra-UE. La part de la Russie dans les importations de pétrole par l'UE est tombée de 18 % du total au 1er trimestre 2022 à 2 % du total au 4e trimestre 2024. En revanche, à cette date, les importations de gaz russe représentent encore 20 % du total en raison de l'impossibilité pour l'UE de trouver des fournisseurs de substitution aussi rapidement que pour le pétrole,.

### Turquie
La Turquie est au croisement de l'Europe, de l'Asie et du Moyen-Orient. Grand pays de presque 800 000 km2 et 85 millions d'habitants en 2023, elle est l'héritière de l'Empire ottoman. Elle est une des puissances régionales qui comptent dans la géopolitique du Moyen-orient et du Caucase, mais elle entretient aussi avec l'Europe des relations anciennes et vitales pour son développement.  Comme le Qatar ou l'Arabie saoudite, la Turquie n'est pas une « grande puissance, mais elle projette son influence largement au-delà de son environnement régional. S'appuyant sur le fort nationalisme de sa population, alimenté par un passé glorieux, et sur la réaffirmation de son identité islamique, la Turquie mène une politique étrangère de plus en plus autonome. La Turquie entretient une relation triangulaire complexe avec la Russie et les Occidentaux.

#### Stratégie politique
« Erdoğan poursuit sa mission de réinscrire la Turquie sur la grande carte du monde, pour rendre aux Turcs leur fierté. Le souffle qui l’inspire est à la fois épique – avec l’Empire ottoman comme référence rhétorique - et révolutionnaire » selon la politiste Dorothée Schmid. Les Turcs prônent une réforme de la gouvernance mondiale et invitent les chefs d’État à en discuter tous les ans au Forum diplomatique d'Antalya depuis 2021. La Turquie est membre du G20 depuis son premier sommet en 2008. Elle fait savoir en 2024 qu'elle souhaite rejoindre le groupe des BRICS+, conçu dès sa fondation comme un contrepoids géopolitique et géoéconomique à l'Ouest. Cette adhésion ferait de la Turquie le premier membre de l'Alliance atlantique à rejoindre ce groupe. Erdoğan affirme ainsi une fois de plus sa vision géopolitique de la Turquie selon laquelle elle doit entretenir des relations suivies avec les principales puissances du monde pour devenir un pays fort, prospère et sûr de lui.

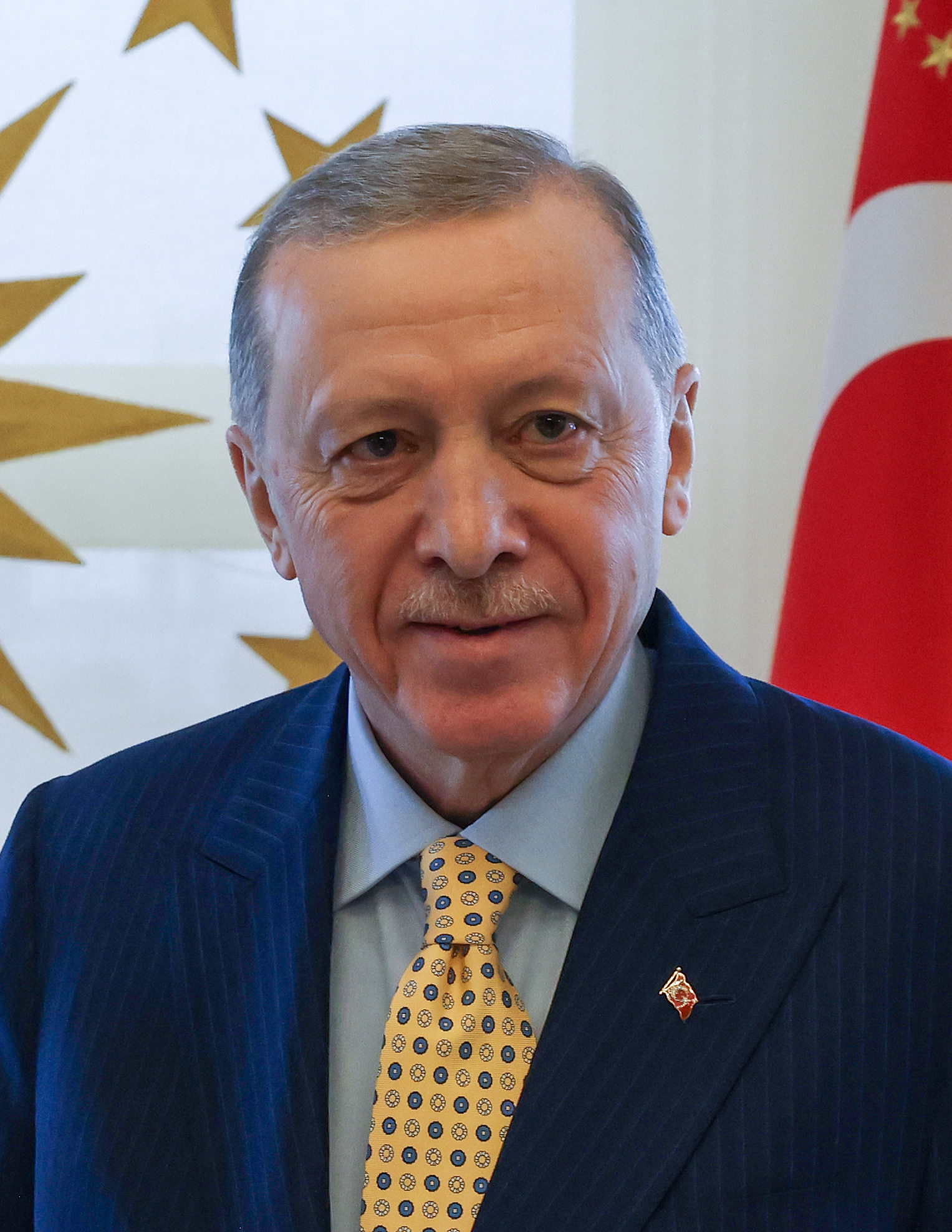
Recep Tayyip Erdoğan, Premier ministre de 2003 à 2014, Président depuis 2014, réélu en 2023 pour cinq ans.

La Turquie déclare faire partie de l'Europe et vouloir mettre en œuvre une « politique étrangère entreprenante et humanitaire », en se référant à son fondateur Mustafa Kemal Atatürk. Elle s'affirme aussi de plus en plus comme une puissance militaire de premier plan qui n'hésite pas à utiliser son industrie de défense et ses moyens militaires au service de ses intérêts géopolitiques et de son objectif d'autonomie stratégique. Son armée est la seconde plus nombreuse de l'OTAN. La Turquie coopère militairement avec l'Irak, le Qatar et la Somalie. Elle joue un rôle déterminant dans le succès de l'Azerbaïdjan dans le conflit du Haut-Karabakh. En Libye, elle soutient activement le gouvernement provisoire d'Abdel Hamid Dbeibah, reconnu par l'ONU, qui contrôle l'ouest du pays, contre l’Armée nationale libyenne (ANL) du maréchal Khalifa Haftar.
Comme la Grèce, la Turquie est membre de l'OTAN depuis 1952 et joue un rôle clef, qui ne s'est pas éteint avec la fin de la guerre froide, dans la stratégie de défense des Occidentaux. Les relations entre ces deux pays sont tendues depuis l'invasion turque de Chypre, en 1974, qui conduit à sa partition, toujours en place cinquante ans après. Depuis les années 2010, la Turquie n'hésite pas à prendre des positions contraires à celles de ses alliés au sein de l'OTAN que ce soit en menant une offensive contre les Kurdes en Syrie, pourtant alliés des États-Unis et de la coalition occidentale dans la lutte contre l'État islamique,, ou encore en acquérant le système antiaérien S-400 auprès de la Russie. Sa politique du cas par cas la conduit a contrario à accepter l'entrée de la Finlande et de la Suède dans l'OTAN, après vingt mois de tergiversations pour cette dernière.
Durant les années 2000, la Turquie adopte une politique de bonnes relations avec tous ses voisins, Occidentaux ou non. La Turquie commence à construire son image de puissance régionale autonome, non-alignée systématiquement sur les positions de Washington. Ainsi, en 2003, elle refuse l'utilisation de bases en Turquie par les États-Unis dans leur guerre en Irak, à la satisfaction de Moscou . La décision du Conseil européen de Copenhague en 2002 d'ouvrir la voie à l'adhésion de la Turquie à l'UE est particulièrement bien accueillie. Les années 2008-2013 voient au contraire une dégradation des relations de la Turquie avec ses principaux partenaires : la perspective de l'adhésion à l'UE s'éloigne, les États-Unis font passer le Moyen-orient au second plan en conséquence de leur pivot vers l'Indo-Pacifique, Moscou soutient le régime de Bachar al-Assad dans la guerre civile syrienne tandis qu'Ankara soutient l'Armée syrienne libre. En 2014-2015, la Turquie adopte une attitude médiane dans la crise des relations entre l'Ouest et la Russie. Elle condamne l'annexion de la Crimée, livre des armes à l'Ukraine mais refuse de s'associer aux sanctions prises par les Occidentaux contre la Russie. L'invasion de l'Ukraine en 2022 met à l'épreuve la politique opportuniste d'Ankara entre Ouest et Russie, mais lui fournit aussi l'occasion de peser davantage sur Moscou et de jouer un rôle d'intermédiaire. 

#### Partenariat ancien mais difficile avec l'Union européenne
Les négociations d'adhésion de la Turquie à l'Union européenne commencent officiellement en 2005, sans toutefois que les craintes et arrière-pensées soient absentes de nombreux dirigeants européens. Elles sont au point mort depuis 2018 pour de multiples raisons : la taille de la Turquie, son niveau de vie encore faible par rapport à celui des grands pays riches qui supportent l'essentiel du financement de l'Union, ses spécificités politiques, culturelles ou religieuses,, la situation préoccupante de l'État de droit et des droits de l'homme qui s'est aggravée depuis le coup d'État manqué de juillet 2016 contre le président Erdoğan,. Celui-ci apprécie peu le soutien tardif des Européens, qui sont en revanche prompts à le mettre en garde sur les atteintes aux libertés résultant de la vague de répressions qui suit le coup d'État ; les tensions sont aussi exacerbées par la traque d'opposants connus ou soupçonnés à l'étranger.
La priorité de l'UE est cependant de faire face à la crise migratoire devenue critique depuis 2015 ; l'UE signe un plan d'action commun avec la Turquie en novembre 2015 pour limiter les flux migratoires vers l'Europe qui transitent par son territoire en provenance notamment de Syrie. Un accord complémentaire sur l'immigration est signé en mars 2016,.

#### Rapprochement entre la Turquie et la Russie
Les relations entre la Turquie et la Russie sont anciennes mais furent le plus souvent conflictuelles. Au XVIIIe siècle, l'Empire russe s'est étendu vers le sud aux dépens d'un Empire ottoman sur le déclin. Au sortir de la Première Guerre mondiale, dès leur fondation l'Union soviétique et la république de Turquie établissent des relations diplomatiques et commerciales. Celles-ci se refroidissent à la fin de la Seconde guerre mondiale quand Staline tente de prendre pied dans les détroits turcs. Cette première crise de la guerre froide pousse Ankara à rejoindre l'OTAN. Depuis la fin de la guerre froide, la lutte d'influence entre la Russie et la Turquie dans le Caucase et en Asie centrale n'entrave pas leurs relations commerciales. Pourtant, les deux pays s'opposent sur le plan géopolitique : dans le conflit du Haut-Karabakh, la Russie soutient l'Arménie tandis que la Turquie est du côté de l'Azerbaïdjan, et la Russie accuse la Turquie de soutenir les rebelles tchétchènes, alors qu'Ankara critique l'attitude de Moscou dans sa lutte contre les partisans du PKK kurde.
Ces désaccords ne dégénèrent pas en une grave crise de leurs relations, jusqu'à la destruction d'un avion russe par la Turquie dans le ciel syrien en 2015. En représailles, Moscou prend de sévères sanctions économiques. Pourtant quelques mois plus tard, dans un contexte de tensions entre la Turquie et les Occidentaux après le coup d'État manqué contre Erdoğan, un rapprochement spectaculaire s'opère entre Ankara et Moscou à la faveur d'une rencontre entre Poutine et Erdoğan, rapidement suivie de plusieurs autres entre mi-2016 et mi-2018. Ce rapprochement se concrétise sur le terrain de la coopération militaire avec l'acquisition de missiles antimissiles russes S-400, par la relance de projets comme le gazoduc Turkish Stream et durant la guerre civile syrienne. Les Russes dans un premier temps laissent l'armée turque mener son opération Bouclier de l'Euphrate contre Daech et les combattants kurdes syriens. Dans un second temps la Russie, la Turquie et l'Iran lancent l'initiative diplomatique dite du processus d'Astana consistant en la création de quatre « zones de désescalade en Syrie » en vue de parvenir à une trêve durable,.
Le rapprochement entre la Russie et la Turquie s'explique surtout par la dégradation de leurs relations avec l'Occident et par leurs intérêts économiques communs, plus que par une réelle convergence de leurs intérêts géopolitiques à long terme.

#### Fragilités économiques
Le PIB de la Turquie la situe au 18e rang mondial. Son économie est largement dépendante du commerce extérieur. Ses exportations représentent autour de 25 % de son PIB durant les années 2020-2023 . Elles n'en représentaient que 10 % en l'an 2000. Les pays de l'UE en absorbent 40 %. Ses importations proviennent principalement de Chine, de Russie et des pays de l'UE. La Turquie est le seul pays de l'OTAN à ne pas appliquer de sanctions à l'encontre de la Russie. Elle continue d'y exporter des produits qui contribuent à l'effort de guerre de la Russie. Ses exportations vers la Russie ont presque doublé en 2022-2023 par rapport à 2020-2021.
Le taux de dépendance de la Turquie aux importations d'énergie est de 75 % en 2022, un taux encore plus élevé que celui de l'UE. La Russie est le principal fournisseur de pétrole, gaz et charbon. Cette dépendance provoque un déficit commercial considérable et une exposition aux risques géopolitiques que la Turquie ambitionne de réduire drastiquement au cours des vingt prochaines années. La centrale nucléaire d'Akkuyu, en cours de démarrage début 2025, ne concourt pas à cet objectif puisqu'elle est construite, possédée et opérée par Rosatom, une entreprise publique russe. Pour diminuer sa dépendance à l'égard de la Russie, la Turquie compte d'une part sur sa situation géographique centrale entre l'Europe et de nombreux pays producteurs qui peut faire d'elle un véritable hub régional et d'autre part sur le développement des énergies renouvelables.

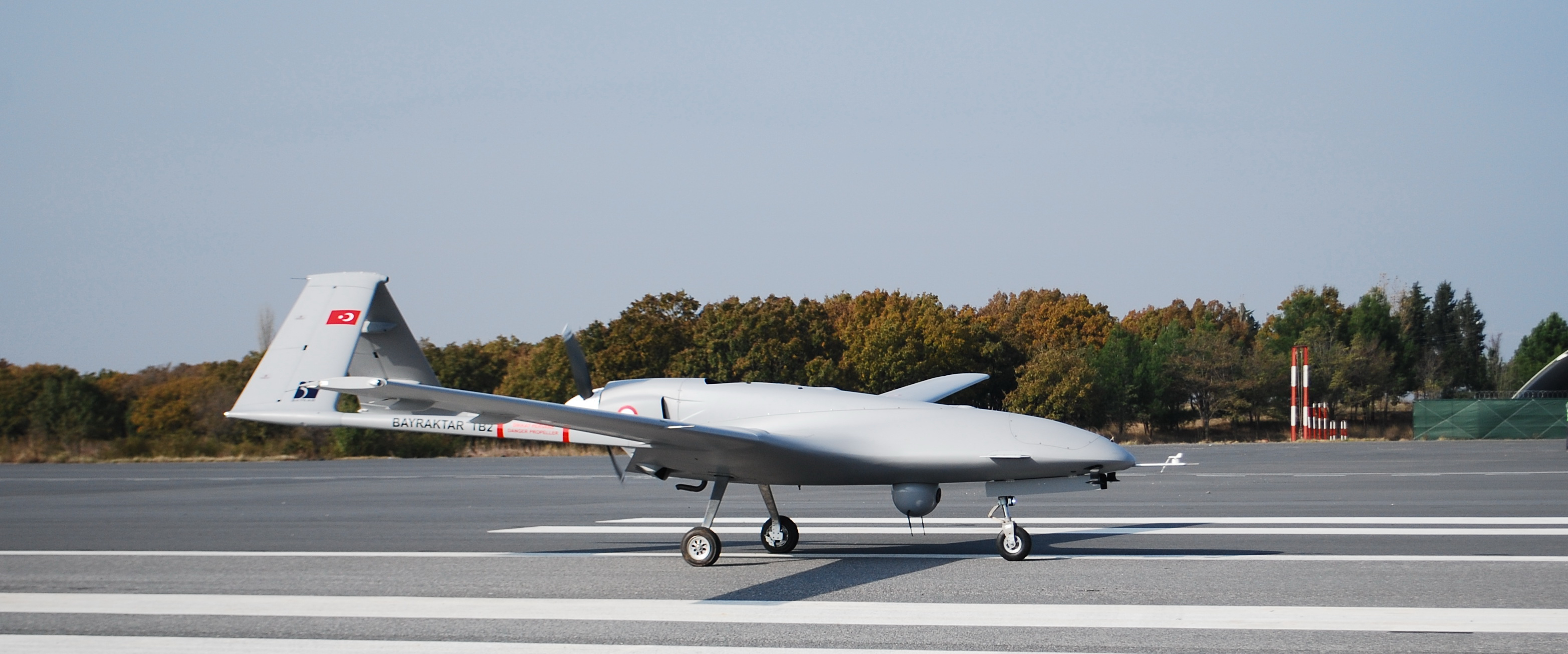
Le drone tactique Bayraktar TB2, succès majeur à l'exportation.

La Turquie développe son industrie de défense dans un objectif d'autonomie stratégique. Afin de soutenir les investissements réalisés, elle mène une politique très active d'exportations d'armements. Celles-ci atteignent un chiffre record de plus de 7 milliards USD en 2024. La plupart des ventes sont réalisées auprès de clients des Balkans et d'Europe de l'Est, qui envisagent les relations diplomatiques avec Ankara sous l'angle de la sécurité régionale, et voient la Turquie est comme un partenaire industriel de défense potentiel. 

## Influence des États-Unis sur la géopolitique européenne

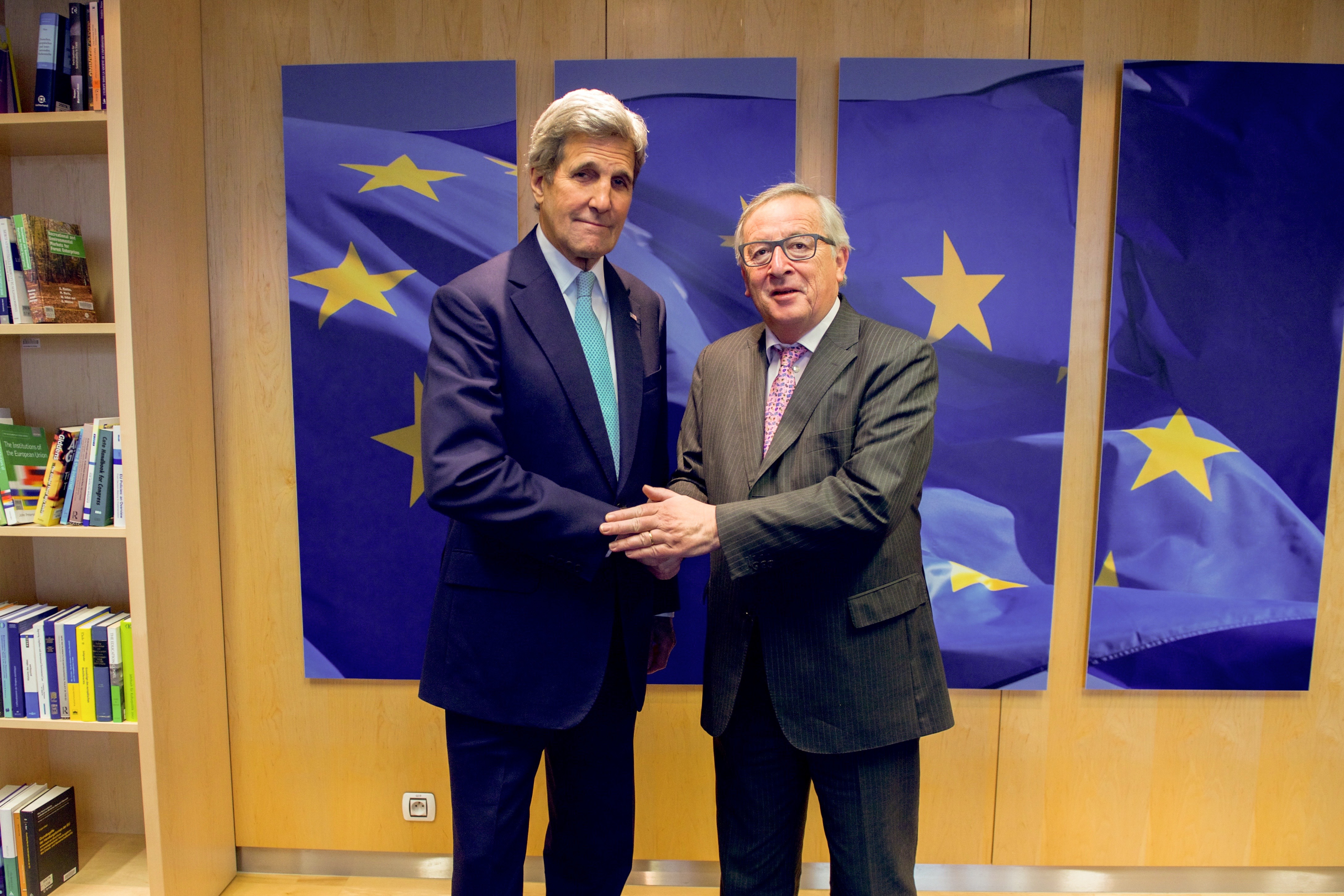
Le secrétaire d'État américain John Kerry et le président de la Commission européenne, Jean-Claude Juncker, en 2016.

La géopolitique de l'Europe ne peut se comprendre sans prendre en compte le rôle premier que les États-Unis ont joué en Europe depuis la fin de la Seconde Guerre mondiale et continuent d'y jouer depuis la fin de la guerre froide. Les États-Unis sont au temps du Plan Marshall favorables à la fondation d'États-Unis d'Europe. Depuis, ils considèrent qu'il s'agit d'une construction en éternel devenir. Aussi, vu de Washington, l'Union européenne est un géant économique qui ne pèse guère sur le plan géopolitique. Bien qu'il demeure une constante de la diplomatie américaine, l'axe transatlantique n'est plus la priorité des États-Unis pour qui les jeux de pouvoir mondiaux ont pour terrain l'Asie et dans une moindre mesure le Moyen-orient. La relation entre les Américains et les Européens au XXIe siècle est placée sous le signe du pragmatisme mutuel et de la coopération sélective ; elle se construit au cas par cas, lorsqu'elle s'avère utile et sert les intérêts de chacun. Dans son ouvrage La puissance et la faiblesse, le politologue Robert Kagan soutient que ce pragmatisme résulte d'une divergence profonde entre les Européens qui aspirent à un monde de paix et de prospérité relative assis sur le multilatéralisme, tandis que les Américains croient toujours en un monde anarchique hobbesien où la sécurité et la promotion d'un ordre libéral dépendent de la possession de la puissance militaire,.

### Le poids de l'Alliance atlantique dans le monde post-guerre froide
Durant la dernière décennie du XXe siècle et le début du XXIe siècle, le monde bipolaire des années de guerre froide fait place sur le plan de la géopolitique mondiale à un monde unipolaire dans lequel les États-Unis et leurs alliés européens visent à propager l'ordre politique et économique occidental, fondé sur la démocratie et le libéralisme économique.
Durant cette période, les États-Unis pratiquent aussi une politique extérieure interventionniste, le plus souvent avec le soutien des Européens : durant les années de guerres civiles dans l'ex-Yougoslavie, les États-Unis et l'OTAN interviennent militairement en Bosnie-Herzégovine (1993-2004) puis au Kosovo et en Serbie (1999), avec l'appui des Russes dans le premier cas mais contre leur avis dans le second cas. Cependant, l'atlantisme des Européens n'est pas toujours unanime : si les États-Unis obtiennent facilement l'appui de leurs alliés pour mener la guerre du Golfe (1990-1991),, et la guerre en Afghanistan (2001-2014), ce n'est pas le cas de la guerre d'Irak (2003-2011) à laquelle la France et l'Allemagne s'opposent, empêchant ainsi avec le concours de la Russie le vote d'une résolution par le Conseil de sécurité qui aurait donné à l'intervention américaine, soutenue par le Royaume-Uni, l'Espagne et l'Italie notamment, sa légalité juridique internationale.
Annoncée par les attentats du 11 septembre 2001, confirmée par l'incapacité des États-Unis à obtenir des victoires nettes dans les conflits où ils sont engagés au Moyen-Orient et en Asie centrale, puis définitivement actée par la montée en puissance de la Chine et d'autres puissances régionales, la fin de l'ère unipolaire post-guerre froide se traduit progressivement depuis le début du XXIe siècle par l'émergence d'un monde multipolaire complexe dans lequel l'ordre libéral occidental n'est plus l'unique référence et les pays européens se trouvent exposés à des risques plus nombreux et directement menaçant que ceux du contexte géopolitique des années 1990.

### Vers l'affaiblissement voire la remise en cause du lien transatlantique
Le lien transatlantique est demeuré solide depuis la fin de la Seconde Guerre mondiale, en dépit des crises qui le secouent comme celle résultant de la décision des États-unis de mener une guerre en Irak en 2003. Pour autant, tandis que les Américains s'y enlisent, la plupart des pays européens participent avec les États-Unis à la force internationale d'assistance et de sécurité en Afghanistan et de façon générale coopèrent étroitement à la lutte contre le djihadisme international, notamment dans le cadre de la coalition internationale en Irak et en Syrie ou des opérations françaises au Mali. Sur le plan diplomatique, Américains et Européens adoptent des positions proches concernant les relations avec la Russie lors de la crise ukrainienne en 2014 ou avec l'Iran, dont ils sont co-signataires de l'accord de Vienne sur le nucléaire iranien (JCPoA) de 2015.

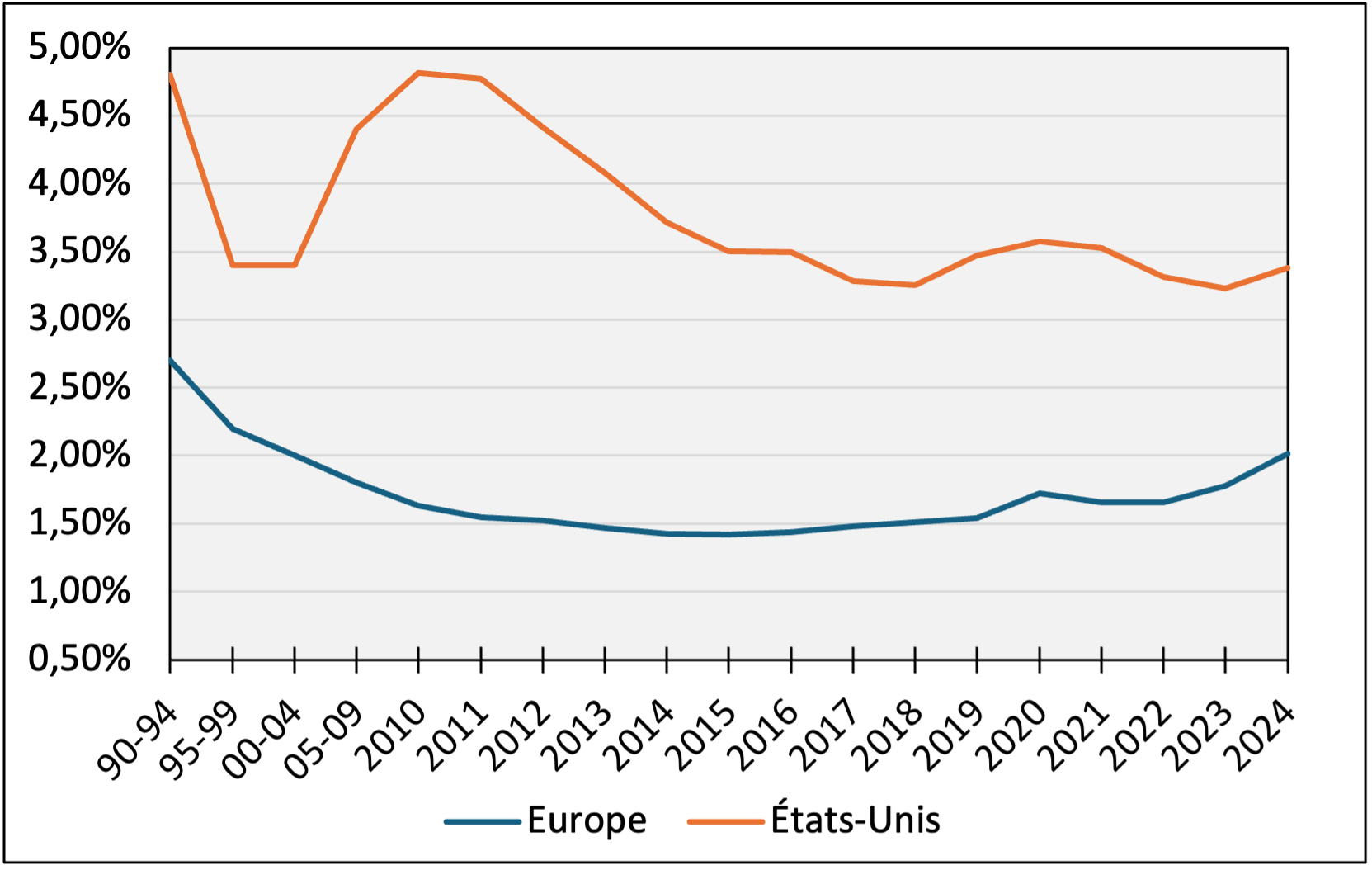
Évolution des dépenses de défense (en % du PIB) des pays européens de l'OTAN et des États-Unis entre 1990 et 2024

La politique menée par Donald Trump lors de son arrivée à la Maison-Blanche début 2017 au nom de son slogan « America First » inquiète profondément ses alliés Européens, tous attachés au multilatéralisme. Les décisions prises par Washington contre l'avis de ses principaux partenaires européens, comme le retrait de l'accord de Paris sur le climat, le retrait de l'accord sur le nucléaire iranien ou encore les tensions commerciales avec la Chine, font craindre en Europe la fin d'une relation avec les États-Unis basée sur un large socle commun de valeurs fondant l'ordre libéral occidental et sur la prééminence donnée aux négociations multilatérales dans la résolution des conflits de toutes natures,. La fêlure du lien transatlantique est mise en évidence lors de la Conférence de Munich sur la sécurité de 2019 où les discours du vice-président américain M. Pence et de la chancelière allemande A. Merkel ne font apparaître aucun point de convergence,. Malgré ces dissensions et la distance que Donald Trump semble prendre vis-à-vis de l'OTAN, les alliés européens des États-Unis continuent de s'appuyer sur Washington pour leur sécurité collective. Ils approfondissent leur coopération en matière de défense dans le cadre de la PSDC, mais ils sont encore loin de l'autonomie stratégique et d'un consensus sur la conduite à tenir vis-à-vis des États-Unis en matière de défense. À partir de 2015, les dépenses de défense des membres européens de l'OTAN repartent à la hausse sous la double pression des évènements en Ukraine et au Moyen-Orient et des injonctions de D. Trump sur le respect de l'engagement collectif pris en 2014 de consacrer au moins 2 % du PIB à la défense. En pratique, la remontée est très lente jusqu'au déclenchement de l'invasion de l'Ukraine.
La présidence de Joe Biden voit le retour d'une relation transatlantique plus « normale » au grand soulagement des alliés européens de Washington. Celle-ci est rapidement focalisée sur la gestion de la guerre en Ukraine. Le ressort habituel de la solidarité transatlantique en cas de crise grave joue à nouveau. Les Alliés s'entendent sur le niveau des sanctions à prendre à l'encontre de Moscou et de l'aide à apporter à Kiev. La priorité accordée à ces questions urgentes masque en partie le lent élargissement du fossé qui se creuse entre les intérêts géopolitiques des États-Unis et ceux de leurs alliés européens au regard de la sécurité en Europe et de la Chine. La guerre en Ukraine conduit les membres européens de l'OTAN à accélérer leur réarmement, mais ils sont encore très loin de pouvoir assurer par eux-mêmes leur sécurité. Les premiers voient Pékin avant tout comme un rival systémique tandis que les seconds souhaitent préserver autant que possible une relation de coopération. 
Dans un entretien accordé au Financial Times, Emmanuel Macron rappelle que l'unilatéralisme des États-Unis n’a pas commencé avec le retour de Donald Trump au pouvoir. Et l'amorce du désengagement américain d'Europe peut être datée de l'annonce du pivot asiatique par Obama en 2011. En revanche, les premières déclarations de Trump et des principaux dirigeants américains mettent en risque le lien transatlantique mis en place après la Seconde Guerre mondiale et qui depuis lors est le composant le plus déterminant de l'ordre international,.
En juillet 2025, les États-Unis et l'Union européenne concluent un accord commercial prévoyant des droits de douane de 15 % sur les exportations européennes. De plus, les États européens s'engagent à des achats d'énergie de 750 milliards de dollars et à 600 milliards d'investissements supplémentaires aux États-Unis.

### Réarmement et coopération militaire accrue des pays européens
La politique menée par les États-Unis depuis le commencement de la seconde présidence de Donald Trump incite l'Europe à accélérer le mouvement de réarmement et de coopération militaire amorcé depuis que la guerre russo-ukrainienne a éclaté. Les pays européens membres de l'OTAN ou de l'UE confirment en 2025 leur soutien à l'Ukraine et complètent les engagements sécuritaires existant dans ces vastes organisations multilatérales par des traités bilatéraux entre les principales puissances européennes. En parallèle, la plupart des pays européens accélèrent l'augmentation de leurs dépenses de défense. 

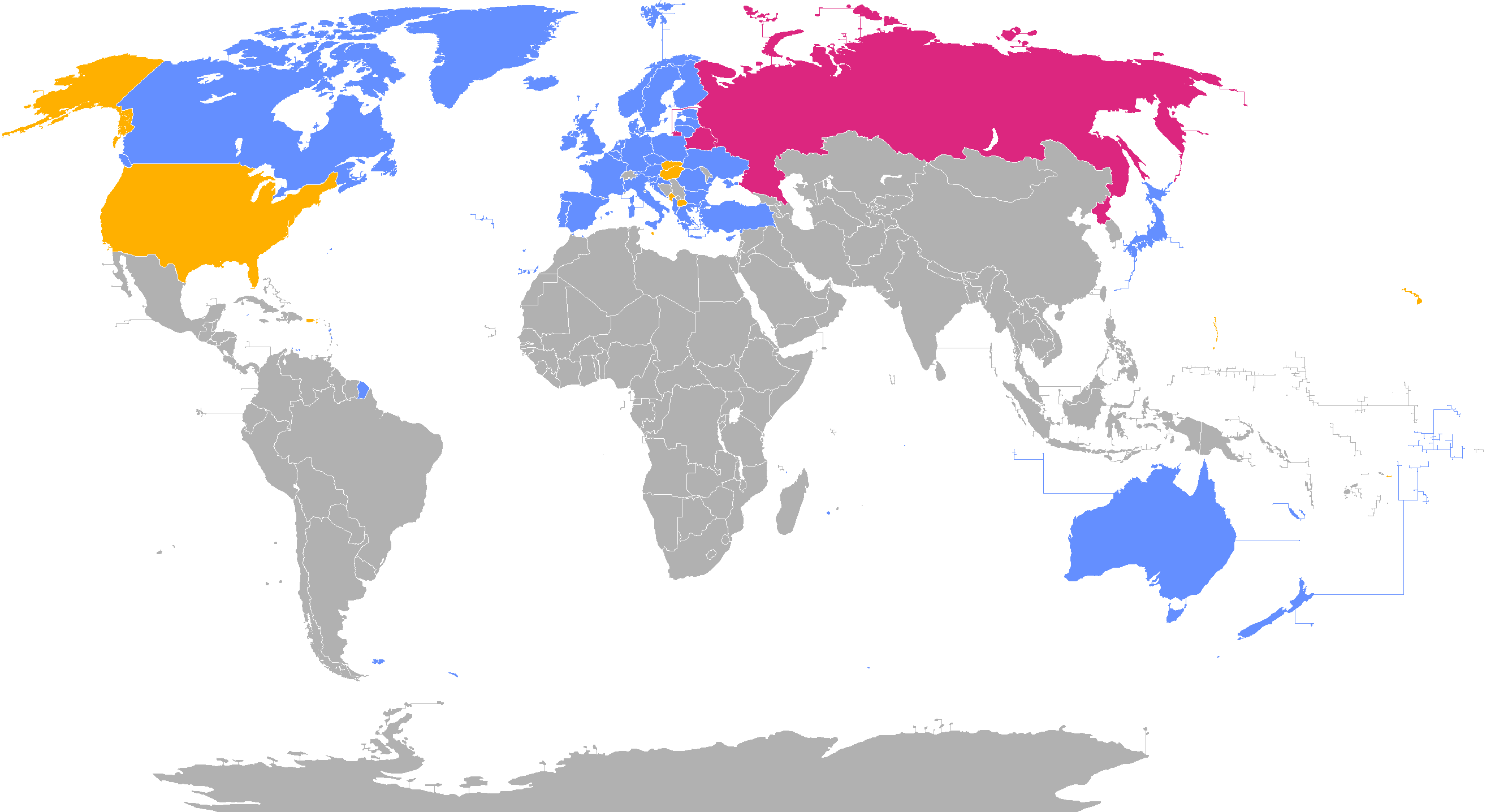
Carte de la Coalition des volontaires
Membres de la coalition
Membres de l'UE et de l'OTAN non-participants
Russie et autres pays opposés à l'Ukraine

Lors du sommet de Londres sur l'Ukraine de mars 2025, les dirigeants des quatorze pays européens présents s'engagent à prendre à leur charge « le gros du travail » pour défendre leur continent et soutenir l'Ukraine. La France et le Royaume-Uni lancent l'idée de former uneCoalition des volontaires pour la défense de l'Ukraine et la mise en œuvre d'un plan de paix durable, impliquant le cas échéant la présence de troupes en Ukraine,. Cette coalition agit par l'intermédiaire du Groupe de contact sur la défense de l'Ukraine pour la fourniture de son soutien militaire à l'Ukraine. 
Pour pallier la lourdeur des processus de décision et les risques de blocage à l'OTAN et à l'UE, des formats de coordination se créent qui ne comportent qu'un nombre restreint de pays appartenant aux principales puissances européennes: le groupe E3 (Royaume-Uni, Allemagne, France) actif sur l'Ukraine et l'Iran, le groupe E5 avec les trois précités plus l’Italie et la Pologne actif sur l'Ukraine, ou le triangle de Weimar (France, Allemagne, Pologne) créé en 1991 et actif sur de nombreux sujets de coopération et d'intégration européenne.
Plusieurs traités bilatéraux ont été signés par des pays européens visant notamment à renforcer les liens en matière de défense. Il en est ainsi du traité d'Aix-la-Chapelle de 2019 et du Traité pour une coopération et une amitié renforcées entre la France et la Pologne, dit traité de Nancy signé en 2025. L'Allemagne et le Royaume-Uni signent un traité d'amitié et de coopération bilatérale, dit traité de Kensington, le 17 juillet 2025. Ces traités réaffirment au niveau bilatéral les engagements de sécurité mutuelle figurant dans le traité de l'Atlantique nord (article 5) et le traité de l'Union européenne (article 42).

## Enjeux géopolitiques maritimes des États européens
La géographie et l'histoire ont fait de la plupart des pays de la façade occidentale de l'Europe de grandes puissances maritimes. Leur prépondérance et leur richesse jusqu'à la Première Guerre mondiale, de par la constitution de vastes espaces coloniaux et le développement de leur commerce, sont largement associées à cette domination sur les mers et les océans. A contrario, la Russie est avant tout une puissance terrestre, qui n'a cependant jamais cessé de chercher de nouveaux accès maritimes et à devenir elle aussi une grande puissance maritime.
Au XXIe siècle, la protection des routes maritimes ainsi que des gazoducs, oléoducs et câbles sous-marins est plus que jamais une priorité pour les Européens. Dans le même temps, le trafic de stupéfiants tire toujours plus parti de la mondialisation de l'économie et du développement consécutif du transport maritime. Parallèlement, les espaces maritimes sont redevenus le théâtre prépondérant de la compétition entre les États, qu'il s'agisse d'affirmer sa souveraineté sur des zones disputées ou de se doter de capacités de projection de puissance à longue distance. Par ailleurs, quelques États européens— Danemark, Espagne, France, Portugal et Royaume-Uni — possèdent des territoires ultramarins avec lesquels les liens maritimes sont essentiels. Ce contexte géopolitique conduit à un réarmement naval massif depuis la fin des années 2000 dont les principales puissances européennes sont parties prenantes,.

### Concentration du commerce maritime sur quelques points de passage critiques
| Pays        | Pays        | Milliards USD | Rang mondial | % mondial |
| ----------- | ----------- | ------------- | ------------ | --------- |
| extra-UE    | extra-UE    | 6 805         | (1)          | 14,1 %    |
|             | Allemagne   | 3 195         | 3            | 6,6 %     |
|             | Pays-Bas    | 1 779         | 4            | 3,7 %     |
|             | France      | 1 435         | 6            | 3,0 %     |
|             | Italie      | 1 317         | 7            | 2,7 %     |
| Royaume-Uni | Royaume-Uni | 1 313         | 8            | 2,7 %     |
| Russie      | Russie      | 728           | 20           | 1,5 %     |
| Turquie     | Turquie     | 617           | 23           | 1,3 %     |

En 2023, l'Union européenne, considérée comme une entité commerciale unique (commerce dit extra-UE), représente un peu plus de 14 % du commerce mondial de marchandises en valeur, ce qui la positionne au premier rang dans le monde devant la Chine et les États-Unis. Pris séparément, quatre des États membres de l'UE font partie des dix premiers pays au monde en matière de commerce. Le Royaume-Uni se situe au 8e rang mondial,.
Dans le monde, plus de 80 % du volume du commerce de biens emprunte la voie maritime. En 2020, 80 % également du commerce extra-EU en volume a été transporté par bateau, une proportion en baisse à 74 % en 2023. En valeur, la voie maritime ne représente plus que 47 %, contre 22 % par avion et 21 % par la route. Les grands ports de la mer du Nord (Rotterdam, Anvers) et de la mer Baltique (Hambourg) concentrent en volume près de 20 % du commerce extra-UE.
Cette prépondérance du transport par mer rend vital le maintien de routes maritimes sûres. Or la forte concentration du commerce maritime sur quelques voies l'expose à des États ou à des acteurs non étatiques — pirates, groupes terroristes — qui voudraient s'attaquer aux intérêts économiques des pays européens, soit de façon ponctuelle, soit dans un objectif géopolitique plus systémique.
La route principale entre la mer de Chine méridionale et les côtes européennes passe par le canal de Suez, la mer Rouge, le détroit de Bab-el-Mandeb, l'océan Indien et le détroit de Malacca. Concernant spécifiquement le transport de pétrole et de gaz naturel liquéfié (GNL) du golfe Persique, le détroit d'Ormuz qui débouche sur l'océan Indien constitue un point de passage obligé très étroit donc exposé à un blocage potentiel.
Les crises et guerres, locales ou régionales, qui affectent le Moyen-Orient en permanence font peser des menaces sur la libre circulation maritime. Celles-ci se matérialisent de façon limitée au début des années 2000 par des actes de piraterie en conséquence de la guerre civile somalienne. En second lieu, depuis que l'Iran a menacé de fermer le détroit d'Ormuz en 2011-2012, des incidents s'y produisent régulièrement dont l'intensité varie en fonction du niveau de tension entre les Iraniens, les Israéliens et les Occidentaux. En troisième lieu, les attaques menées en mer Rouge par les Houthis depuis octobre 2023 dans le contexte de la guerre entre Israël et le Hamas perturbent de façon importante le passage des navires de commerce.

#### Piraterie au large de la corne d'Afrique

Zone d'opération des pirates somaliens entre 2005 et 2010.

Durant les années 2000, la piraterie autour de la Corne de l'Afrique prend de l'ampleur jusqu'à cibler les navires de commerce navigant dans le golfe d'Aden et le détroit de Bab-el-Mandeb. Les marines de guerre de nombreux pays mènent des opérations pour protéger le trafic maritime, soit seules soit en coalition. Au titre de la PSDC, l'UE lance en 2008 l’opération Atalante, prolongée fin 2024 jusqu'en février 2027, « en vue d’une contribution à la dissuasion, à la prévention et à la répression des actes de piraterie et de vols à main armée au large des côtes de la Somalie ». Ces opérations parviennent à réduire très significativement le nombre d'actes de piraterie dans cette zone. Toutefois les attaques houthistes induisent un regain des actes de piraterie au large de la Somalie,.

#### Menaces sur le détroit d'Ormuz
Fin 2011, l'Iran menace de fermer le détroit d'Ormuz si des sanctions visant les exportations de pétrole iranien sont prises par les Occidentaux en raison de leurs craintes que le programme nucléaire iranien puisse déboucher sur des applications militaires. La menace n'est pas mise à exécution mais elle demeure une arme entre les mains de la République islamique, dont l'emploi pourrait entrainer des conséquences économiques très graves et une crise politico-militaire de grande ampleur. En effet, 1/5 de la production mondiale de pétrole et 1/3 de celle de GNL y transitent chaque année. Présent sur toute la rive nord des golfes Persique et d'Oman, l'Iran chiite bénéficie d'une position stratégique unique. Mais les pays arabes sunnites de la rive sud entretiennent des relations difficiles avec Téhéran et comptent en partie sur les Occidentaux pour assurer leur sécurité. Les États-Unis et la France disposent de bases permanentes à Bahreïn et aux EAU qui facilitent la présence permanente de leurs marines de guerre dans la zone.

#### Menaces en mer Rouge
La mer Rouge est une route vitale, représentant un tiers du trafic mondial de conteneurs et 40 % des échanges entre l’Asie et l’Europe. Elle est délimitée au sud par le détroit de Bab-el-Mandeb et au nord par le canal de Suez. Celui-ci est fermé entre 1967 et 1975 en conséquence du conflit israélo-arabe. Cette menace disparait avec la normalisation des relations entre l'Égypte et Israël à la fin des années 1970. La vulnérabilité du canal est concrètement illustrée en 2021 quand le porte-conteneurs Ever-Given l'obstrue pendant six jours. Au sud de la mer Rouge, près du détroit de Bab-el-Mandeb, les rebelles houthistes s'attaquent aux navires marchands depuis octobre 2023. Les Houthistes inscrivent leur campagne dans le cadre du conflit régional qui oppose Israël, soutenu par les Occidentaux, à l'Iran et ses alliés du « croissant chiite ». En janvier 2025, ils annoncent limiter leur attaques aux seuls navires liés à Israël. Les moyens aéronavals déployés par les Occidentaux, dont l'opération Aspides lancée par l'UE, ne parviennent pas à mettre fin aux actions des Houthistes, soutenus par l'Iran. Cette crise dérègle le transport maritime en rallongeant les trajets, augmentant les coûts et perturbant les activités portuaires en Méditerranée,.

### Développement de la puissance maritime de la Chine
La route maritime la plus courte pour relier l'Asie à l'Europe passe par le détroit de Malacca par lequel plus de 80 000 navires ont transité en 2023, ce qui en fait le plus fréquenté au monde. Les plus gros navires doivent passer par le détroit de Lombok qui rallonge considérablement le trajet. Les échanges commerciaux entre l'Europe et l'Asie sont un enjeu géoéconomique majeur pour les puissances européennes et asiatiques, qui renforcent la présence de leurs marines de guerre dans ces mers. Les risques qui pèsent sur la liberté de navigation dans la zone indo-pacifique conduisent à l'élaboration d'une Stratégie de sureté maritime de l'UE en 2014.
Au-delà de cet enjeu, l'océan Indien et la mer de Chine sont de plus en plus le théâtre des rivalités géopolitiques entre la Chine, l'Inde, les États-Unis et leurs alliés. La Chine revendique des îlots des archipels Spratleys et Paracels, ainsi qu'une ZEE qui couvrent la quasi-totalité de la mer de Chine méridionale dont elle veut s'assurer le contrôle, malgré l'opposition des autres pays riverains. Pékin veut aussi en mer de Chine orientale se doter des moyens aéronavals lui permettant d'envisager la réunification avec Taïwan, de sécuriser l'accès de ses SNLE vers le Pacifique et plus généralement de se poser comme la principale rivale des États-Unis sur les océans. La Marine chinoise se déploie désormais dans le monde entier, de l’ensemble du Pacifique à l’Atlantique, en passant par l’océan Indien, la Méditerranée et jusqu’en mer Baltique. Depuis le début des années 2020, la Chine possède plus de grands navires de guerre que les États-Unis. Toutefois en tonnage, l'US Navy demeure en 2024, avec 3,2 M t, de loin la plus puissante flotte de guerre au monde, devant la Marine chinoise (1,3 M t),.
L'Inde suit aussi une stratégie de renforcement de ses capacités navales. En tonnage, sa marine se situe au même niveau que la France ou le Royaume-Uni. Elle signe un accord en mars 2018 lui donnant accès aux bases navales françaises dans l'océan Indien.

### Enjeux géopolitiques des zones économiques exclusives maritimes
| Pays        | Superficie M km2 | Rang mondial |
| ----------- | ---------------- | ------------ |
| France      | 10,1             | 2            |
| Russie      | 7,7              | 4            |
| Royaume-Uni | 6,6              | 6            |
| Danemark    | 2,6              | 15           |
| Norvège     | 2,5              | 16           |

Grâce à leurs longues façades maritimes et, pour le Danemark, la France, et le Royaume-Uni, leurs territoires ultramarins, plusieurs pays européens possèdent d'importantes zones économiques exclusives (ZEE). Les États membres de l'UE étendent leur souveraineté à 22 territoires répartis sur l'ensemble des océans. Les outre-mer français sont répartis sur 12 territoires, régis par différents statuts. Grâce à eux, la France possède la deuxième ZEE au monde, derrière les États-Unis. Régies par la Convention des Nations unies sur le droit de la mer entrée en vigueur en 1994, ces ZEE d'une largeur maximale de 200 milles présentent un grand intérêt économique, notamment lorsque leur sous-sol est riche de produits pétroliers.
La délimitation des ZEE est source de conflit dans les espaces maritimes restreints. Ainsi, les possessions continentales et insulaires de la Grèce et de la Turquie en mer Égée sont trop proches pour établir des ZEE de 200 milles. Ces deux États ne parviennent pas à conclure d'accord bilatéral, comme le droit international les y invite dans ce cas, pour délimiter leur ZEE à équidistance. La découverte de gisements gaziers en Méditerranée orientale accroit les tensions au point qu'en 2020 la Grèce et la Turquie procèdent à des manœuvres d'intimidation. Les deux États renouent le dialogue et signent un ensemble d'accords en 2023, qui laissent de côté la question de leurs ZEE. En revanche, la Norvège et la Russie signent en septembre 2010 un traité relatif à la délimitation et à la coopération maritime en mer de Barents et dans l'océan Arctique.

### Enjeux de la présence outre-mer des puissances européennes occidentales
| Pays        | Tonnage | Tonnage      | Nombre de navires, | Nombre de navires,     | Nombre de navires,     |
| Pays        | 103 t   | Rang mondial | Porte- aéronefs    | Grands bât. de surface | Sous-marins nucléaires |
| ----------- | ------- | ------------ | ------------------ | ---------------------- | ---------------------- |
| Russie      | 925     | 3            | 1                  | 35                     | 17                     |
| Royaume-Uni | 354     | 5            | 2                  | 15                     | 6                      |
| France      | 316     | 7            | 4                  | 21                     | 5                      |
| Italie      | 155     | 11           | 2                  | 17                     | 0                      |
| Allemagne   | 155     | 12           | 0                  | 16                     | 0                      |
| Turquie     | 149     | 14           | 1                  | 18                     | 0                      |
| Danemark    | 36      | 30           | 0                  | 9                      | 0                      |

Si les puissances européennes ne dominent plus le monde au XXIe siècle, la France et le Royaume-Uni possèdent toujours des territoires notamment dans les océans Indien et Pacifique qui contribuent à la protection de leurs intérêts stratégiques et facilitent la projection de leur puissance bien au-delà de leurs territoires métropolitains. Le Danemark exerce toujours sa souveraineté sur le Groenland qui bénéficie toutefois d'un statut de large autonomie.
La France possède des bases militaires situées soit sur des territoires ultra-marins soit sur le sol de pays tiers avec lesquels des accords ont été passés. Les forces armées françaises maintiennent des « forces de souveraineté » dans tous les territoires ultra-marins et des « forces de présence » à Djibouti, au Gabon, au Sénégal, en Côte d’Ivoire et aux Émirats Arabes Unis en vertu d'accords de défense passés avec ces États. La marine française effectue des missions ponctuelles jusqu'en mer de Chine méridionale pour en affirmer le caractère international et montrer ainsi symboliquement que la France désapprouve la politique de mainmise que la Chine y mène,. Les forces armées britanniques disposent de bases militaires au Moyen Orient (Bahreïn, Oman) dans l'océan Indien (Diego Garcia) et en mer de Chine (Singapour, Brunei). Les Britanniques possèdent aussi Gibraltar qui verrouille l'accès à la Méditerranée et une base à Chypre, proche du canal de Suez.
Plusieurs territoires ultramarins des pays européens constituent des atouts stratégiques importants mais que leur possible évolution vers l'indépendance complète remettrait en cause. C'est particulièrement le cas de la Nouvelle-Calédonie et du Groenland. En accédant à l'indépendance, ces États fragiles deviendraient des cibles pour d'autres puissances.
Les émeutes de 2024 en Nouvelle-Calédonie reposent la question de l'avenir de ce territoire qui est un point d'appui essentiel de la stratégie indo-pacifique de la France,. La Chine a depuis 1987 identifié l'intérêt stratégique de ce territoire français et développe ses liens économiques et politiques avec les acteurs perméables à son influence. Plus globalement, la perte d'un ou plusieurs des points d'ancrage de la présence française dans l'Indo-Pacifique (d'ouest en est : Mayotte, Réunion, Nouvelle-Calédonie, Wallis-et-Futuna et Polynésie) réduirait les capacités des alliances occidentales à contenir les avancées de la Chine. La mission de longue durée du porte-avions Charles de Gaulle en 2025 dans cette région et les importantes manœuvres navales prévues avec les marines américaines et australiennes témoignent la volonté politique d'y maintenir la présence française.
Les déclarations tonitruantes de Donald Trump réclamant que le Groenland passe sous contrôle des États-Unis mettent en lumière son importance géopolitique majeure. Cette grande île glaciaire occupe une position stratégique au cœur de l'Arctique dans la perspective de l'expansion des nouvelles routes polaires (les passages du nord-ouest et du nord-est). Elle possède aussi d'importantes ressources pétrolières et minières. Son accession à l'indépendance attiserait les convoitises russes et chinoises et fragiliserait les positions géostratégiques des États d'Europe du Nord.

### Ambitions maritimes de la Russie et de la Turquie
La Russie possède quatre façades maritimes, la Baltique, la mer Noire, l'océan glacial Arctique et l'océan Pacifique. Les détroits danois et les détroits du Bosphore et des Dardanelles, portes d'accès des deux premières, sont aussi des points de passage exposés qui limitent les possibilités stratégiques de la Russie vers l'Ouest. Le réchauffement climatique bouleverse le régime glaciaire de l'Arctique qui devient un enjeu géostratégique premier et donne à la Russie un accès aux océans Atlantique et Pacifique par le passage du Nord-Est, bien davantage libre de glace que par le passé. La Russie modernise rapidement sa marine militaire qui est en 2024 la troisième au monde par son tonnage et le nombre de ses grands navires de combat.
La guerre en Ukraine porte cependant des coups sévères à sa stratégie de désenclavement maritime. L'adhésion de la Suède et de la Finlande à l'OTAN donne aux Occidentaux une nette supériorité en mer Baltique,. La flotte russe en mer Noire subit des pertes importantes depuis le début de la guerre et la mer Noire est devenue une frontière de plus en plus dangereuse entre les zones d’influence russe et européenne,. Depuis mars 2022, la Turquie interdit le passage entre la Méditerranée et la mer Noire aux navires de guerre.
En cohérence avec son ambition de redevenir une puissance régionale de premier plan, la Turquie procède depuis 2006 à un réarmement naval massif qui vise à établir une zone d’influence en mer Méditerranée et en mer Noire,. Elle ne se limite pas à son environnement proche, et conclut avec le Qatar en 2014 un accord stratégique qui lui donne pour la première fois un accès permanent au golfe Persique.
Les détroits du Bosphore et des Dardanelles donnent à la Turquie un atout géostratégique majeur vis-à-vis de la Russie qu'elle exploite activement sur le plan politique. Cet avantage est en partie contourné par la Russie grâce à la construction de nouveaux oléoducs et gazoducs qui diminuent le trafic maritime de produits pétroliers, et sur le plan militaire, grâce à la mise à disposition de bases navale et aérienne en Syrie qui lui permettent de mener ses opérations militaires dans ce pays depuis 2015. Mais, début 2025, la chute du régime de Bachar el-Assad en Syrie prive la Russie de sa base navale à Tartous.

## De la coopération à la rupture entre l'Occident et la Russie
L'euphorie libérale de la fin de la guerre froide laisse la place durant le premier quart du XXIe siècle à une situation géopolitique de plus en plus complexe et à des crises multiples, notamment : crise financière, lutte contre le terrorisme islamiste, pandémie de covid-19, conflits multiples en Afrique et au Moyen-Orient. Dans ce contexte, les démocraties occidentales considèrent que l'UE et l'OTAN sont porteuses de paix et de stabilité en Europe. Pourtant la question de la relation entre les puissances occidentales et la Russie ne reçoit pas de réponse définitive à la fin de la guerre froide.

### Effondrement de l'architecture européenne de sécurité
Les années 1990 n'ont pas permis de mettre en place une véritable architecture globale de sécurité en Europe. Faute d'un cadre global, la sécurité semblait assurée en Europe durant les années 2000 par un ensemble d'organisations multilatérales et de traités intergouvernementaux : l'OSCE et les engagements pris par tous ses membres de respecter l'intégrité et l'indépendance de chacun d'eux (Charte de Paris pour une nouvelle Europe, Code de conduite relatif aux aspects politico-militaires de la sécurité), le Conseil OTAN-Russie, des dispositions spécifiques concernant l'Ukraine (Mémorandum de Budapest) et des accords de contrôle et limitation des armements (FCE, FNI, Document de Vienne (MDCS), Ciel ouvert). Ces dispositifs sont progressivement devenus caducs durant les années 2010 du fait des décisions prises à Moscou et à Washington.
L'OSCE n'a pu jouer pleinement son rôle de résolution pacifique des conflits. Bénéficiant du fort soutien de l'Allemagne, elle a tout de même pu héberger des négociations qui ont aidé à stabiliser des situations de crise et permis de déployer des opérations de terrain, parmi lesquelles des missions dans des pays de l'ex-Yougoslavie et d'Asie centrale et, entre 2014 et 2022, une mission spéciale d'observation en Ukraine,.
En 2021, plus aucun traité de limitation ou de contrôle des armes conventionnelles ou nucléaires intéressant l'Europe n'est en vigueur :
- Le traité sur les forces armées conventionnelles en Europe (FCE), signé en 1990, a dû être renégocié par suite de l'éclatement de l'URSS. Le traité « FCE adapté » signé en 1999 n'est finalement pas entré en vigueur. En 2007, Poutine signe un décret par lequel il suspend officiellement la participation de la Russie au traité FCE, en réponse à l'expansion de l'OTAN et au projet américain de déploiement d'un bouclier antimissile en Pologne et en Tchéquie[403]. Enfin, en mars 2015, la Russie suspend sa participation aux réunions du Groupe consultatif commun, dernier canal de consultation sur le FCE, qui continue d'exister dans le cadre de l'OSCE[404],[405] ;
- Les États-Unis, imités par la Russie, se sont retirés du traité sur les forces nucléaires à portée intermédiaire (FNI) en 2019[406].
- Le traité Ciel ouvert signé par 34 pays, qui organise la collecte par voie aérienne d'informations au sujet des forces militaires et des activités qui y sont liées, est dénoncé en 2020 par Donald Trump qui argue de sa violation par la Russie[note 28]. Après que Joe Biden a confirmé le retrait américain, Vladimir Poutine acte à son tour le retrait de la Russie[407].
- Les « mesures de sécurité et de confiance » (MDCS) adoptées à l'OSCE dans le document de Vienne en 2011 ne sont plus respectées.

### De la coopération à l'opposition
À partir de 1947, et pour plus de quarante ans, l'Europe est coupée en deux par le « rideau de fer ». La fin de la guerre froide devait ouvrir une « nouvelle ère de démocratie, de paix et d'unité » selon les termes de la Charte pour une nouvelle Europe signée à Paris en 1990 par les États-Unis, l'Union soviétique et la plupart des pays européens, dans le cadre de la CSCE, qui devient l'OSCE en 1995. La Russie des années 1990 n'a pas les moyens de s'opposer aux initiatives des États-Unis, seule grande puissance dans un monde devenu unipolaire à leur profit, même lorsqu'elles concernent des pays de sa zone d'influence historique, dans l'ex-Yougoslavie en particulier.
Durant les années de la présidence de George W. Bush, les relations se tendent progressivement, après une courte période de soutien de la Russie à l'engagement militaire des États-Unis en Afghanistan faisant suite aux attentats du 11 septembre 2001. Les décisions prises l'année suivante par l'Administration américaine de se retirer du traité ABM de 1972 et d'ouvrir l'OTAN à sept nouveaux pays d'Europe de l'Est mécontente fortement V. Poutine. Le déclenchement en 2003 de la guerre d'Irak est également critiqué par Moscou. Les relations ne s'améliorent pas les années suivantes.
Le monde occidental investit très largement l'Europe de l'Est et du Nord en intégrant au sein de l'Union européenne en plusieurs phases, entre 2003 et 2011, les six anciens États satellites de l'URSS, les trois anciennes républiques soviétiques baltes et deux pays issus de l'ex-Yougoslavie. Ces mêmes pays ont également rejoint l'OTAN, avec un temps d'avance sur leur adhésion à l'UE, afin de bénéficier de la promesse de sécurité fournie par son organisation militaire intégrée. Tous les pays européens membres de l'OTAN continuent de considérer que les États-Unis, via l'OTAN, doivent demeurer le garant principal de leur sécurité collective,.
La Russie n'a plus de « glacis » la séparant des puissances de l'Ouest, ce qui constitue pour elle une situation inédite connue ni des Tsars ni des dirigeants soviétiques. La Russie est dans une situation de « solitude géopolitique » en Europe qui la conduit à consolider ses positions en Asie centrale et au Moyen-Orient, et à se rapprocher de la Chine malgré l'inquiétude que son dynamisme économique et démographique provoque.
Le raidissement de la Russie se confirme en 2008, lorsque V. Poutine fait intervenir l'armée russe en Géorgie. Le président russe Dmitri Medvedev affirme à cette occasion que « nous n’avons peur de rien, ni de la perspective d’une nouvelle guerre froide ». Depuis lors, le monde est entré pour beaucoup d'analystes dans une nouvelle guerre froide, dont le principal terrain de jeu se situe en Europe dans les anciennes républiques d'Union soviétique devenues indépendantes, comme l'Ukraine ou les pays Baltes, mais aussi au Moyen-Orient, notamment en Syrie.

### De la crise de 2014 en Ukraine à la rupture

#### L'Ukraine au centre de la géopolitique européenne
L'Ukraine est avec 603 550 km2 le plus grand pays d'Europe continentale, si l'on excepte la partie européenne de la Russie, et comptait 52 millions d'habitants à son indépendance en 1991. Son histoire, sa situation géographique et son poids économique l'ont mise au centre d'un jeu d'influence très actif entre les Russes et les Occidentaux.
À la faveur des victoires remportées sur la république des Deux Nations, l'Empire russe absorbe par étapes l'Ukraine et la Crimée au cours des XVIIe et XVIIIe siècles. L’identité ukrainienne renaît durant la première moitié du XIXe siècle sous l’influence des révolutions françaises et du nationalisme polonais en quête de la résurrection d’un État indépendant. L’Empire russe réprime ces mouvements, notamment en interdisant l’usage de la langue ukrainienne. Saisissant l’opportunité de la révolution d’Octobre, les nationalistes ukrainiens fondent une République populaire ukrainienne, autonome initialement puis indépendante. Entre 1917 et 1921, les bolcheviks réussissent à reprendre le contrôle de l’Ukraine et à en faire une des républiques fondatrices de l’URSS. En 1954, Khrouchtchev décide de transférer l'oblast de Crimée de la RSFS de Russie à la RSS d'Ukraine (RSSU). En 1991, les dirigeants du Parti communiste d'Ukraine organisent son accession à l'indépendance.
En 1994, par le mémorandum de Budapest, la Russie, le Royaume-Uni et les États-Unis  réaffirment leur engagement envers l’Ukraine de respecter son indépendance et sa souveraineté ainsi que ses frontières existantes. En 1997, la Russie et l'Ukraine signent un traité d’amitié, de coopération et de partenariat par lequel elles s'engagent à respecter « mutuellement leur intégrité territoriale et confirment l’inviolabilité de leurs frontières communes ». Ces engagements sont confirmés en 2009 par une déclaration commune américano-russe.
Pourtant, la Russie perçoit l'indépendance de l'Ukraine comme profondément contraire à l'histoire. Déjà en 1994, Zbigniew Brzeziński écrit : « On ne saurait trop insister sur le fait que sans l'Ukraine, la Russie cesse d'être un empire, mais en subordonnant l'Ukraine, la Russie devient automatiquement un empire. » En 1996, Brzeziński revient sur ce sujet dans la revue Harvard Ukrainian Studies en écrivant que l’existence de l’Ukraine oblige la Russie à s’interroger sur ce qu’elle veut être au XXIe siècle : un État national ou un empire multinational. En 1997, George Kennan réitère son message de prudence des années 1940 et met en garde contre l’idée que l’Ukraine puisse entrer dans l’OTAN.

#### Affrontements politiques entre pro-russes et pro-occidentaux en Ukraine
Ce contexte historique conduit à ce que les dirigeants politiques ukrainiens soient partagés entre ceux qui veulent privilégier les relations avec la Russie et ceux qui cherchent à intégrer l'Ukraine dans le monde occidental. Tout en étant partie prenante dans la CEI, l'Ukraine se rapproche dès les années 1990 de l'UE avec laquelle elle signe un accord de partenariat et de coopération en 1994, entré en vigueur en 1998. La négociation d'un accord d'association beaucoup plus large, entamée en 2007, aboutit en 2011. Fin 2013, le président ukrainien, Viktor Ianoukovytch, refuse finalement de le signer, accédant ainsi à la demande pressante de Moscou qui voit en l'Ukraine une pièce maîtresse de son projet de constitution d'une nouvelle union douanière eurasienne, l'UEEA, et plus généralement ne veut pas que l'Ukraine sorte de sa zone d'influence.
Ce revirement provoque des manifestations pro-européennes dites « Euromaïdan »  qui conduisent au départ de Ianoukovytch en février 2014. Poutine réagit très rapidement à la chute du gouvernement pro-russe de Kiev. la Russie procède à l'occupation et à l'annexion de la Crimée, en violation du droit international. À l'Est du pays, dans le Donbass, des séparatistes prorusses déclenchent une insurrection armée en avril 2014 avec le soutien de Moscou. Visant à instaurer un cessez-le-feu, le protocole de Minsk est signé en septembre 2014 par les représentants de l'Ukraine, de la Russie et des régions séparatistes de Donetsk et de Lougansk,. Une mission d'observation de l'OSCE est mise en place pour en surveiller l'application,.
Les élections de 2014 en Ukraine portent Petro Porochenko à la présidence et dégagent une majorité pro-occidentale à la Rada. L'accord d'association entre l'UE et l'Ukraine est finalement signé en novembre 2014 et entre pleinement en vigueur en septembre 2017. Il entraine la sortie de l'Ukraine de la CEI et la fin des espoirs de Moscou de l'inclure dans l'UEEA.

#### Activisme diplomatique des États européens

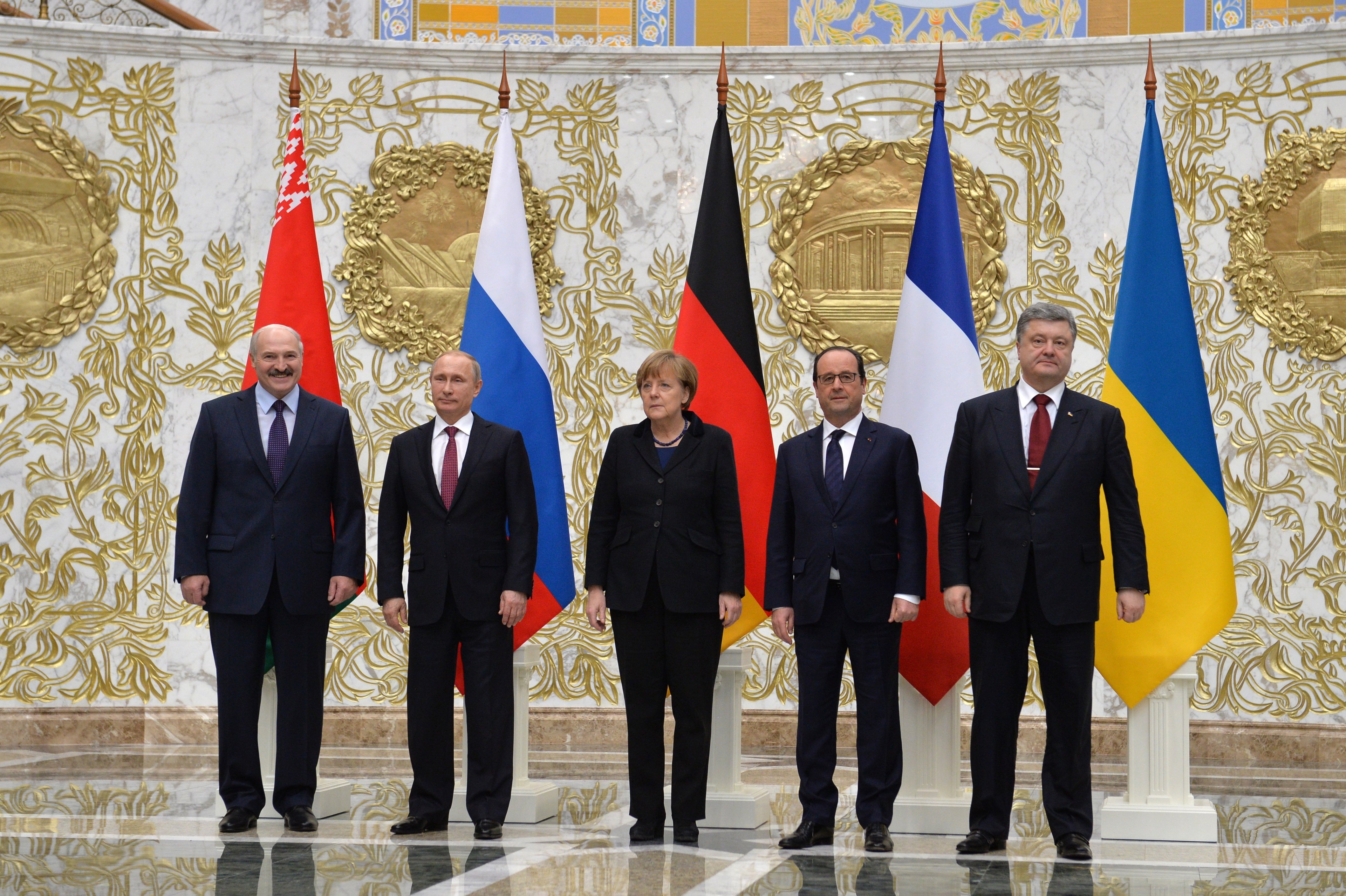
Les dirigeants de la Biélorussie, de la Russie, de l'Allemagne, de la France et de l'Ukraine les 11 et 12 février 2015 à Minsk.

Les évènements en Ukraine prennent place dans un désordre international croissant depuis le début des années 2010. L'ordre occidental est fragilisé par des défis de plusieurs natures : montée des régimes illibéraux, montée du djihadisme et des conflits armés au Moyen-Orient, prolifération nucléaire. Depuis le retour de V. Poutine à la présidence en 2012, les tensions entre les Occidentaux et les Russes deviennent plus aiguës. Pourtant, l'Allemagne et la France choisissent de trouver un terrain d'entente diplomatique avec la Russie.
Les combats ne cessent pas dans le Donbass. Une conférence, dite Minsk II, est organisée le 12 février 2015, cette fois avec la participation en sus de l'Allemagne et de la France. Un nouvel accord est conclu dont l'OSCE reste chargée d'en vérifier l'application,. Sans que le cesse-le-feu soit complet, la situation se stabilise. Pour appuyer son application et en condamnation de l'annexion de la Crimée par la Russie, l'Union européenne prend des sanctions contre la Russie. Faute d'accord entre les parties prenantes, la révision de la Constitution ukrainienne, prévue par Minsk II, est bloquée. La Russie inaugure au printemps 2018 un pont à travers le détroit de Kertch et restreint la liberté de navigation dans la mer d'Azov, ce qui a pour conséquence de limiter l'accès aux ports ukrainiens de Marioupol et de Berdyansk. Entre 2014 et février 2022, malgré les multiples cessez-le-feu décidés par le Groupe de contact trilatéral (Ukraine, Russie, OSCE), le conflit dans le Donbass fait plus de 14 000 morts.
Les sanctions demeurent limitées et les pays de l'UE poursuivent leurs importations massives de pétrole et de gaz russe. Les contacts fréquents des dirigeants allemands et français avec les dirigeants russes n'aboutissent qu'à peu de résultats concrets. À Paris, en décembre 2019, un sommet en « format Normandie » — Russie, Ukraine, Allemagne et France — renoue le dialogue, trois ans après le précédent. Cette première rencontre entre Poutine et Volodymyr Zelensky, élu Président d'Ukraine en avril, sans permettre d’avancées politiques, aboutit à un accord sur un échange total de prisonniers et un désengagement militaire sur trois nouveaux points du front,. L'idée que la Russie représente une menace grandissante gagne du terrain. Les historiens s'interrogent encore en 2024 sur la vision qu'Angela Merkel, François Hollande et Emmanuel Macron en eurent durant les années 2015-2021. Pour l'historien G.-H. Soutou, la politique de Berlin et Paris « résultait moins d'une illusion et d'une faiblesse fondamentale que du souci de donner du temps à l'Ukraine pour se renforcer ». Sylvie Kauffmann considère en revanche que les grandes capitales européennes ont fait preuve d'aveuglement sur le dessein final de la Russie, malgré les avertissements des dirigeants de la Pologne ou des États baltes bien davantage alarmés par l'évolution de la situation.

#### Guerre d'invasion de l'Ukraine par la Russie
Près de huit ans après l’annexion de la Crimée, l’Ukraine reste centrale dans l’affrontement géopolitique en Europe entre la Russie et les Occidentaux,. En 2021, Poutine orchestre le prélude à l'invasion de l'Ukraine. Sur le plan diplomatique, Moscou transmet à Washington et à l'OTAN un projet de traité qui ramènerait l'OTAN à sa configuration de 1997, avant les élargissements vers l'Est. Ces propositions tendent à marginaliser l'UE et à réinstaller la Russie comme une puissance discutant d'égal à égal avec les États-Unis comme au temps de la guerre froide. Sur le plan militaire, d'importantes concentrations de troupes sont observées en Russie et en Biélorussie à la frontière ukrainienne.
Contrairement aux dirigeants américains, les dirigeants occidentaux d'Europe ne croient pas au scénario d'une guerre de haute intensité. Pourtant, le 24 février 2022, l'armée russe lance son opération militaire spéciale dans le but d'envahir l'Ukraine. En attaquant frontalement l'Ukraine, la Russie renoue avec les guerres d'invasion que l'Empire russe mena pour s'agrandir vers le Pacifique et la Méditerranée. Cette guerre fait entrer l'Occident et la Russie dans une ère de confrontation directe sur tous les plans hormis sur le champ de bataille. Le front se stabilise durant l'été 2022. Le 30 septembre 2022, la Russie annexe les quatre régions de Louhansk, Donetsk, Zaporijjia et Kherson. Des sanctions économiques et financières massives sont prises par les Occidentaux contre la Russie. À fin 2024, aucune négociation de cessez-le-feu ou de paix n'a eu lieu entre la Russie et l'Ukraine depuis le début des hostilités.

#### Guerre hybride russe en Europe
La guerre russo-ukrainienne s'accompagne d'une intensification des actions de guerre hybride menées par la Russie qui ciblent les pays européens membres de l'OTAN. Selon Die Zeit, entre 2022 et 2024, les services secrets russes seraient à l'origine d'une soixantaine d'actions de natures diverses visant en priorité l'Allemagne, la France, le Royaume-Uni et la Pologne. Parmi celles-ci, les campagnes de désinformation et les ingérences dans les processus électoraux affectent le fonctionnement de la vie démocratique. Les cyberattaques et les sabotages testent les défenses et les infrastructures des pays membres de l'OTAN.
Fin 2024, le secrétaire général de l’OTAN, Mark Rutte, accuse la Russie de mener « une campagne de plus en plus intense d’attaques hybrides à travers [les] territoires alliés, à l’aide d’interférences directes dans nos démocraties, de sabotages industriels et d’actes de violence ». Les tensions sont particulièrement fortes en mer Baltique où la Russie et les pays membres de l'OTAN se côtoient. En janvier 2025, huit pays riverains de la Baltique, membres de l’UE et de l’OTAN, décident d'y renforcer leur présence militaire.

### Conséquences géopolitiques de la guerre russo-ukrainienne
Le soutien apporté à l'Ukraine par les Occidentaux empêche les Russes d'obtenir un succès décisif rapide. Les conséquences militaires, diplomatiques et économiques de ce conflit sont considérables.
| Variation annuelle en % | 2021 | 2022 | 2023 | 2024 |
| ----------------------- | ---- | ---- | ---- | ---- |
| OTAN (Europe + Canada)  | 2,5  | 3,7  | 9,3  | 17,9 |
| États-Unis              | 4,3  | -4,3 | 0,1  | 7,2  |
| Russie,                 | 8,8  | 47,3 | 16,4 | 31,2 |

Sur le plan militaire, ce conflit de haute intensité dans lequel des moyens colossaux sont mis en œuvre par les deux belligérants directs, conduit la plupart des gouvernements européens à augmenter nettement leur budget de défense,,. L'effort de guerre de la Russie et de l'Ukraine se traduit par une explosion de leurs dépenses militaires et par le passage à une économie de guerre. Ce conflit met en évidence la faiblesse militaire des États européens occidentaux et la persistance de leur dépendance à l'égard des États-Unis pour leur sécurité.
Sur le plan diplomatique, selon le politiste Zaki Laïdi, la guerre en Ukraine « consacre la tripartition autour de trois pôles : le grand Ouest (Etats-Unis, Europe, Japon, Corée du Sud, Australie), le grand Est (Russie, Chine et Corée du Nord [...]) et enfin, le Sud global » qui tire parti des rivalités entre les deux premiers. Cette guerre précipite l'élargissement de l'OTAN à la Suède et à la Finlande, qui mettent fin à leur neutralité. L'Ukraine obtient le statut de candidat à l'UE en juin 2022 et les négociations relatives à son adhésion sont officiellement ouvertes en juin 2024. En revanche, les États-Unis refusent que l'Ukraine entre dans l'OTAN à court terme. Lors des sommets de l'OTAN à Vilnius en 2023 et à Washington en 2024, aucun calendrier d'ouverture de négociations à cet effet n'est fixé,. Ce sujet n'est même pas abordé dans la déclaration finale du sommet de 2025 à La Haye. À défaut, l'Ukraine signe avec plusieurs pays européens, au nombre desquels l'Allemagne, la France et le Royaume-Uni, des accords bilatéraux portant sur des garanties de sécurité à long-terme.
Dans le même temps, Moscou renforce ses liens avec la Chine, la Corée du Nord et l'Iran et s'implante davantage en Afrique aux dépens de Paris. Un accord de partenariat stratégique global entre la Corée du Nord et la Russie est signé en juin 2024. Depuis, des soldats nord-coréens sont engagés sur le front ukrainien selon des sources occidentales, non confirmées officiellement par Moscou ou Pyongyang.
Dans le domaine économique, les répercussions du retour de la guerre en Europe sont considérables. L'UE réoriente sa politique énergétique pour pallier la perte de l'accès au gaz et au pétrole russe. La Russie redéploie son commerce extérieur vers la Chine et le Sud global afin de contourner les sanctions occidentales.

## Zones de crise latente ou ouverte

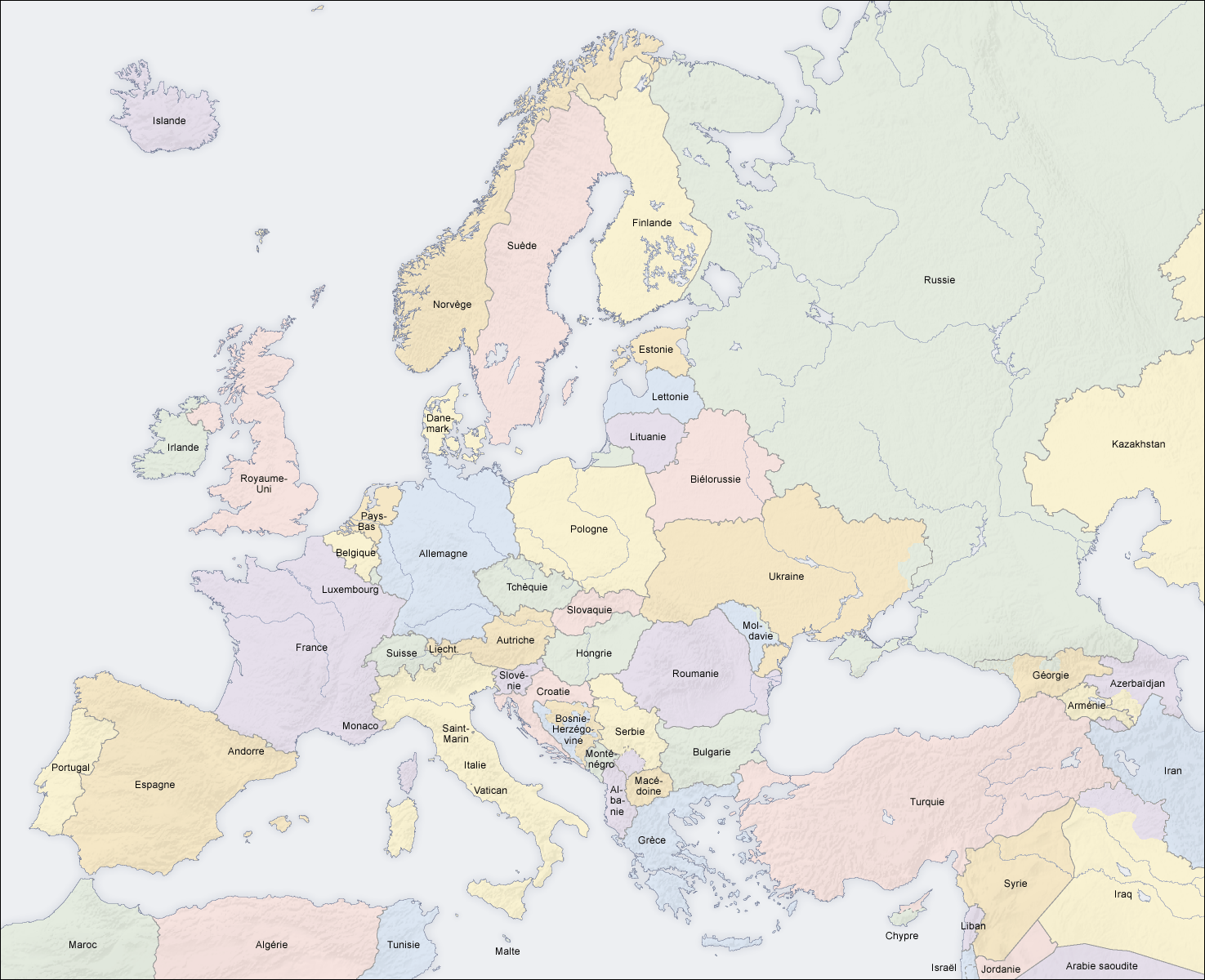
Carte politique de facto des États et autres entités de l'Europe et des territoires qu'ils contrôlent effectivement.

La guerre froide avait figé les frontières et les revendications territoriales. Sa fin et l'effondrement de l'Union soviétique se traduisent au début du XXIe siècle par le retour en force de questions frontalières le plus souvent liées aux minorités ethniques ou religieuses dans de nombreux États-nations récents à l'Est, et par la montée des régionalismes dans les États-nations plus anciens à l'Ouest.
Les régionalismes, les irrédentismes ou les indépendantismes prennent à la fin du XXe siècle et au début du XXIe siècle le plus souvent une forme pacifique ou très marginalement violente. Mais ils débouchent parfois sur des luttes armées qui s'éteignent par lassitude et impopularité ou par l'action de la communauté internationale comme en Irlande du Nord, ou bien qui sont entretenues lorsqu'ils se doublent d'un enjeu géopolitique aux marches entre la Russie et les Occidentaux qui ont repoussé loin vers l'Est leur présence via les élargissements successifs de l'OTAN et de l'Union européenne. À l'Ouest les États-nations comme l'Allemagne, l'Italie, l'Espagne ou le Royaume-Uni, ont souvent répondu aux attentes régionalistes par un niveau élevé de décentralisation.
En dehors de l'Ukraine, les tensions géopolitiques les plus aiguës durant les années 2020 se concentrent sur trois zones : le Caucase, les Balkans occidentaux et les États baltes.
| État ou région séparatiste               | État d'origine | Conflit armé                                                                                                | Reconnu par                                        | Reconnu par                                        | Reconnu par                                        | Reconnu par                                        |
| État ou région séparatiste               | État d'origine | Conflit armé                                                                                                | ONU                                                | Russie                                             | États- Unis                                        | UE                                                 |
| ---------------------------------------- | -------------- | --- | -------------------------------------------------- | -------------------------------------------------- | -------------------------------------------------- | -------------------------------------------------- |
| Tchétchénie                              | Russie         | Première guerre (1994-1996) et seconde guerre de Tchétchénie (1999-2000), guérilla (2000-2009)              | République constitutive de la fédération de Russie | République constitutive de la fédération de Russie | République constitutive de la fédération de Russie | République constitutive de la fédération de Russie |
| Crimée                                   | Ukraine        | Annexion par la Russie (2014)                                                                               | ❌                                                 | ✔️                                                 | ❌                                                 | ❌                                                 |
| Donbass (oblasts de Donetsk et Louhansk) | Ukraine        | Guerre du Donbass (2014 - ), annexion décrétée par la Russie en 2022                                        | ❌                                                 | ✔️                                                 | ❌                                                 | ❌                                                 |
| Oblasts de Kherson et Zaporiija          | Ukraine        | Guerre russo-ukrainienne (2022 - ), annexion décrétée par la Russie en 2022                                 | ❌                                                 | ✔️                                                 | ❌                                                 | ❌                                                 |
| Transnitrie                              | Moldavie       | Guerre indépendantiste de cette province russophone en 1992, conflit gelé depuis, présence de l'armée russe | ❌                                                 | ❌                                                 | ❌                                                 | ❌                                                 |
| Abkhazie                                 | Géorgie        | Guerre d'indépendance (1992-1993) et conflit de 1998                                                        | ❌                                                 | ✔️                                                 | ❌                                                 | ❌                                                 |
| Ossétie du Sud                           | Géorgie        | Première guerre (1991 - 1992) et deuxième guerre d'Ossétie du Sud (2008)                                    | ❌                                                 | ✔️                                                 | ❌                                                 | ❌                                                 |
| Haut-Karabakh                            | Azerbaïdjan    | Première guerre du Haut-Karabakh (1988-1994), 2020 et 2023                                                  | ❌                                                 | ❌                                                 | ❌                                                 | ❌                                                 |
| Kosovo                                   | Serbie         | Guerre du Kosovo (1998 - 1999) et déclaration d'indépendance en 2008                                        | ❌                                                 | ❌                                                 | ✔️                                                 | ✔️                                                 |
| Chypre du Nord                           | Chypre         | Invasion turque de Chypre (1974)                                                                            | ❌                                                 | ✔️                                                 | ❌                                                 | ❌                                                 |
| Irlande du Nord                          | Royaume-Uni    | Conflit nord-irlandais (1966 - 1998)                                                                        | Nation constitutive du R.-U.                       | Nation constitutive du R.-U.                       | Nation constitutive du R.-U.                       | Nation constitutive du R.-U.                       |
| Pays basque espagnol                     | Espagne        | Conflit basque mené par l'ETA (1961 - 2018)                                                                 | Communauté autonome d'Espagne                      | Communauté autonome d'Espagne                      | Communauté autonome d'Espagne                      | Communauté autonome d'Espagne                      |

### Le Caucase sous le coup de multiples influences et guerres ethniques
| Pays        | Population | Population | Statut au regard de | Statut au regard de  | Statut au regard de |
| Pays        | 2001       | 2023       | UEEA                | UE                   | OTAN                |
| ----------- | ---------- | ---------- | ------------------- | -------------------- | ------------------- |
| Arménie     | 3,1        | 2,8        | ✔️                  | Partenariat oriental | Coopération         |
| Azerbaïdjan | 8,1        | 10,1       |                     | Partenariat oriental | Coopération         |
| Géorgie     | 4,0        | 3,8        |                     | Partenariat oriental | Coopération         |

Composé d'une multitude de familles ethno-linguistiques, le Caucase est un carrefour entre l’Europe et l’Asie, la chrétienté et l’islam, et un enjeu pour les puissances régionales frontalières, l'Iran, la Turquie et la Russie. Il constitue une région pétrolière stratégique, traversée par les oléoducs reliant la Mer Caspienne à la Mer Noire. Les États-Unis y développent aussi leur présence, notamment en matière économique ,.

#### Morcellement politique et mouvements autonomistes
La carte politique du Caucase au début du XXIe siècle est issue de la structure politique de l'Union soviétique et des conflits locaux nés de son effondrement. Dans le Caucase du Sud, ou Transcaucasie, les trois anciennes républiques socialistes soviétiques d'Arménie, d'Azerbaïdjan et de Géorgie sont devenues en 1991 trois États indépendants éponymes, membres de l'ONU depuis 1992 ; les trois régions qui bénéficiaient déjà d'un statut spécial d'autonomie au temps de l'URSS, l'Abkhazie et l'Adjarie en Géorgie, et le Nakhitchevan en Azerbaïdjan, ont conservé cette spécificité. Le Caucase Nord, ou Ciscaucasie, fait partie du territoire de la fédération de Russie, administrée via sept républiques autonomes selon un découpage également hérité de l'URSS.
La fin de l'Union soviétique en 1991 fait resurgir les revendications nationalistes internes ou inter-étatiques qui mènent à plusieurs conflits dont aucun n'est définitivement réglé. Le conflit en Tchétchénie résulte de la proclamation de son indépendance en 1991 et de son refus de signer, en 1992, le traité constitutif de la fédération de Russie. La Russie mène une première guerre de 1994 à 1996 puis une seconde en 1999 et 2000, qui se poursuit de manière sporadique jusqu'en 2009. L'indépendantisme tchétchène semble durablement brisé, mais des attentats attribués à des tchétchènes ou à des ressortissants d'autres régions du Caucase continuent de se produire en Russie dans les années 2010.
Le conflit relatif au Haut-Karabagh, région de l’Azerbaïdjan, réclamée et occupée par l’Arménie, donne lieu à des affrontements armés de grande ampleur entre 1992 et 1994 et entraîne d'importants déplacements de populations. Les négociations nouées depuis le cessez-le-feu de mai 1994 n'aboutissent pas et des flambées de violence se produisent sporadiquement, notamment en avril 2016. Les combats reprennent à grande échelle fin 2020. Les Azéris bénéficient du soutien militaire de la Turquie et prennent l'avantage sur le terrain. La Russie, pourtant allié traditionnel de l'Arménie, prend acte de la défaite de son allié et obtient la signature d'un cessez-le-feu total en novembre 2020, hors du cadre du groupe de Minsk,. En septembre 2023, l'armée azerbaïdjanaise repasse à l'offensive. Très affaiblis par la guerre de 2020, les séparatistes sont rapidement forcés de se rendre. La quasi-totalité de la population du Haut-Karabagh, soit environ 100 000 personnes, se réfugie en Arménie.

#### Géopolitique de la Géorgie
Les conflits en Ossétie du Sud et en Abkhazie naissent des volontés séparatistes de ces deux régions du nord de la Géorgie, frontalières de la Russie. La crise démarre au début des années 1990, avec la première guerre d’Ossétie du Sud en 1991-1992 et la guerre d’Abkhazie de 1992-1993, suivies des déclarations d’indépendance de ces deux territoires qui ne sont alors reconnus par aucun autre pays. Les hostilités reprennent en août 2008 avec la deuxième guerre d'Ossétie du Sud. Un cessez-le-feu intervient rapidement et l’indépendance de l’Abkhazie et de l’Ossétie du Sud est alors reconnue par la Russie et quelques autres pays. Depuis la situation est gelée. L'Union européenne déploie en Géorgie depuis 2008 une mission d'observation (EUMM Géorgie) dont le mandat court jusqu'à fin 2008. Elle compte environ 200 observateurs dont le rôle est de « contribuer à la stabilisation et à la normalisation de la situation et à l'instauration d'un climat de confiance entre les parties au conflit ».
Pour contrebalancer la présence militaire de la Russie, la Géorgie s'est rapprochée de l'OTAN qui réaffirme périodiquement son attachement  à sa sécurité et à son intégrité territoriale, et appelle la Russie à revenir sur sa décision de reconnaître les régions géorgiennes d’Abkhazie et d’Ossétie du Sud et à retirer ses forces du territoire géorgien. Face à l'opposition de la Russie à l'adhésion de la Géorgie, l'OTAN, plutôt que d'engager un Plan d'action pour l'adhésion (MAP), met en place une solution de compromis autour d'un plan de « coopération renforcée »,.

#### Partenariat oriental de l'UE
Les trois pays du Caucase du Sud sont parties prenantes du « Partenariat oriental » initié en 2008-2009 par l'Union européenne et qui vise à développer la coopération multilatérale entre les partenaires et les relations bilatérales entre l'UE et chacun de ces pays avec lesquels l'UE conclut des accords spécifiques. Un accord d'association avec la Géorgie, le premier du genre avec un pays du Caucase, est entré en vigueur en 2016. Un temps suspendu à la suite de son adhésion à l'UEEA, un nouvel accord de partenariat est finalement signé en 2017 avec l'Arménie,. Des négociations sont en cours avec l'Azerbaïdjan pour un nouvel accord.

### Les Balkans occidentaux, toujours une source d'inquiétude pour l'Union européenne
| Pays                 | Population | Population | Statut au regard de | Statut au regard de |
| Pays                 | 2001       | 2023       | UE                  | OTAN                |
| -------------------- | ---------- | ---------- | ------------------- | ------------------- |
| Bosnie-Herzégovine   | 4,2        | 3,2        | En cours            | En cours            |
| Croatie              | 4,3        | 3,8        | 2013                | 2009                |
| Kosovo (non reconnu) | 1,8        | 1,8        | Potentiel           |                     |
| Macédoine du Nord    | 2,0        | 1,8        | En cours            | En cours            |
| Monténégro           | 0,6        | 0,6        | En cours            | 2017                |
| Serbie               | 7,5        | 6,6        | En cours            |                     |
| Slovénie             | 2,0        | 2,1        | 2004                | 2004                |

De la Yougoslavie de l'ère Tito sont issus sept pays dont deux ne sont pas reconnus universellement. Le Kosovo, qui déclare son indépendance en 2008 en se séparant de la Serbie, n’est reconnu que par une minorité de pays donc ni par l’ONU, ni non plus par l’Union européenne. La république de Macédoine autoproclamée en 1991 bénéficie d'une très large reconnaissance internationale. Elle devient membre de l'ONU en 1993, mais sous le nom provisoire d'ARYM en raison du différend qui l'oppose à la Grèce dont une des régions porte aussi le nom de Macédoine. Ce désaccord bloque l'adhésion de la Macédoine à l'UE et à l'OTAN. L'accord de Prespa intervenu en juin 2018 entre ces deux pays sur le nom de « république de Macédoine du Nord » et entré en vigueur le 12 février 2019, débloque cette situation,.
La stabilisation de cette région est une priorité de l'Union européenne depuis le Conseil européen de Thessalonique en juin 2003 qui adopte « l'agenda pour les Balkans occidentaux ». Les risques de nouveaux conflits ne sont pas exclus tant sont grandes les tensions d'origines ethniques ou religieuses qui existent encore à la fin des années 2010 entre États, comme entre le Kosovo et la Serbie, ou au sein même d'un État comme en Bosnie-Herzégovine. Plusieurs opérations de maintien de la paix ont été menées par l'ONU ou l'UE depuis le début des années 2000 dont trois sont en cours en 2018, EUFOR Althea en Bosnie-Herzégovine, EULEX Kosovo au Kosovo et la MINUK, mission d’administration intérimaire de l'ONU au Kosovo. L'UE a pris dans les années 2000 plusieurs initiatives à la fois pour solder le passé, en exigeant de ces États une pleine coopération avec le Tribunal pénal international pour l'ex-Yougoslavie (TPIY), et pour organiser et soutenir les mutations que les États des Balkans occidentaux doivent accomplir pour remplir les critères de Copenhague qui sont un préalable nécessaire à l'aboutissement du processus de leur adhésion.
L'Union européenne vise l'adhésion à terme de tous les pays constitutifs des Balkans occidentaux, soit les cinq pays de l'ex-Yougoslavie qui n'en sont pas déjà membres auxquels s'ajoute l'Albanie. Le document « Stratégie pour les Balkans occidentaux » publié par la Commission européenne début 2018, définit un nouveau plan d'actions relatif à ces six États et précise que l'adhésion des deux plus avancés dans le processus, le Monténégro et la Serbie, pourrait déboucher en 2025. Tous ces pays sont encore loin de satisfaire à tous les critères définis par l'UE pour que l'adhésion devienne possible, notamment au regard du respect de l’État de droit, de l'élimination de la corruption, de la sécurité et des migrations,.
La Russie est également présente dans les Balkans qui constituent après l'Ukraine et le Caucase une autre ligne de front avec l'Occident. Moscou s'appuie notamment sur la Serbie, son allié traditionnel, qui en 2017 annonce qu'elle ne désire plus adhérer à l'OTAN, dont les bombardements sur le pays en 1999 continuent d'alimenter les griefs de la population. La Russie et les Occidentaux sont en compétition pour la maîtrise des approvisionnements en gaz de l'Europe dont les Balkans constituent un des points de passage stratégique.

### Les États baltes et leurs voisins sous haute tension
| Pays        | Admission | Admission | Population   | Population |
| Pays        | EU        | OTAN      | M. hab. 2023 | % russe    |
| ----------- | --------- | --------- | ------------ | ---------- |
| Estonie     | 2004      | 2004      | 1,4          | 23,7 %     |
| Lettonie    | 2004      | 2004      | 1,9          | 24,5 %     |
| Lituanie    | 2004      | 2004      | 2,9          | 5,0 %      |
|             |           |           |              |            |
| Biélorussie |           |           | 9,2          | 8,3 %      |
| Pologne     | 2004      | 1999      | 36,7         | ε          |
| Finlande    | 1995      | 2023      | 5,6          | 1,7 %      |
| Suède       | 1995      | 2024      | 10,5         | ε          |

Les trois États baltes deviennent indépendants entre 1918 et 1920. La Russie et chacun de ces États signent un traité de paix en 1920. Leur admission à la Société des Nations en 1921 consacre leur reconnaissance par la communauté internationale. Les protocoles secrets du pacte germano-soviétique de 1939 attribuent ces États à l'Union soviétique qui les occupe en juin 1940. Les États baltes sont annexés à l'Union soviétique et deviennent en juillet 1940 des républiques socialistes soviétiques. Les populations paient un lourd tribut durant la Seconde guerre mondiale et lors de la réoccupation soviétique en 1944 jusqu'à la mort de Staline en 1953. La période d’indépendance, entre 1918 et 1940, occupe toujours une importance considérable dans la conscience de nombreux Baltes. Bien qu'intégrés à l'Union soviétique, ces trois États ressemblent davantage à ceux d’Europe centrale où la soviétisation n'a jamais pris le pas sur l'identité nationale.
Profitant de l'implosion de l'Union soviétique, les États baltes proclament leur indépendance en 1990, qui est reconnue par l'Union soviétique en septembre 1991, et ne rejoignent pas la CEI. Depuis le retour à l’indépendance, les politiques de ces trois États ont en commun une recherche fondamentale de sécurité et d’intégration à l’économie mondiale. Ils deviennent membres de l'OTAN et de l'UE en 2004. La région n'est pour autant pas devenue un « lac otanien » puisque ni la Finlande ni la Suède n'en sont membres.
La Baltique est une des fenêtres sur la mer de la Russie à laquelle elle accède via Saint-Pétersbourg et l'exclave de Kaliningrad, isolée du reste de son territoire. L'alliance entre la Russie et la Biélorussie permet que les forces militaires russes soient présentes le long des frontières Est des États baltes et de la Pologne. Le réarmement russe depuis 2008 se traduit par un renforcement des capacités et des activités militaires aux portes des États baltes, devenu l'objet du côté occidental de craintes réelles ou supposées. Kaliningrad est redevenue une véritable « forteresse militaire » et abrite des missiles capables d'emporter des têtes nucléaires.
Le regain de tensions entre les Occidentaux et les Russes conduit aussi la Finlande et la Suède à réexaminer la question de leur adhésion à l'OTAN depuis l'annexion de la Crimée par la Russie et l'insurrection armée prorusse dans le Donbass en 2014. L'éclatement de la guerre à grande échelle les conduit à annoncer en mai 2022 leur volonté de rejoindre l'OTAN. La Finlande en devient membre en 2023 et la Suède en 2024.
Depuis leur intégration dans l'OTAN en 2004, les États baltes bénéficient du système de défense aérienne de l'OTAN qui inclut une mission de police du ciel assurée par rotation par d'autres États de l'OTAN avec des avions basés en Estonie, Lituanie et Pologne. À la suite des évènements en Ukraine, l'OTAN décide lors du sommet de Varsovie en 2016 de renforcer sa présence avancée de forces terrestres par rotation dans les États baltes et en Pologne.
Moscou utilise aussi les ressources du « soft power » pour faire pression sur les États baltes. En particulier, les actions de séduction des minorités russes, importantes en Estonie et en Lettonie, se sont multipliées à partir des années 2010, faisant craindre leur utilisation comme cheval de Troie,.

## Données géopolitiques et économiques par pays
| États (49)         | ONU           | ONU             | Conseil Europe (47+1) | UE                            | UE             | Hab. (103) | PIB (109 $) | PIB/hab. ($ PPA) | IND  | IDH   |
| États (49)         | Membre (48+1) | Région          | Conseil Europe (47+1) | Pays (27)                     | Zone Euro (20) | Hab. (103) | PIB (109 $) | PIB/hab. ($ PPA) | IND  | IDH   |
| ------------------ | ------------- | --------------- | --------------------- | ----------------------------- | -------------- | ---------- | ----------- | ---------------- | ---- | ----- |
| Albanie            | 1955          | Eur. du Sud     | 1995                  |                               |                | 2 746      | 23          | 21 925           | 6,28 | 0,789 |
| Allemagne          | 1973          | Eur. de l'Ouest | 1950                  | Drapeau de l’Union européenne | €              | 84 482     | 4 456       | 71 438           | 8,80 | 0,950 |
| Andorre            | 1993          | Eur. du Sud     | 1994                  |                               |                | 80         | 4           | 71 731           | NC   | 0,884 |
| Arménie            | 1992          | Asie occ.       | 2001                  |                               |                | 2 778      | 24          | 21 342           | 5,42 | 0,786 |
| Autriche           | 1955          | Eur. de l'Ouest | 1956                  | Drapeau de l’Union européenne | €              | 9 132      | 516         | 73 135           | 8,28 | 0,926 |
| Azerbaïdjan        | 1992          | Asie occ.       | 2001                  |                               |                | 10 113     | 72          | 23 598           | 2,80 | 0,760 |
| Belgique           | 1945          | Eur. de l'Ouest | 1949                  | Drapeau de l’Union européenne | €              | 11 823     | 632         | 72 070           | 7,64 | 0,942 |
| Biélorussie        | 1945          | Eur. de l'Est   |                       |                               |                | 9 178      | 72          | 30 763           | 1,99 | 0,801 |
| Bosnie-Herzégovine | 1992          | Eur. du Sud     | 2002                  |                               |                | 3 211      | 27          | 23 422           | 5,00 | 0,779 |
| Bulgarie           | 1955          | Eur. de l'Est   | 1992                  | Drapeau de l’Union européenne |                | 6 430      | 101         | 38 905           | 6,41 | 0,799 |
| Chypre             | 1960          | Asie occ.       | 1961                  | Drapeau de l’Union européenne | €              | 1 260      | 32          | 60 144           | 7,38 | 0,907 |
| Croatie            | 1992          | Eur. du Sud     | 1996                  | Drapeau de l’Union européenne | €              | 3 853      | 83          | 46 777           | 6,50 | 0,878 |
| Danemark           | 1945          | Eur. du Nord    | 1949                  | Drapeau de l’Union européenne |                | 5 947      | 404         | 77 237           | 9,28 | 0,952 |
| Espagne            | 1955          | Eur. du Sud     | 1977                  | Drapeau de l’Union européenne | €              | 48 373     | 1 581       | 54 123           | 8,07 | 0,911 |
| Estonie            | 1991          | Eur. du Nord    | 1993                  | Drapeau de l’Union européenne | €              | 1 366      | 41          | 44 120           | 7,96 | 0,899 |
| Finlande           | 1955          | Eur. du Nord    | 1989                  | Drapeau de l’Union européenne | €              | 5 584      | 300         | 64 056           | 9,30 | 0,942 |
| France             | 1945          | Eur. de l'Ouest | 1949                  | Drapeau de l’Union européenne | €              | 68 170     | 3 031       | 61 473           | 8,07 | 0,910 |
| Géorgie            | 1992          | Asie occ.       | 1999                  |                               |                | 3 760      | 30          | 25 072           | 5,20 | 0,814 |
| Grèce              | 1945          | Eur. du Sud     | 1949                  | Drapeau de l’Union européenne | €              | 10 361     | 238         | 41 923           | 8,14 | 0,893 |
| Hongrie            | 1955          | Eur. de l'Est   | 1990                  | Drapeau de l’Union européenne |                | 9 590      | 212         | 45 931           | 6,72 | 0,851 |
| Irlande            | 1955          | Eur. du Nord    | 1949                  | Drapeau de l’Union européenne | €              | 5 262      | 546         | 127 873          | 9,19 | 0,950 |
| Islande            | 1946          | Eur. du Nord    | 1950                  |                               |                | 394        | 31          | 78 380           | 9,45 | 0,959 |
| Italie             | 1955          | Eur. du Sud     | 1949                  | Drapeau de l’Union européenne | €              | 58 761     | 2 255       | 59 720           | 7,69 | 0,906 |
| Lettonie           | 1991          | Eur. du Nord    | 1995                  | Drapeau de l’Union européenne | €              | 1 882      | 44          | 41 252           | 7,38 | 0,879 |
| Liechtenstein      | 1990          | Eur. de l'Ouest | 1978                  |                               |                | 40         | 7           | NC               | NC   | 0,942 |
| Lituanie           | 1991          | Eur. du Nord    | 1993                  | Drapeau de l’Union européenne | €              | 2 872      | 78          | 53 185           | 7,31 | 0,879 |
| Luxembourg         | 1945          | Eur. de l'Ouest | 1949                  | Drapeau de l’Union européenne | €              | 669        | 86          | 143 809          | 8,81 | 0,927 |
| Macédoine du Nord  | 1993          | Eur. du Sud     | 1995                  |                               |                | 1 812      | 15          | 26 332           | 6,03 | 0,765 |
| Malte              | 1964          | Eur. du Sud     | 1965                  | Drapeau de l’Union européenne | €              | 553        | 21          | 66 589           | 7,93 | 0,915 |
| Moldavie           | 1992          | Eur. de l'Est   | 1995                  |                               |                | 2 487      | 16          | 17 597           | 6,23 | 0,763 |
| Monaco             | 1993          | Eur. de l'Ouest | 2004                  |                               |                | 36         | 9           | NC               | NC   | NC    |
| Monténégro         | 2006          | Eur. du Sud     | 2007                  |                               |                | 616        | 7           | 31 748           | 6,67 | 0,844 |
| Norvège            | 1945          | Eur. du Nord    | 1949                  |                               |                | 5 520      | 485         | 104 416          | 9,81 | 0,966 |
| Pays-Bas           | 1945          | Eur. de l'Ouest | 1949                  | Drapeau de l’Union européenne | €              | 17 879     | 1 118       | 80 761           | 9,00 | 0,946 |
| Pologne            | 1945          | Eur. de l'Est   | 1991                  | Drapeau de l’Union européenne |                | 36 686     | 811         | 49 338           | 7,18 | 0,881 |
| Portugal           | 1955          | Eur. du Sud     | 1976                  | Drapeau de l’Union européenne | €              | 10 525     | 287         | 48 859           | 7,75 | 0,874 |
| Roumanie           | 1955          | Eur. de l'Est   | 1993                  | Drapeau de l’Union européenne |                | 19 056     | 351         | 47 864           | 6,45 | 0,827 |
| Royaume-Uni        | 1945          | Eur. du Nord    | 1949                  |                               |                | 68 350     | 3 340       | 59 626           | 8,28 | 0,940 |
| Russie             | 1945          | Eur. de l'Est   | 1996                  |                               |                | 143 826    | 2 021       | 44 120           | 2,22 | 0,821 |
| Saint-Marin        | 1992          | Eur. du Sud     | 1988                  |                               |                | 34         | 2           | 75 941           | NC   | 0,867 |
| Serbie             | 2000          | Eur. du Sud     | 2003                  |                               |                | 6 618      | 75          | 29 622           | 6,33 | 0,805 |
| Slovaquie          | 1993          | Eur. de l'Est   | 1993                  | Drapeau de l’Union européenne | €              | 5 427      | 133         | 44 689           | 7,07 | 0,855 |
| Slovénie           | 1992          | Eur. du Sud     | 1993                  | Drapeau de l’Union européenne | €              | 2 121      | 68          | 55 710           | 7,75 | 0,926 |
| Suède              | 1946          | Eur. du Nord    | 1949                  | Drapeau de l’Union européenne |                | 10 537     | 593         | 69 233           | 9,39 | 0,952 |
| Suisse             | 2002          | Eur. de l'Ouest | 1963                  |                               |                | 8 850      | 885         | 92 580           | 9,14 | 0,967 |
| Tchéquie           | 1993          | Eur. de l'Est   | 1993                  | Drapeau de l’Union européenne |                | 10 874     | 331         | 55 875           | 7,97 | 0,895 |
| Turquie            | 1945          | Asie occ.       | 1950                  |                               |                | 85 326     | 1 108       | 44 604           | 4,33 | 0,855 |
| Ukraine            | 1945          | Eur. de l'Est   | 1995                  |                               |                | 37 000     | 179         | 17 630           | 5,06 | 0,734 |
| Vatican            | 2004          | Eur. du Sud     | 1970                  |                               |                | NC         | NC          | NC               | NC   | NC    |